# Astorga
Astorga (Estorga en el leonés de la Maragatería) es un municipio y ciudad española de la provincia de León, en la comunidad autónoma de Castilla y León. Se encuentra en el tránsito entre el Páramo Leonés y los montes de León, y ejerce de núcleo vertebrador de las comarcas de la Maragatería, La Cepeda y la Ribera del Órbigo. La ciudad es cabeza de una de las diócesis más extensas y antiguas de España, cuya jurisdicción abarca la mitad de la provincia de León y parte de las de Orense y Zamora. Además, es cabeza del partido judicial número 5 de la provincia de León.
Nacida como campamento militar romano de la Legio X Gemina a finales del siglo I a. C., poco después se convirtió en un asentamiento civil y fue capital del Convento Asturicense. Se desarrolló como importante nudo de comunicaciones del noroeste peninsular y gozó de cierta prosperidad en los dos primeros siglos de nuestra era, gracias a la minería del oro, siendo definida por Plinio el Viejo como vrbs magnífica. En los años centrales del siglo III debió de establecerse como sede episcopal, con Basílides como su primer obispo. Fue parte del reino de los suevos tras las invasiones bárbaras y en 714 fue tomada por las tropas musulmanas de Táriq, aunque sería reconquistada por la monarquía asturiana a mediados del mismo siglo. A finales del siglo X volvió a sufrir, en tres ocasiones, el acoso musulmán de la mano de Almanzor.
Desde el siglo XI, y gracias al impulso dado por el Camino de Santiago, la ciudad experimentó un progresivo desarrollo, en el cual la Iglesia tuvo un papel protagonista. En 1465 Enrique IV de Castilla concedió a Álvaro Pérez Osorio, conde de Trastámara, señor de Villalobos y de Castroverde, el título de marqués de Astorga, por lo que la ciudad pasó del estado libre a una condición feudataria. A principios del siglo XIX la ciudad sufrió las consecuencias de la ocupación francesa y fue una de las primeras ciudades que se levantaron contra los franceses, con el amotinamiento de campesinos y jornaleros el 2 de mayo de 1808. El ejército francés entró en la ciudad el 31 de diciembre del mismo año y durante los años siguientes la plaza cambió de manos en varias ocasiones hasta que finalmente los franceses capitularon el 17 de agosto de 1812.
Entre mediados del siglo XIX y principios del XX se produjo un importante desarrollo industrial, en el que jugaron un papel fundamental la llegada del ferrocarril y el auge de la industria del chocolate. Esta continúa activa junto con otras ramas de la industria alimentaria, como la repostería y la industria cárnica, aunque la actividad económica del municipio está basada fundamentalmente en el sector servicios, con la administración, el comercio y el turismo cultural como sectores más destacados. Este último se sustenta principalmente en su patrimonio histórico-artístico, en el que cabe destacar la catedral, el Palacio Episcopal, la casa consistorial y la ergástula romana, todos ellos declarados Bien de Interés Cultural, además de ser lugar de paso del Camino de Santiago y una de las cabeceras de la Vía de la Plata.
Las celebraciones más representativas son los carnavales —el primer fin de semana después del Miércoles de Ceniza—, la Semana Santa —declarada de Interés Turístico Nacional—, la fiesta de Astures y Romanos —declarada de Interés Turístico Regional— y, de manera discontinua, la procesión de la Zuiza en honor del pendón de Clavijo y la procesión de la Virgen de Castrotierra, traída en años de sequía desde su santuario situado a 17 kilómetros de la ciudad.
En 2015, en la aprobación por la Unesco de la ampliación del Camino de Santiago en España a «Caminos de Santiago de Compostela: Camino francés y Caminos del Norte de España», España envió como documentación un «Inventario Retrospectivo - Elementos Asociados» (Retrospective Inventory - Associated Components) en el que entre los números 1708 y 1772 figura Astorga con un conjunto de elementos asociados.

## Toponimia
El topónimo de Astorga es una evolución natural y popular del topónimo antiguo, Asturica. Sobre el origen y significado de este último hay varias teorías: para algunos, como el cronista Gil González Dávila, proviene del nombre que llevaba Astyr o Astur, escudero de Memnón llegado desde oriente, mientras que para otros deriva de Astiria, Astirica o Asturia, denominación con la cual aún se la conocía durante las conquistas de Munuza.
Pedro Junco, apoyándose en otros textos como el Diccionario de Covarrubias, escribió en 1635 que el nombre derivaba de Astu y Orgia, dos palabras que unidas formarían Astorgia, con el significado de «ciudad para celebrar el culto de los dioses», concretamente de Baco, y que latinizada se transformaría en Asturica; asimismo, afirmó que antes de llamarse Asturica se denominaba Rhoma, sinónimo de fuerte en griego.
La ciudad es citada como Astorica en documentos de 878, como Osturga y Austurga en el Codex Calixtinus, y como Astur, Asturius y Asturia a lo largo de la Edad Media. En el siglo XIX, Víctor Gebhardt escribió en su Historia general de España que Astorga, en épocas anteriores, tuvo el nombre de Asturica Amak. En el diccionario de Antonio de Nebrija, edición de 1734, se la llama Asturia y Asturica: «Asturia, región y ciudad cercana a Portugal» y «Asturica Augusta, ciudad de la España tarraconense, vulgarmente llamada Roma».
En todo caso, Asturica se denominó a la antigua capital de las 22 tribus astures, que recibió más tarde, de manos del emperador César Augusto, el apellido de Augusta, a la vez que elevó el lugar a capital de convento jurídico.

## Geografía

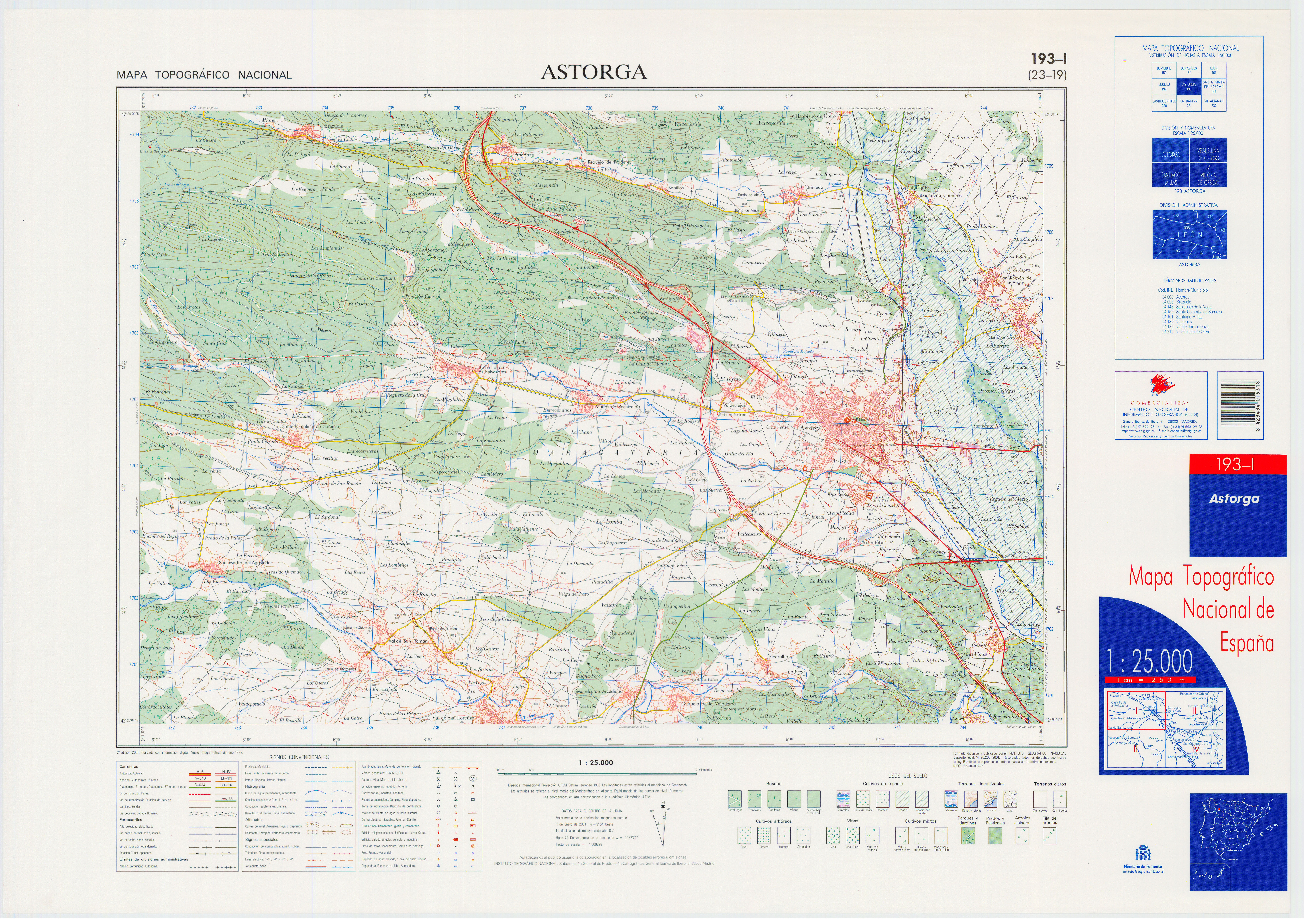
Fragmento de la hoja 193 del Mapa Topográfico Nacional de España de 2001 en el que se representa parte de Astorga

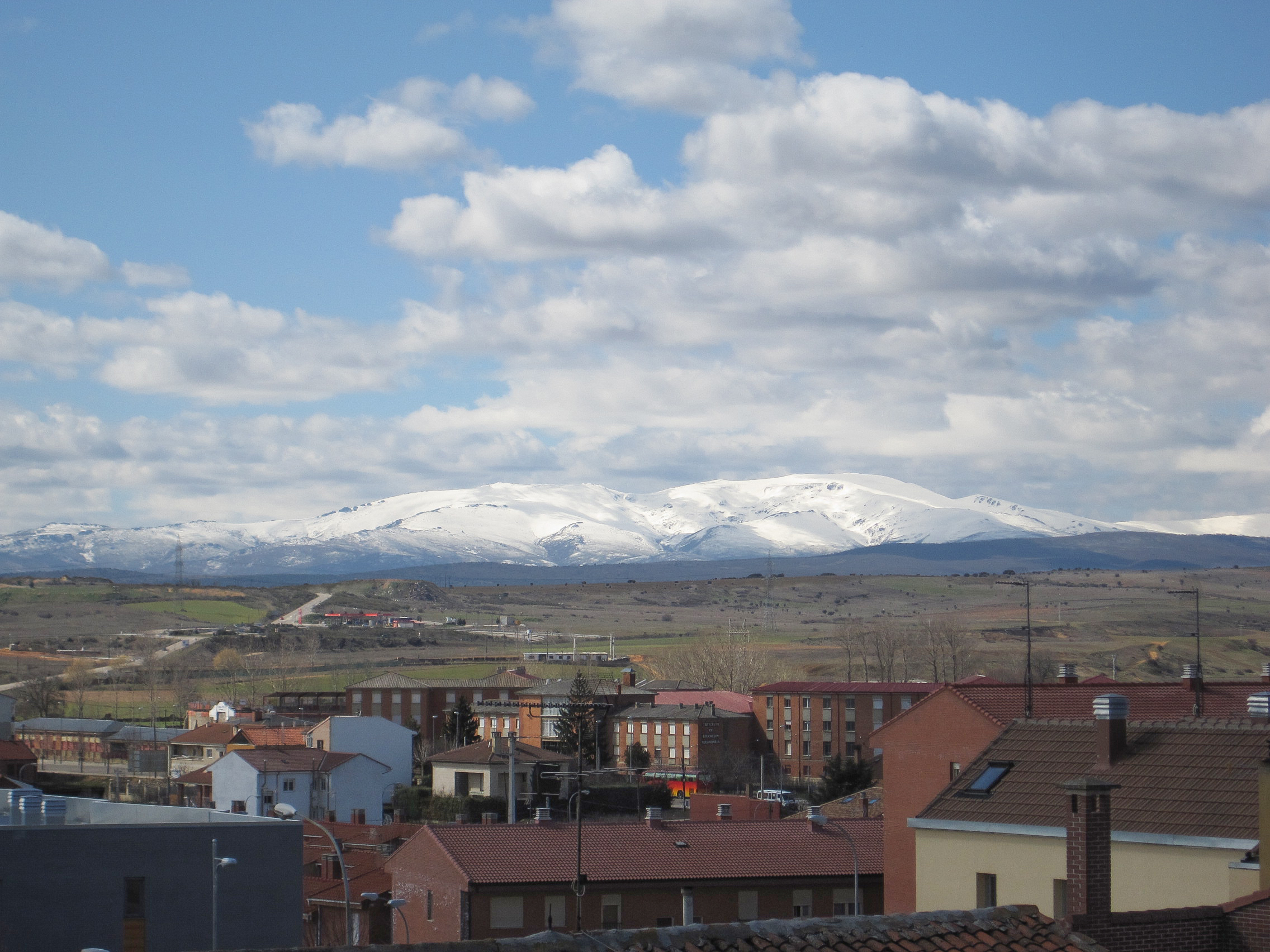
El monte Teleno visto desde Astorga

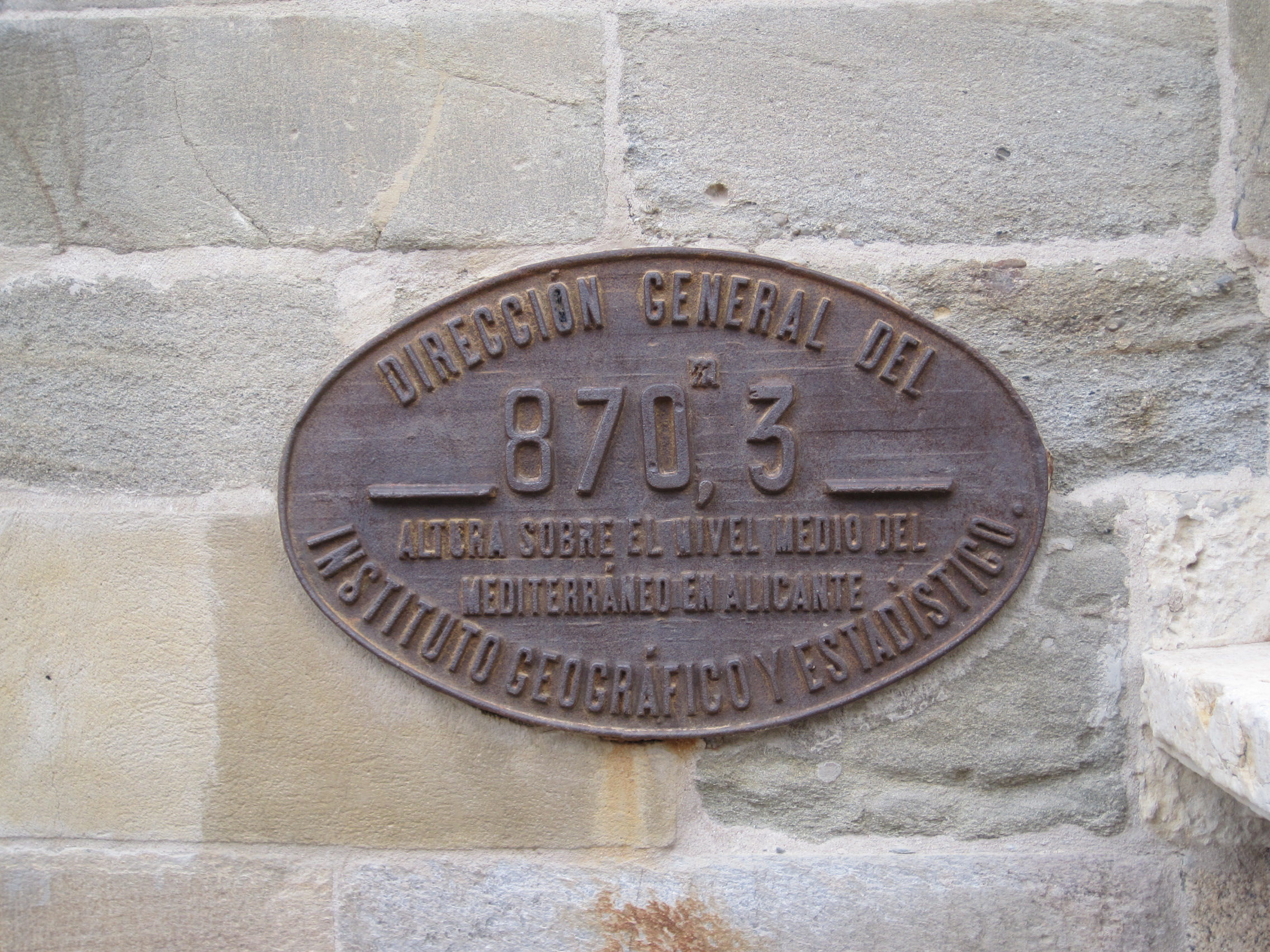
Placa indicadora de la altitud de Astorga sobre uno de los muros de la catedral

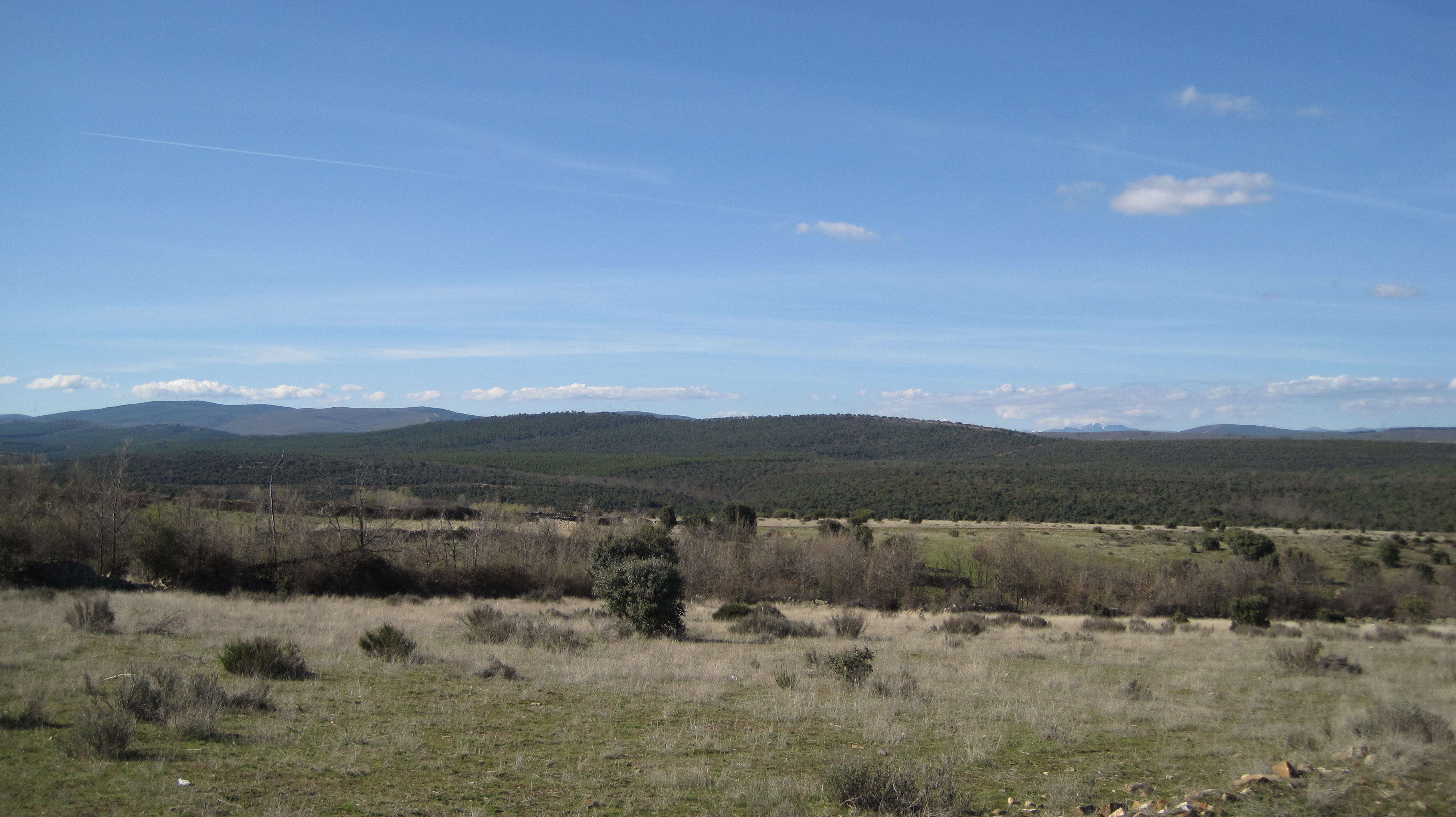
Vista del Alto del Cuerno (1114 m.)

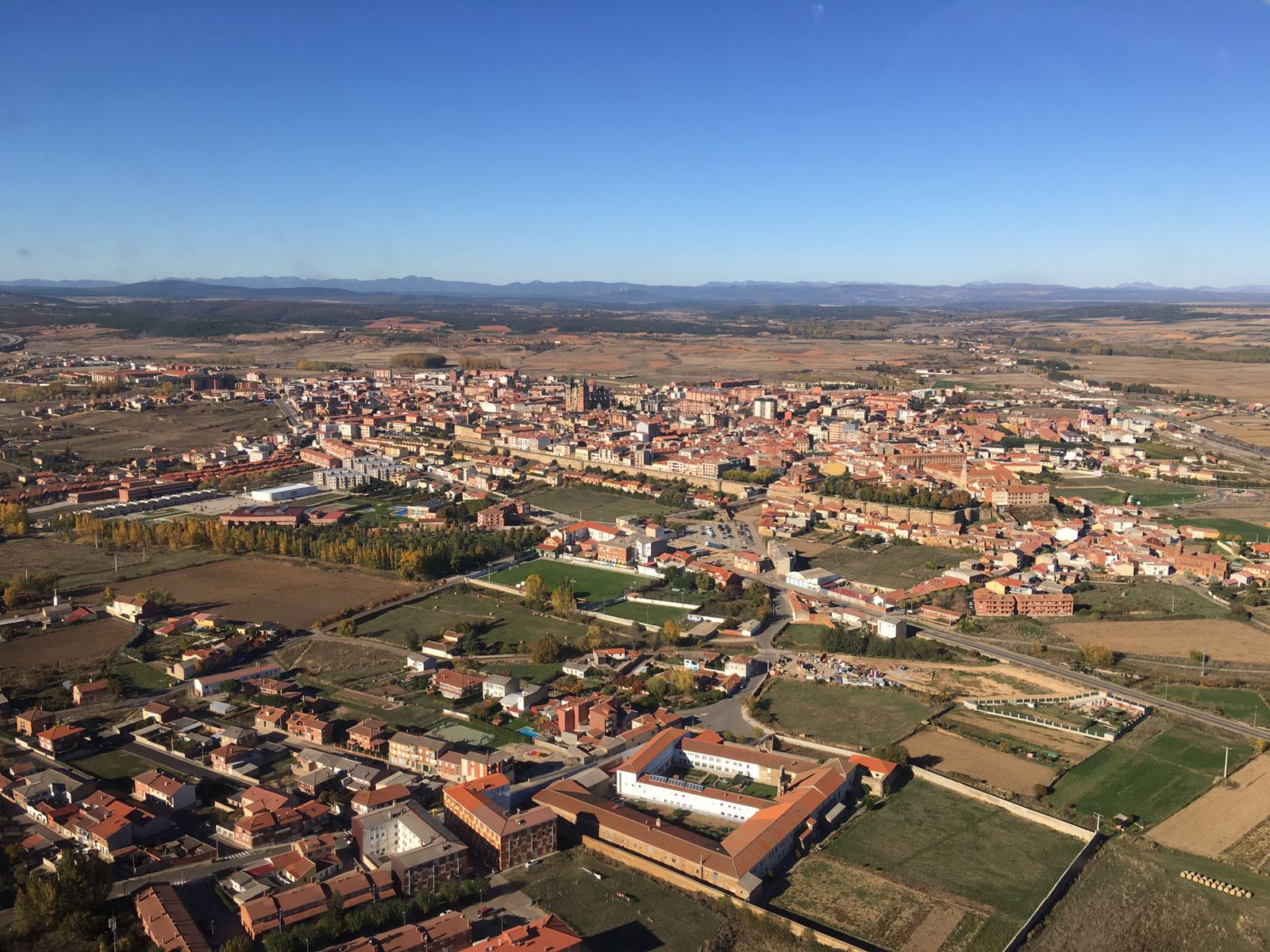
Vista aérea de la ciudad

### Ubicación
El término municipal de Astorga, que abarca una superficie de 46,78 km², está situado al suroeste de la zona central de la provincia de León, en la zona de transición entre la planicie del Páramo Leonés y los montes de León, lo cual convierte a Astorga en núcleo estratégico de comunicaciones, ya atestiguado desde antiguo al ser encrucijada entre el Camino de Santiago y la Vía de la Plata, y puerta natural de entrada a Galicia. Su territorio se reparte entre las comarcas tradicionales de Tierra de Astorga y Maragatería y está representado en las hojas MTN50 (escala 1:50 000) 192 y 193 del Mapa Topográfico Nacional.
| Noroeste: Brazuelo               | Norte: Brazuelo y Villaobispo de Otero    | Noreste: San Justo de la Vega |
| Oeste: Brazuelo                  |                                           | Este: San Justo de la Vega    |
| Suroeste Santa Colomba de Somoza | Sur: Val de San Lorenzo y Santiago Millas | Sureste: San Justo de la Vega |

### Orografía
Astorga se encuentra en la zona noroccidental de la cuenca del Duero y presenta, en general, un relieve suave, pero con dos zonas diferenciadas: por un lado una serie de sierras de orientación ESE-ONO, con materiales del Paleozoico Inferior, y por otro la llanura del río Tuerto, de materiales terciarios cubiertos posteriormente durante el Cuaternario. La zona occidental presenta una morfología de valles, con la misma orientación que las estructuras hercínicas (ESE-ONO), caracterizados por ser de fondo plano y rellenados con sedimentos del Mioceno, mientras que en la zona oriental dominan las llanuras aluviales y distintos niveles de terrazas.
La altitud media del municipio oscila entre los 830 m s. n. m. de las vegas que circundan la ciudad y los más de 1000 metros del extremo occidental del término. Esta diferencia supone el paso de un paisaje llano a un terreno elevado, de suaves pendientes, que culmina en altos como El Sierro (969 m s. n. m.), La Cuesta (996 m s. n. m.) y, especialmente, el Cuerno, vértice geodésico situado a 1114 m s. n. m. La ciudad propiamente dicha está ubicada sobre un promontorio, a 870 m s. n. m., en el cual se asienta su casco histórico, cuyo perfil recuerda a un espolón, haciéndose más suave en su extremo occidental.

### Hidrografía

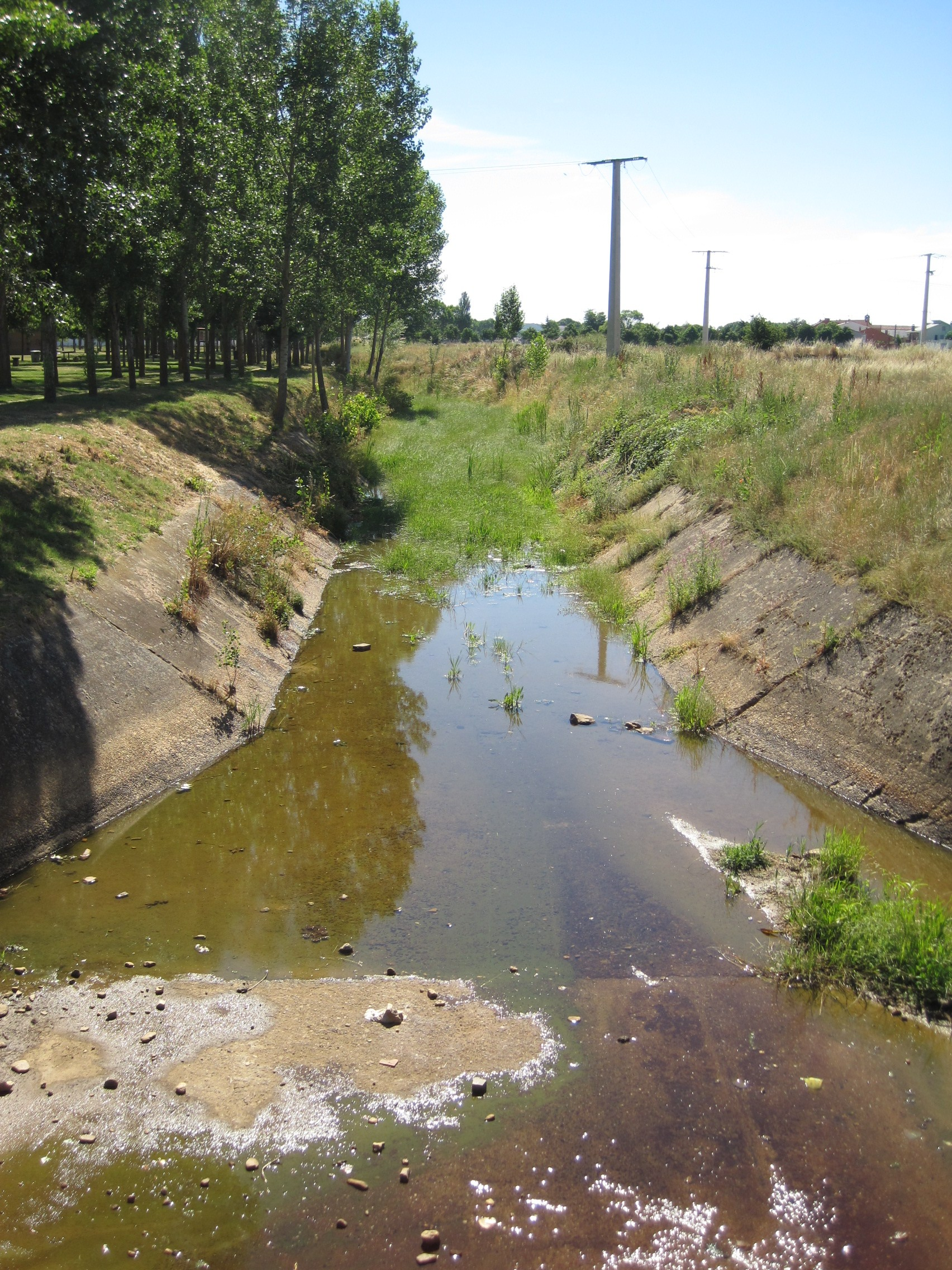
El río Jerga a su paso por Astorga

La totalidad del municipio se encuadra dentro de la cuenca hidrográfica del Duero; como en buena parte de la provincia, sus cursos fluviales se caracterizan por la irregularidad de su caudal, con estiajes en época estival y crecidas en otoño e invierno debido a la lluvia y a la fusión de las nieves.
La vega del río Tuerto, afluente del río Órbigo, es la más importante del término municipal y se extiende por la parte oriental de este. Sin embargo, el curso con mayor recorrido por el municipio es el río Jerga, que nace en la Peña del Gato, junto al puerto de Foncebadón, y tras pasar por Castrillo de los Polvazares, Murias de Rechivaldo, Astorga y Celada de la Vega, vierte sus aguas al río Tuerto a pocos kilómetros de Astorga. Otros cauces menores son los distintos arroyos que desembocan en ambos ríos, como el de la Moldera, el de Val Seco o el del Fontanal.

### Clima
El clima en el municipio se clasifica como mediterráneo continentalizado, de inviernos fríos con frecuentes heladas, y veranos cálidos y secos. La oscilación térmica anual ronda los 15 °C mientras que la diaria supera en ocasiones los 20 °C. Las precipitaciones se reparten de forma irregular a lo largo del año, con escasez de las mismas en verano, concentrándose al final del otoño, en los meses invernales y al principio de la primavera. La altitud sobre el nivel del mar, su elevada situación sobre el entorno y su exposición a los vientos favorecen un ambiente generalmente fresco gran parte del año, siendo especialmente desapacible en invierno y primavera.
Según la clasificación climática de Köppen, Astorga se encuadra en la variante Csb, es decir clima mediterráneo de veranos suaves, con la media del mes más cálido no superior a 22 °C, pero rebasando los 10 °C durante cinco o más meses. Se trata de un clima de transición entre el mediterráneo (Csa) y el oceánico (Cfb). La ciudad cuenta con una estación meteorológica ubicada en el paraje de El Sierro, dependiente de la Agencia Estatal de Meteorología.
| Parámetros climáticos promedio de Astorga                                                                             | Parámetros climáticos promedio de Astorga | Parámetros climáticos promedio de Astorga | Parámetros climáticos promedio de Astorga | Parámetros climáticos promedio de Astorga | Parámetros climáticos promedio de Astorga | Parámetros climáticos promedio de Astorga | Parámetros climáticos promedio de Astorga | Parámetros climáticos promedio de Astorga | Parámetros climáticos promedio de Astorga | Parámetros climáticos promedio de Astorga | Parámetros climáticos promedio de Astorga | Parámetros climáticos promedio de Astorga | Parámetros climáticos promedio de Astorga |
| Mes | Ene.                                      | Feb.                                      | Mar.                                      | Abr.                                      | May.                                      | Jun.                                      | Jul.                                      | Ago.                                      | Sep.                                      | Oct.                                      | Nov.                                      | Dic.                                      | Anual                                     |
| --- | ----------------------------------------- | ----------------------------------------- | ----------------------------------------- | ----------------------------------------- | ----------------------------------------- | ----------------------------------------- | ----------------------------------------- | ----------------------------------------- | ----------------------------------------- | ----------------------------------------- | ----------------------------------------- | ----------------------------------------- | ----------------------------------------- |
| Temp. media (°C) | 2.9                                       | 4.2                                       | 6.8                                       | 8.4                                       | 12.0                                      | 16.6                                      | 20.2                                      | 19.9                                      | 16.5                                      | 11.7                                      | 6.4                                       | 3.8                                       | 10.8                                      |
| Precipitación total (mm)                                                                                              | 46.2                                      | 38.5                                      | 29.1                                      | 32.1                                      | 42.6                                      | 32.9                                      | 19.6                                      | 18.1                                      | 29.5                                      | 41.6                                      | 41.5                                      | 40.7                                      | 412.4                                     |
| Fuente: Ministerio de Agricultura, Alimentación y Medio Ambiente. Datos de precipitación y de temperatura (1961-2001) |                                           |                                           |                                           |                                           |                                           |                                           |                                           |                                           |                                           |                                           |                                           |                                           |                                           |

## Naturaleza

### Geología
Geológicamente, Astorga se encuentra en la Zona Asturoccidental-Leonesa, al suroeste del Dominio del Navia-Alto Sil. A nivel litológico, los materiales más destacados que se encuentran en el municipio son, por un lado, áridos naturales del Cuaternario y arcillas del Mioceno —utilizadas tradicionalmente para la elaboración de cerámica, tanto a nivel industrial como artesanal—, y por otro cuarcitas, areniscas y pizarras del Paleozoico. Sobre los depósitos aluviales del Mioceno se dan concentraciones de oro, de carácter secundario y escasos rendimientos, tanto en terrazas fluviales antiguas como modernas. Con respecto a la estratigrafía, al oeste del municipio aparecen niveles de la Serie de Los Cabos del Cámbrico Superior y Ordovícico Inferior y de las Pizarras de Luarca, del Ordovícico Medio; los afloramientos del Paleozoico se encuentran flanqueados por niveles del Mioceno sobre los que se disponen en áreas extensas los sedimentos del Cuaternario y recubren totalmente las cuencas fluviales de los ríos Jerga y Tuerto.

### Flora
El término municipal de Astorga se encuentra en el piso bioclimático supramediterráneo, por lo que su vegetación clímax se compone de especies marcescentes y coníferas. Entre ellas se encuentran los rebollos, que crecen en las zonas más frescas y húmedas del oeste del municipio, sobre depósitos cuaternarios y suelos predominantemente silíceos, así como los pinares de repoblación, situados principalmente en el entorno del Alto del Cuerno, compuestos de especies como el pino silvestre. También está presente la encina, generalmente de forma dispersa, pero conformando una unidad homogénea en el monte entre Castrillo de los Polvazares y Murias de Rechivaldo, muy degradada, en estado tallar y con pies raquíticos; esto es debido al tradicional uso de la encina para carboneo y leña, algo que también sucede en el resto de la provincia. En su estrato inferior se encuentran especies como genistas, lavandas o pies de liebre. En las zonas donde no está presente el estrato arbóreo, principalmente laderas de solana, debido tanto a la baja calidad del suelo como a la escasez hídrica, aparecen matorrales de romero, piorno o jara. En la vega del río Tuerto, aparte de las plantaciones de chopos, pueden encontrarse álamos, sauces o alisos. El resto del territorio municipal se corresponde con eriales y terrenos de cultivo.

### Fauna

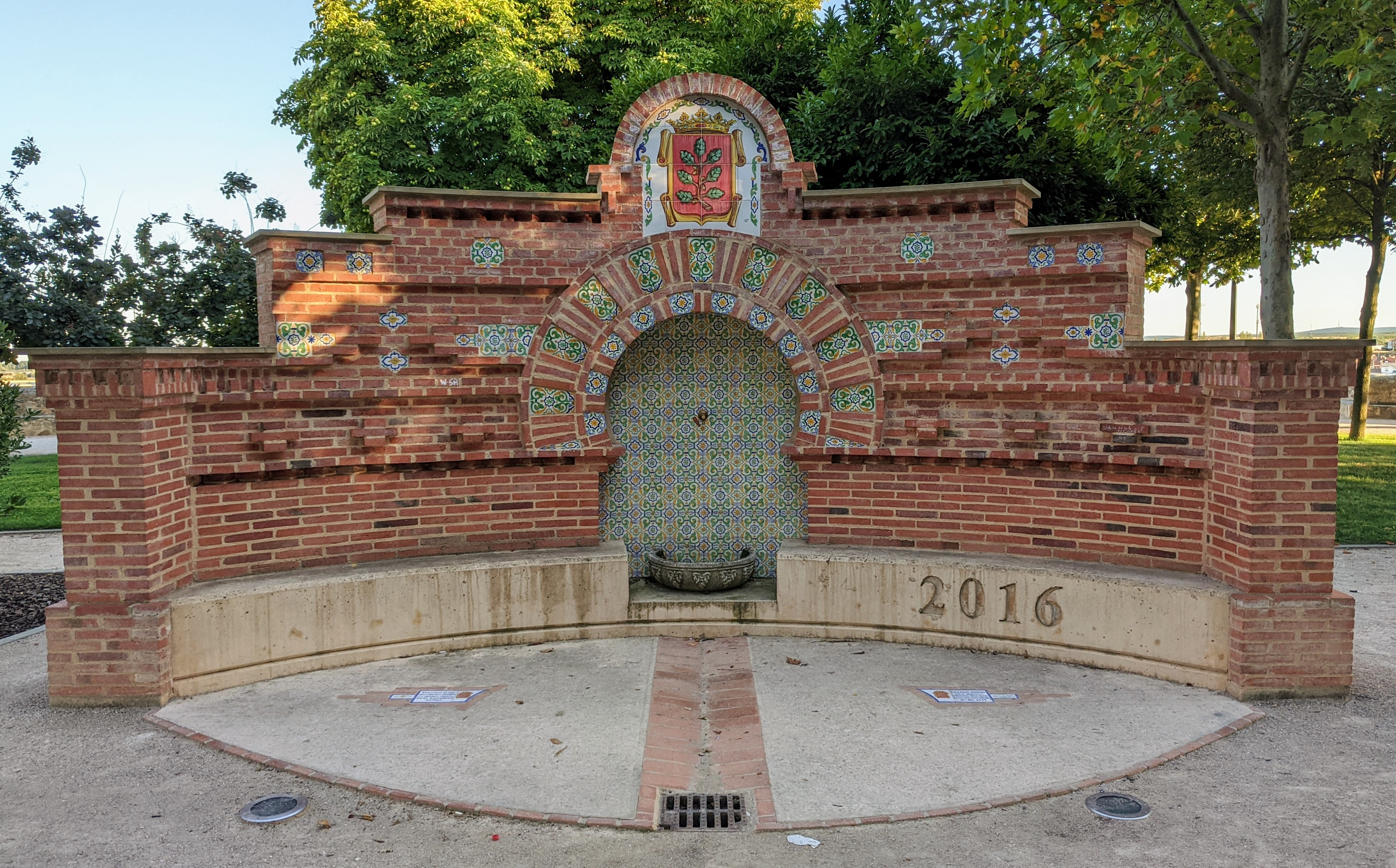
Fuente Moruna, en el jardín de la Sinagoga

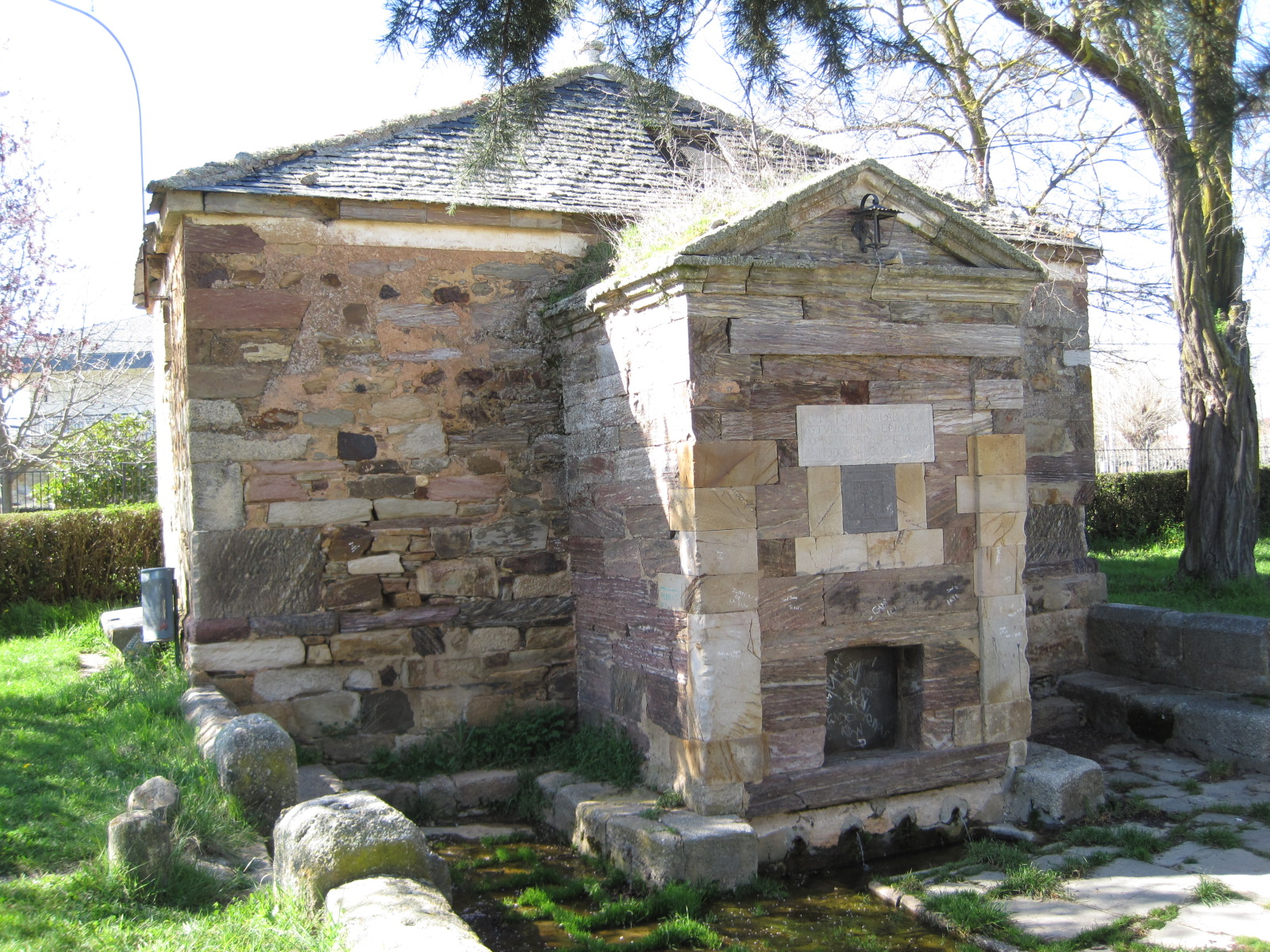
Fuente Encalada

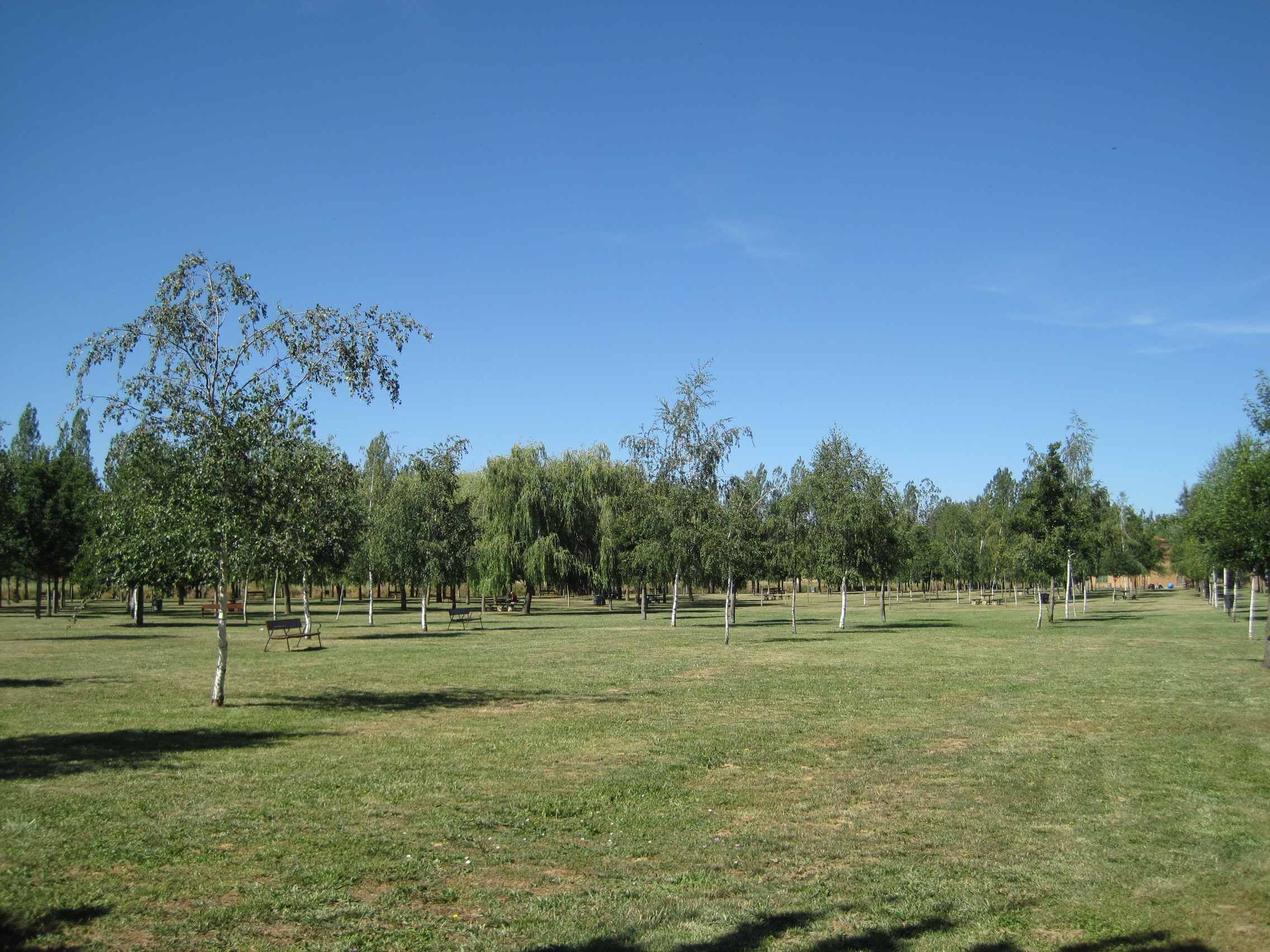
Vista parcial del parque de la Eragudina

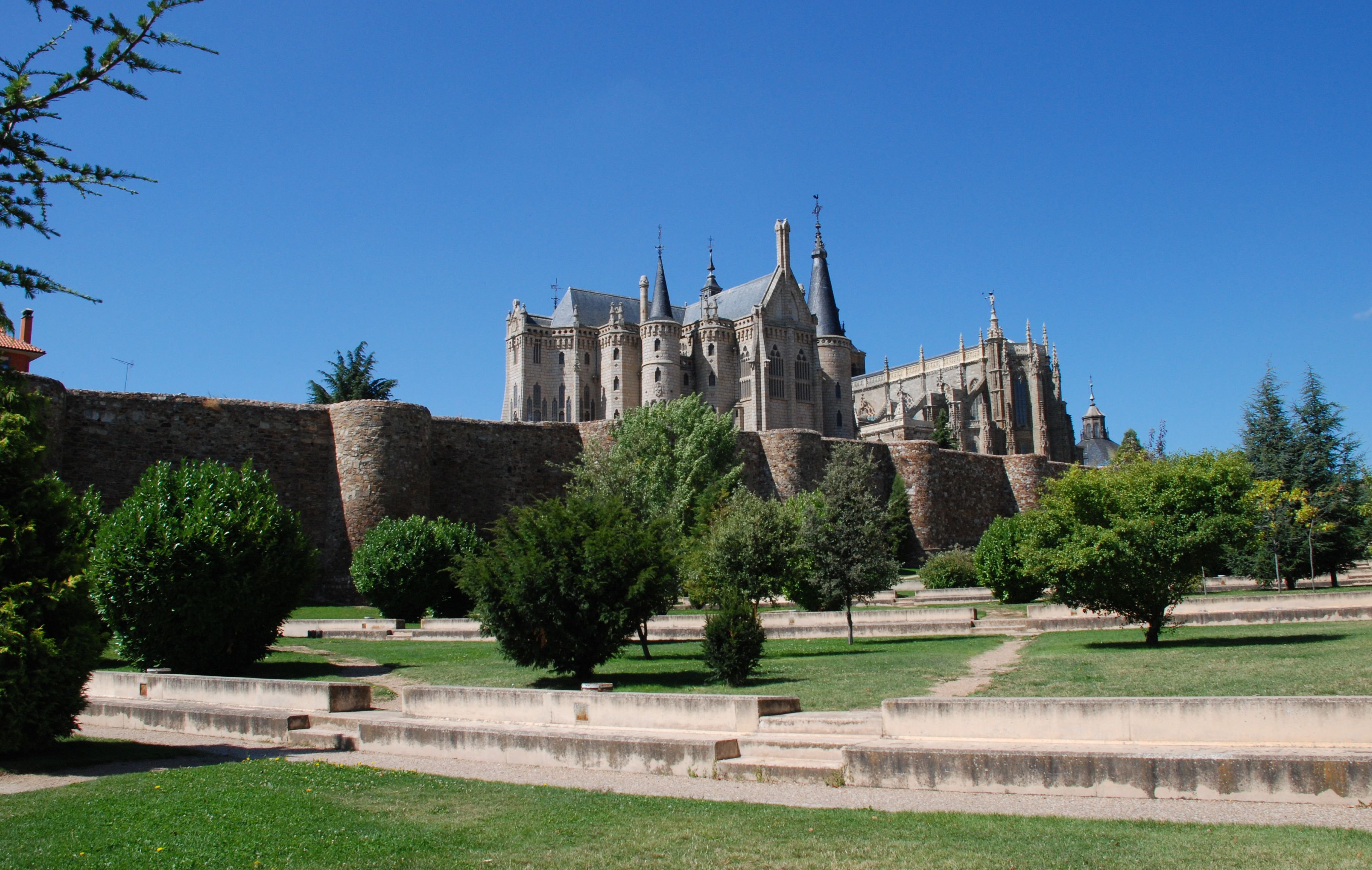
El parque del Melgar, con el conjunto monumental al fondo

El municipio cuenta con una fauna rica y variada debido a su situación de transición entre el mundo mediterráneo y el eurosiberiano. Así, en cuanto a los íctidos, las aguas de Astorga sustentan tan solo dos especies, el barbo común y la boga del Duero, a los que acompañan mamíferos como la nutria. Entre las distintas especies de anfibios y reptiles están presentes el sapo común, el tritón jaspeado, el lagarto ocelado o la víbora de Seoane y culebra bastarda. En las zonas llanas del municipio se encuentran aves como el cernícalo o el gavilán común y pequeños mamíferos como el conejo o la liebre ibérica. En el entorno de los núcleos de población son comunes la cigüeña blanca, la golondrina, el vencejo común, la paloma torcaz, distintas especies de páridos, la graja o rapaces como el milano real. Por último, en las zonas de pastizales o de monte están presentes aves como la perdiz roja y mamíferos como el corzo, la comadreja, el zorro, el jabalí y, ocasionalmente, el lobo.

## Historia

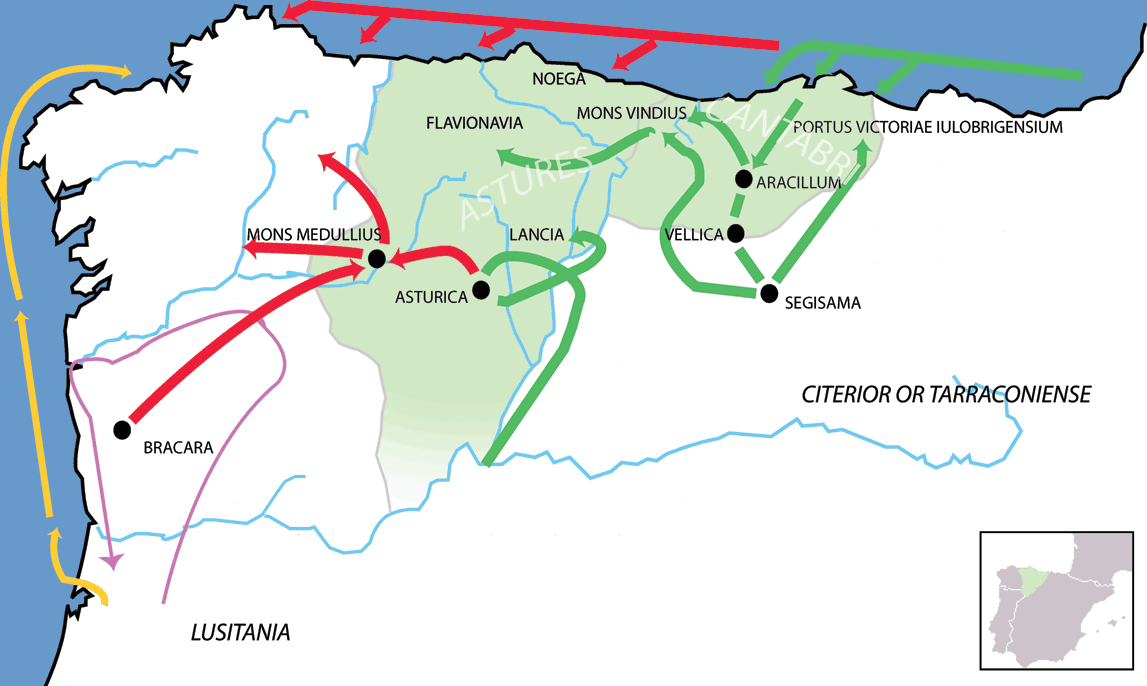
Operaciones militares romanas llevadas a cabo durante las guerras cántabras
Campaña de
Campaña de
Campaña de Julio César de
Campaña de Décimo Junio Bruto de

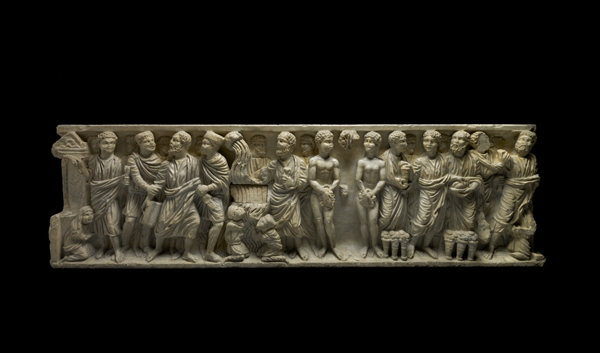
El hallazgo del sarcófago de San Justo de la Vega atestigua la presencia de una comunidad cristiana entre los siglos y

### Edad Antigua
La historia de la ciudad se remonta, en teoría, a la época prerromana, pues ya el geógrafo greco-egipcio Ptolomeo se refirió a Asturica como ciudad astur y capital de los amacos. Esto ha dado pie a que distintos investigadores como Manuel Gómez-Moreno o José María Luengo le otorgaran un origen indígena. Sin embargo, las excavaciones arqueológicas que se han realizado en el recinto urbano no han aportado ningún material que pueda corroborar tales orígenes. Por ello no se puede afirmar, de manera científica, que hubiera un poblamiento prerromano, a pesar de existir varios castros de la Edad del Hierro en los alrededores de Astorga como el de La Mesa en Castrillo de los Polvazares.
Su fundación, a partir de los datos obtenidos gracias a la arqueología, está relacionada con la presencia de un destacamento de la Legio X Gemina a raíz de las guerras cántabras. Dicha presencia está atestiguada por el hallazgo de dos trincheras o fosos a modo de sistema defensivo, así como por la existencia de varias zanjas de cimentación para posibles estructuras de madera. Una vez finalizadas las campañas militares de Augusto contra los astures y cántabros, entre 29 a. C. y 19 a. C., se levantó el campamento, que tras la pacificación del territorio se convirtió en un asentamiento de carácter civil dentro de la provincia Tarraconense. Esa conversión debió de ocurrir a principios del siglo I, pues en el año 27 el pacto de hospitalidad con los zoelas demuestra que las relaciones de Roma con los indígenas estaban ya estabilizadas.
Aproximadamente en la transición entre los gobiernos de Claudio y Vespasiano, la ciudad asumió la capitalidad del Conventus Iuridicus Asturum y era el principal núcleo receptor del oro extraído de minas como Las Médulas. Este auge hizo que Plinio el Viejo, por aquel entonces procurador de la Hispania Citerior, definiera a la ciudad, en su obra Naturalis Historia, como vrbs magnifica. Con la reorganización territorial acaecida en el siglo III, la ciudad pasó a formar parte de la provincia Gallaecia, con capital en Bracara Augusta (Braga). Cuando terminaron las explotaciones mineras en época de Diocleciano, comenzó la decadencia de la ciudad.
En los años centrales del siglo III, debió de establecerse como sede episcopal, con Basílides como su primer obispo, en torno a 249. Sin embargo, la implantación del cristianismo se vio amenazada por las invasiones bárbaras y, en lo religioso, por la expansión de las doctrinas priscilianistas y maniqueístas, contra las cuales lucharon más tarde Hidacio y santo Toribio.

### Edad Media

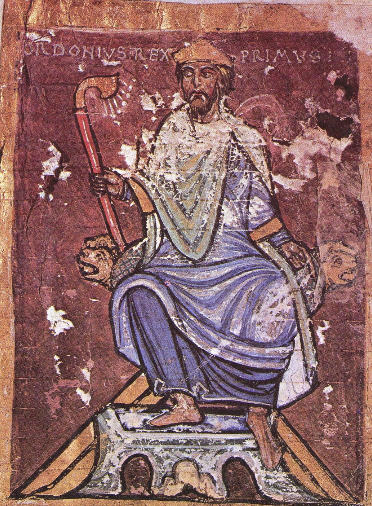
En la segunda mitad del, Ordoño I ordenó la repoblación y reconstrucción de la ciudad

En 1465, Enrique IV de Castilla concedió a Álvaro Pérez Osorio el título de marqués de Astorga

Tras producirse las invasiones bárbaras, los suevos se establecieron en el territorio de la antigua Gallaecia en torno a 410 y la ciudad pasó a formar parte de su reino. El enfrentamiento de los suevos con los visigodos provocó que Astorga sufriese sendos saqueos por parte de estos últimos, el primero por Teodorico II en 456 y el segundo por Leovigildo en 569. A causa de todo ello, Astorga perdió su condición de capital de convento jurídico, junto con la desaparición del sistema político y administrativo romano, y el protagonismo recayó, desde ese momento, en la ciudad de León. En 714, con motivo de la conquista musulmana de la península ibérica, Astorga padeció el ataque y destrucción por Táriq en su marcha hacia el norte. Tras el surgimiento del reino de Asturias a mediados del siglo VIII, el monarca Alfonso I de Asturias avanzó hacia el sur y reconquistó para los cristianos, entre otras, la ciudad de Astorga. Ordoño I de Asturias, que ascendió al trono en 850, encargó al conde Gatón la repoblación y reconstrucción de la ciudad.
Años después, los cinco hijos de Alfonso III de Asturias se sublevaron contra él y el monarca repartió la corona entre ellos tras abdicar; así García I de León, al que le correspondió León, ubicó su corte en Astorga durante cuatro años, hasta su muerte en 914. Tras la misma, Ordoño II de León trasladó la capital a León, circunstancias que dieron lugar al nacimiento del reino de León. En 988 la capital sufrió saqueo por parte de Almanzor lo que provocó, según Gebhardt, el traslado temporal de la corte a Astorga. Esta última también padeció, en 988, 994 y 996, el asedio y pillaje por parte de las tropas de Almanzor.
En 1034, Sancho Garcés III de Pamplona tomó la ciudad y el resto de León con motivo de las desavenencias con Bermudo III de León. En 1073 se estableció la tenencia como forma de gobierno. Esta estuvo ocupada, en los primeros años del siglo XII, por Teresa, condesa de Portugal, aprovechando las disputas acaecidas entre su hermana Urraca I de León y Alfonso I de Aragón, y en 1143 pasó a ser dominio de su hijo, Alfonso I de Portugal.
Durante el gobierno de Fernando III de Castilla, el modo de administración territorial cambió y así las tenencias pasaron a ser señoríos. En el caso concreto de Astorga, esto ocurrió hacia 1277, pero en 1345 Alfonso XI de Castilla decidió que el gobierno de la ciudad estuviese en manos de un corregidor y varios regidores.
Desde 1367 hasta finales de siglo, la ciudad padeció una crisis debida a la peste, las luchas entre Pedro I de Castilla y Enrique II de Castilla y la mala situación económica. En esta época, los comerciantes astorganos mantenían relaciones y tráfico con varias poblaciones de Galicia, lo que pudo ser el origen de la futura arriería.
El 16 de julio de 1465, a través de un privilegio dado en Toro, Enrique IV de Castilla concedió a Álvar Pérez de Osorio, conde de Trastámara, señor de Villalobos y de Castroverde, el título de marqués de Astorga, por lo que la ciudad pasó del estado libre a una condición feudataria. El poder del marquesado ejerció una gran influencia en el gobierno de la ciudad y llegó a afectar a aquellas áreas que tenía el Cabildo catedralicio bajo su poder.

### Edad Moderna
El siglo XVI estuvo protagonizado, en sus primeros años, por la guerra de los Comuneros (1520-1521); Astorga perteneció al bando realista, pues el marqués era seguidor del monarca Carlos I. Fue un periodo en el que se crearon numerosas cofradías que socorrían, a través de hospitales, a pobres y peregrinos, hecho que se veía acentuado gracias al paso del Camino de Santiago por la ciudad. De toda esta tradición de acogida permanecen en la ciudad el de San Juan Bautista y el de las Cinco Llagas. La influencia religiosa estaba siempre presente, no solo por el dominio moral eclesiástico, sino también porque el Cabildo era propietario de amplias propiedades rústicas y urbanas.
La llegada de la imprenta, en 1545 de la mano de Agustín de Paz, favoreció la producción escrita, que en esos momentos se reducía casi exclusivamente a misales y trabajos eclesiásticos, como el Thesaurus Angelorum de Francisco de Evia. Además, supuso el comienzo de una tradición de impresores, como Antonio de la Calzada, cuyo momento cumbre llegó a finales del siglo XIX y principios del XX, cuando funcionaban en Astorga más imprentas que en la propia capital provincial, entre las cuales se encontraban las de Antonio Gullón, Juan Alonso, Porfirio López, Nicesio Fidalgo, González Revillo y Ortiz.
Durante el siglo XVIII la ciudad alcanzó cierta prosperidad y en su vida diaria eran habituales los juegos de cañas, las corridas de toros en la plaza Mayor, el juego de bolos —regulado en 1601—, las representaciones teatrales y las funciones sacramentales. Entre los siglos XVIII y XIX el territorio de Astorga se vio afectado por la división de la provincia en cantones y jurisdicciones, que fue posteriormente modificada durante la Guerra de la Independencia.

### Edad Contemporánea

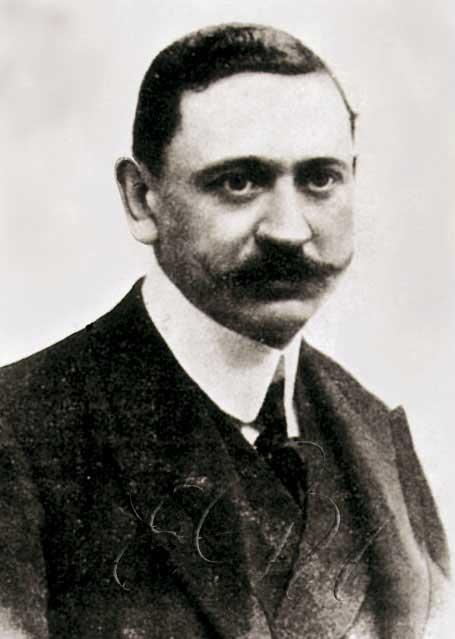
Manuel García Prieto fue presidente del gobierno en varias ocasiones entre 1912 y 1922

A principios del siglo XIX, el anterior crecimiento de la ciudad se detuvo debido tanto a las epidemias como a las consecuencias de la ocupación francesa. Así, Astorga fue de las primeras ciudades que se levantaron contra los franceses, con el amotinamiento de campesinos y jornaleros el 2 de mayo de 1808, y al mes siguiente se formó la Junta de Armamento y Defensa. El ejército francés entró en la ciudad el 31 de diciembre de 1808 y durante los años siguientes la plaza cambió de manos en varias ocasiones, con gestas heroicas como la defensa hecha por el general José María de Santocildes, hasta que finalmente, y gracias a una estrategia preparada por los generales Castaños y Wellington, los franceses capitularon el 17 de agosto de 1812. De todo lo acaecido en esos años, el general Santocildes dejó escrito el Resumen histórico de los ataques, sitio y rendición de Astorga.
Tras la restitución en el trono de Fernando VII, este abolió la Constitución de 1812 y retornó al absolutismo, algo que fue bien recibido por los sectores eclesiástico, nobiliario y burgués de la ciudad; la influencia del Obispado y Cabildo siguió vigente a lo largo de los siglos XIX y XX. Respecto a la administración local, durante el breve gobierno de José I Bonaparte se propuso una nueva organización del territorio, con Astorga a la cabeza de uno de los departamentos, el Departamento del Esla. La idea no salió adelante y en 1820, con el inicio del Trienio Liberal, se planteó una nueva división, con Astorga como uno de los once partidos de la provincia, pero en 1823 resultó anulada. En 1833, con la nueva reordenación territorial, la ciudad y la Maragatería quedaron adscritas a la provincia de León.

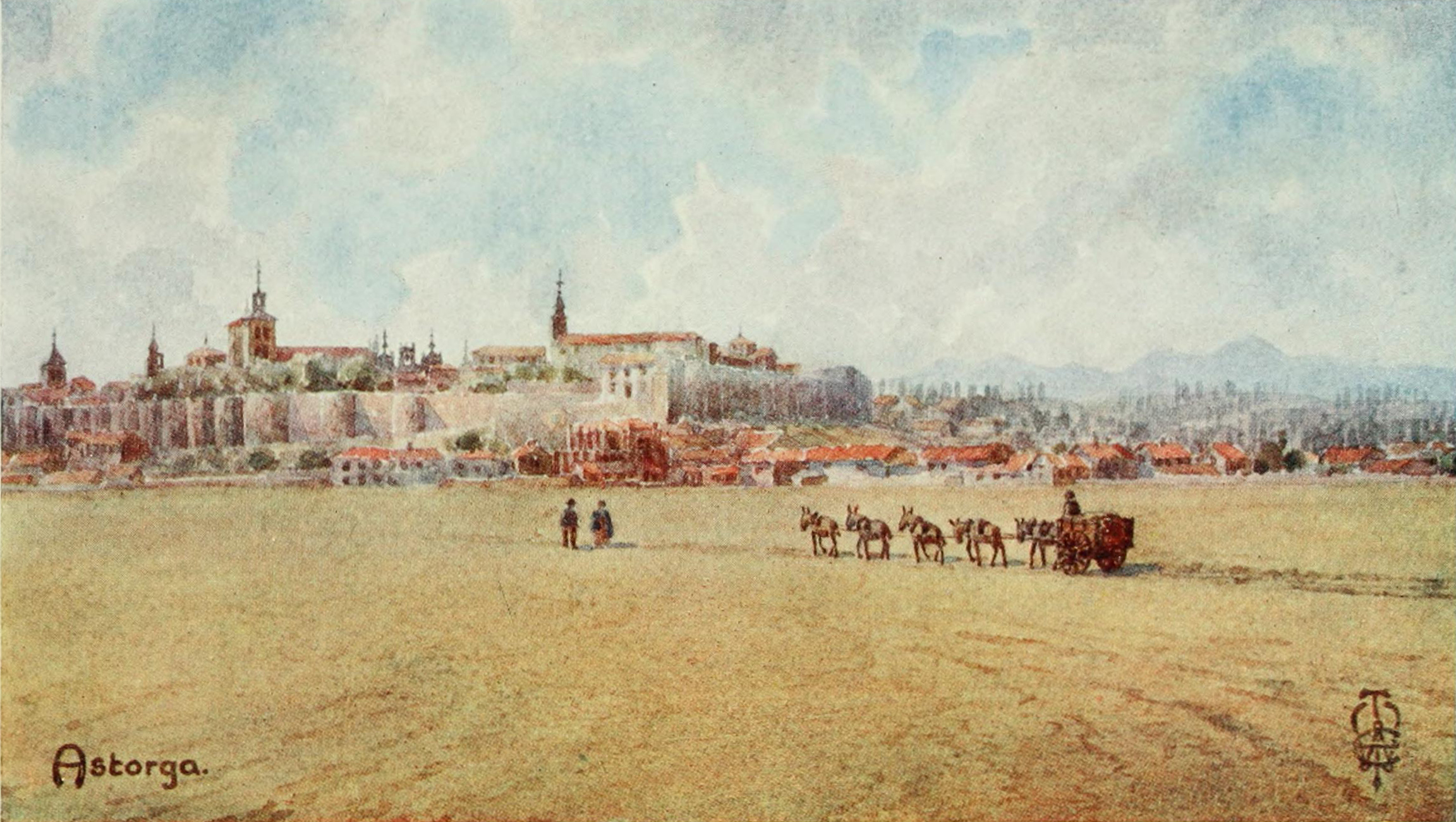
Vista general de Astorga hacia comienzos del

Durante el reinado de Isabel II, y después de la Constitución de 1845, Astorga estuvo representada por el progresista Santiago Alonso Cordero. En las décadas siguientes, otros representantes en Cortes fueron Pío Gullón Iglesias, que formó parte de la alternativa política a Cánovas del Castillo, y Manuel García Prieto, que ocupó varias ocasiones la presidencia del gobierno, la última de las cuales, en 1922, fue previa al golpe militar de Miguel Primo de Rivera.
Con el estallido de la guerra civil el 18 de julio de 1936, tras el paso hacia Asturias de las columnas de mineros que inicialmente habían avanzado hacia el sur, el día 20 de julio la Guardia Civil y los militares se hicieron con el control de la ciudad, que permaneció —al igual que la mayor parte de la provincia— en territorio sublevado. Tiempo después, la Transición y la llegada de la democracia supusieron un nuevo impulso al desarrollo de la ciudad con una mayor diversificación de sus actividades económicas gracias al desarrollo del turismo, el aumento del transporte por carretera y su revitalización como centro comarcal.

## Religión

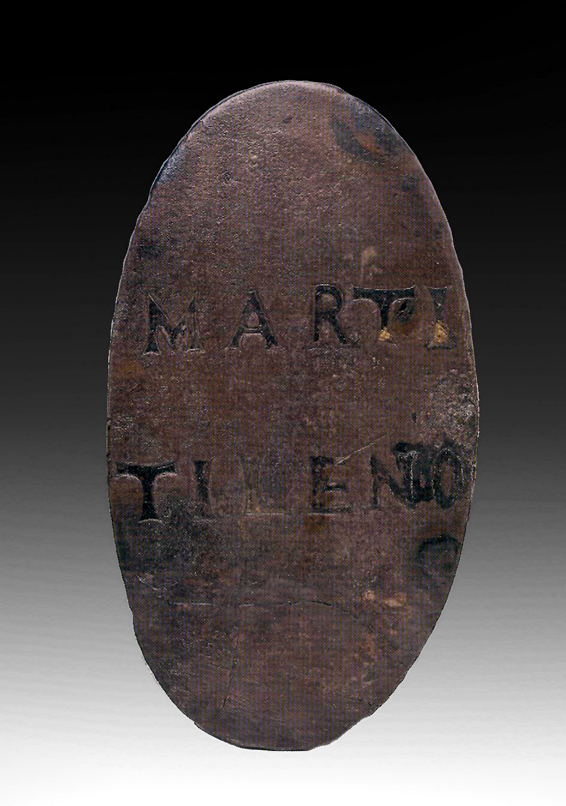
Cerca del monte Teleno se encontró una placa con la inscripción Marti Tileno, un dios indígena, señor de la montaña, que los romanos asimilaron a Marte

La influencia religiosa siempre ha estado presente en el devenir histórico de la ciudad. No se conoce mención alguna en el territorio astorgano de deidades indígenas y tampoco aparecen en la propia ciudad, por su origen campamental romano, pero puede constatarse la presencia del dios Caraedudi en la localidad de Cuevas —junto a Celada de la Vega—, así como la existencia de una placa dedicada a Marti Tileno, que se encontró en Quintana del Marco.

### Paganismo
Dioses romanos y griegos

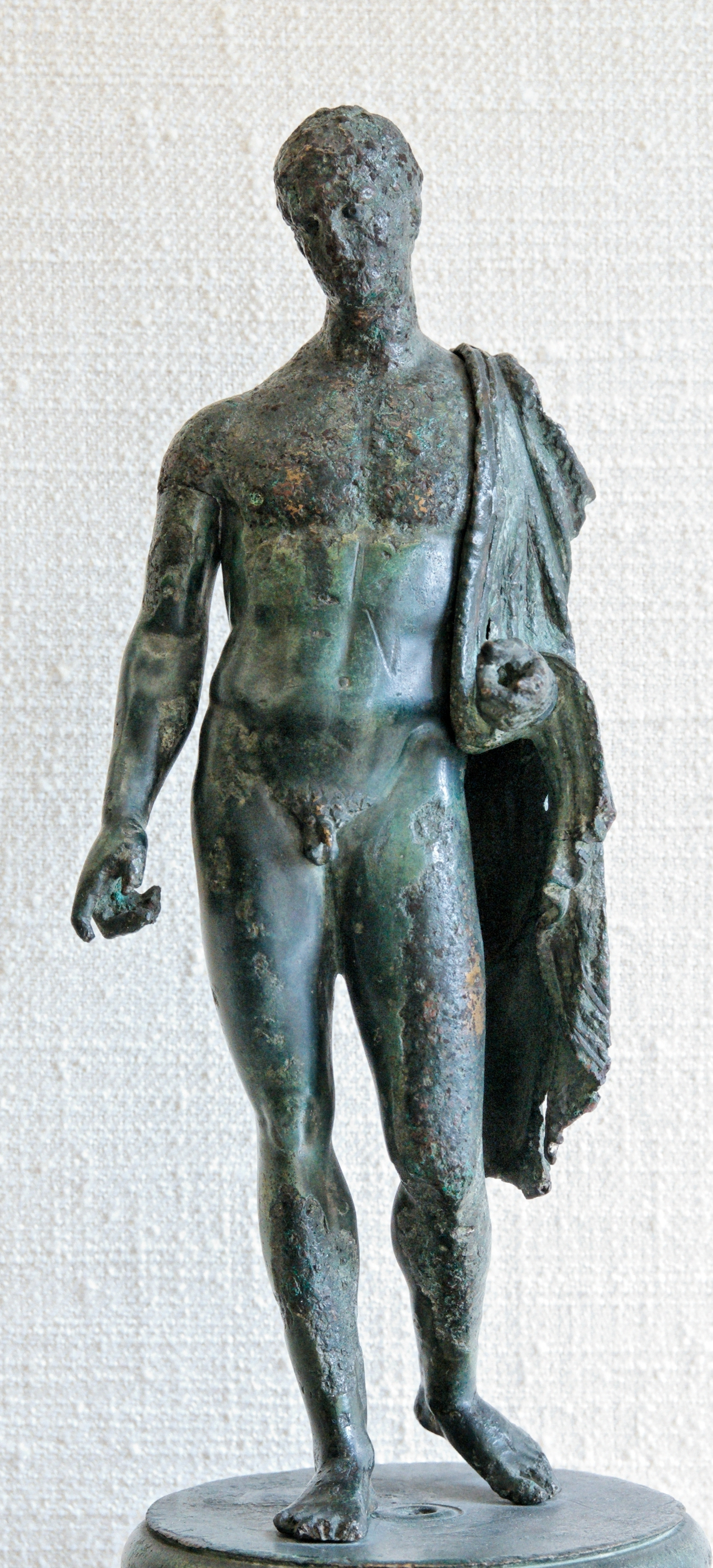
Mercurio es uno de los dioses que recibieron culto en Astorga

Con la instalación del campamento romano fueron acogidos, en el plano de lo religioso, tanto los dioses romanos como los griegos; así, se tiene noticia del culto en la ciudad los siguientes:
- Marte, puesto que era el dios de la guerra que ayudaba al campamento. En Astorga se lo conocía además como Gradivo —el dios que también hace crecer la cosecha— y como Sagato, en alusión al sagum o capa de campaña que usaban los soldados—.[73]
- Mercurio, dios del comercio y los caminos. En Astorga solo se ha encontrado una representación suya, en un camino secundario que va desde esta ciudad a las minas de oro de Las Médulas.[74]
- Culto al Emperador y culto a la Emperatriz. Es natural que existiesen estos cultos, ya que se trataba de la capital del Convento Jurídico, en la que habitaba un gran número de funcionarios.
- Iulia Domna, a quien se considera y se respeta como madre del emperador, madre del senado, del campamento y de la patria. Este culto se consumaba a través de las diosas Minerva y Juno.[75]
- Proserpina, hija de Ceres, conocida en Astorga con el título de Invicta.[76]
- Apolo, dios protector del emperador; en Astorga se le relaciona con Granno, dios celta cuyo nombre significa «granate», «brillante como la grana» o «reluciente como el sol». Este dios tenía un santuario en Tréveris.[77]

Han sido halladas también representaciones del dios Esculapio y su hijo Telesphoros, relacionados con la medicina y las curaciones.
Dioses orientales
Como consecuencia de su condición de capital de convento jurídico y lugar donde vivían los funcionarios superiores de la administración imperial, aparecieron a finales del siglo II y principios del III dedicaciones o consagraciones a los dioses orientales. Estos se introdujeron en Roma a partir de los Severos, por influencia de los altos cargos imperiales procedentes de oriente, como Ioul o Silvanos Melanion, que traían consigo una religión importada con sus dioses; a veces la inscripción de dedicación está escrita en idioma griego.
- Isis, que se muestra con el apelativo griego de Myronimo —mil nombres—, en referencia a sus atributos de protectora de la tierra, productora de alimentos, patrona de los partos y de la salud de la mujer.[78]
- Mitra, dios del Sol de origen persa, absorbido por el Imperio romano. Se encontró en Astorga una inscripción que decía Invicto Deo y otra con Soli Invicto, ambas en alusión a este dios.
- Serapis, dios egipcio, aparece en algunos casos formando pareja con Isis. Es el dios de la salud, a quien se atribuyen poderes curativos y al que se le dedicaban amuletos y exvotos.[79]

### Cristianismo y sede episcopal
Hasta la llegada del cristianismo la religión había sido politeísta. Con el cristianismo, se pasó al monoteísmo y a la construcción de iglesias dedicadas a santos, que fueron muy venerados en la época, como san Martín, san Acisclo, san Cristóbal o santa Marta.
Se tiene constancia de que al concilio de Elvira, que se celebró entre 295 y 314 y en el que participaron 37 obispos de la Península, asistió Decencio, obispo de León, que por entonces formaba sede episcopal en unión con Astorga, una de las más antiguas de la Hispania cristiana. Después del Edicto de Milán en 313, se consideró que la ciudad de León estaba muy influida por la doctrina mitraica, popular entre los soldados, debido a su carácter de lugar militar, y la sede pasó a ubicarse exclusivamente en Astorga. Esta había perdido en aquellos momentos toda influencia política porque el emperador Diocleciano había hecho una nueva división de provincias y Astorga había dejado de ser capital del Convento Jurídico; el traslado de la diócesis favoreció a la ciudad, que con este motivo siguió manteniendo su distinción, aunque esta vez en el campo religioso.
Las noticias y referencias que se conservan en diferentes documentos aportan conocimiento sobre la existencia de los sucesivos obispos de la diócesis de Astorga a partir de 380, en que Simposio acudió al primer concilio de Zaragoza. Se sabe de la presencia de los obispos astorganos en los distintos concilios de Toledo, al primero de los cuales acudió Dictino. Uno de los temas tratados en este concilio fue el de las iglesias rurales, su mantenimiento y su culto; muchas de estas iglesias sobrevivieron gracias a su conversión en ermitas y santuarios medievales de la diócesis, como ocurrió con la ermita de la Virgen de Castrotierra, que además tiene su enclave en un antiguo asentamiento de la Edad de Hierro.

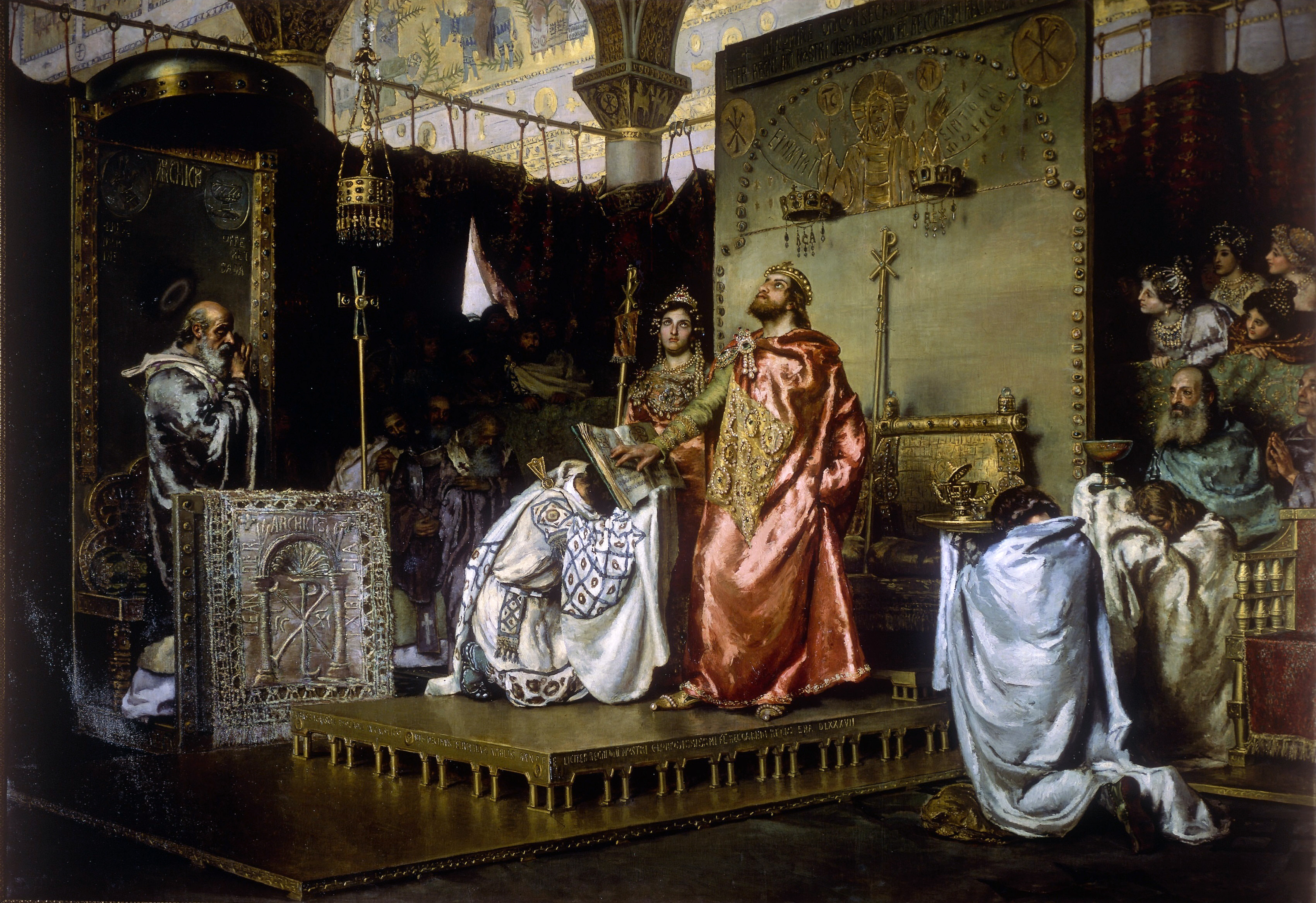
Conversión de Recaredo al cristianismo

Aparte de la documentación de los concilios citados, se cuenta con la Crónica de Hidacio para saber de la existencia de obispos astorganos durante todo el siglo V. Durante el episcopado del obispo santo Toribio, de 440 a 480, tuvo lugar la invasión de los suevos, vándalos y alanos y las acometidas visigodas con la consecuente destrucción de iglesias astorganas. También en este tiempo y durante la potestad del obispo Toribio surgió en Astorga la herejía maniquea —tema tratado en el Concilio Asturicense de 456 durante el mandato de dicho obispo— y más tarde, hacia el 585, se extendió el arrianismo hasta la conversión de Recaredo al cristianismo en 589, en el III Concilio de Toledo, cuando estaba Talasio como obispo de Astorga. En los sucesivos concilios toledanos hubo siempre una representación del obispado astorgano, hasta llegar al Concilio XVI en 693.
En la Edad Media hubo una reestructuración de la diócesis. Durante la época de la repoblación se activó la vida cristiana y aparecieron dentro de la ciudad una serie de iglesias y de monasterios entre los que destacaron el de San Cristóbal, San Julián y Santa Basilisa, San Acisclo, San Salvador, Santo Tomé, San Martín, San Isidoro y San Pedro. Fuera de la ciudad se fundó el monasterio de San Dictino. En el siglo XI se construyeron la catedral de Santa María, varias iglesias y el hospital de San Juan Bautista, y, fuera de la ciudad, más iglesias, el monasterio de Santa Clara y el hospital de Santo Tomás Cantuariense —o de Canterbury—.
Se da a continuación una relación de obispos de la diócesis de Astorga que acudieron a los distintos concilios en Hispania, todo ello constatado por los documentos de los propios concilios:
- Polibio acudió al primer concilio de Braga en 561.
- Talasio acudió al III concilio de Toledo en 589.
- Concordio al IV concilio de Toledo en 633.
- Oscando al VI concilio de Toledo en 638.
- El presbítero Pablo en representación del obispo Candidato al VII concilio de Toledo en 646.
- Obispo Candidato al VIII concilio de Toledo en 653.
- Elpidio al X concilio de Toledo en 656.
- Isidoro al III concilio de Braga.
- El abad Leopardo, representante del obispo Aurelio al XIII concilio de Toledo en 683.
- Aurelio al XV concilio de Toledo en 688.
- Aurelio al XVI concilio de Toledo en 693.

Las siguientes noticias sobre la diócesis y sus obispos se refieren a los tiempos de repoblación de la ciudad y a la recreación del obispado y de las diócesis durante la reconquista. Desde 1954 la diócesis de Astorga es dependiente de la archidiócesis de Oviedo.

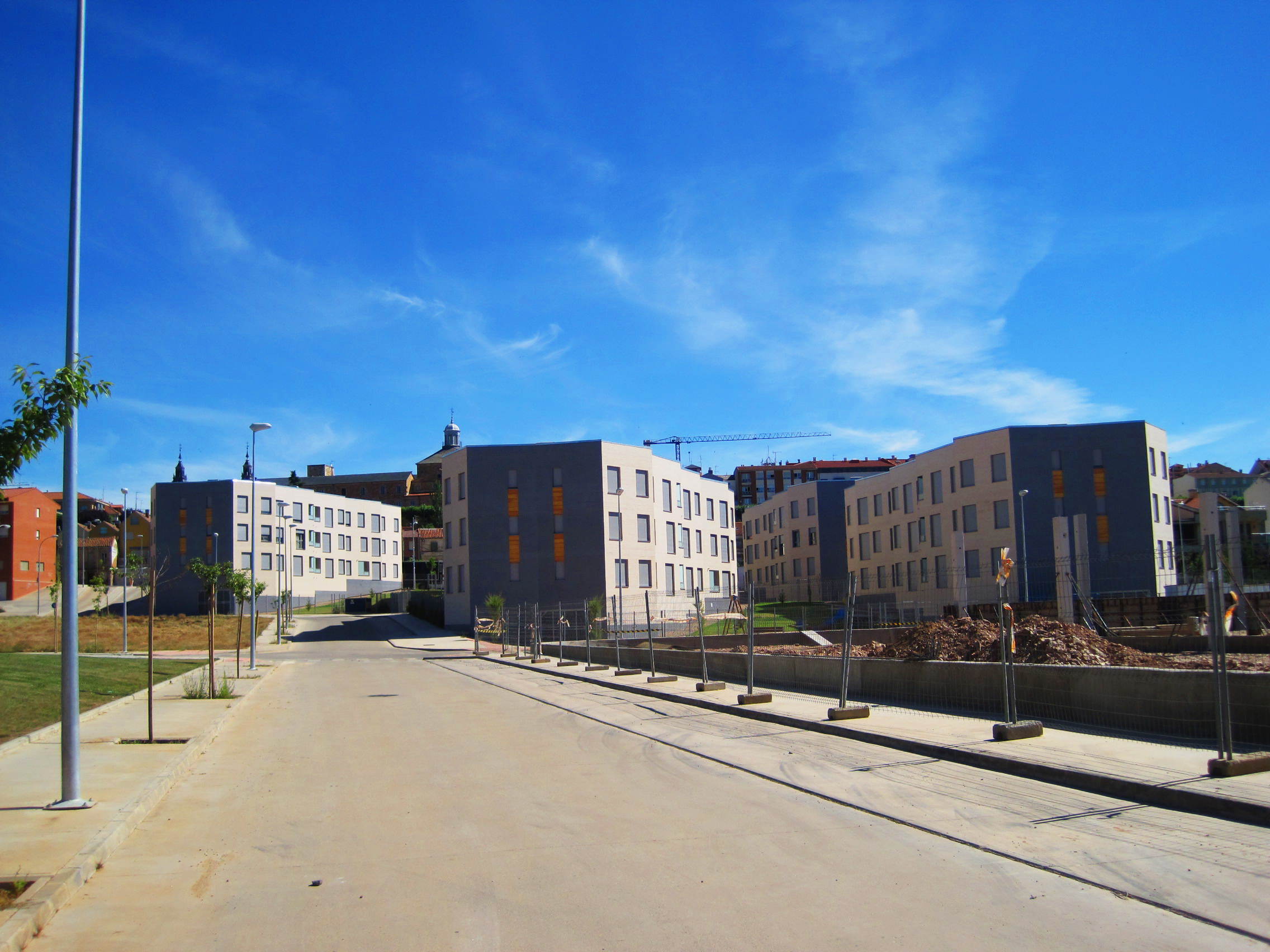
El crecimiento de la población ha sido nulo en los últimos años. En la imagen, bloques de nueva construcción

## Demografía
Cuenta con una población de 10 308 habitantes (INE 2024). La ciudad, a diferencia de otras como León y Ponferrada, no supo atraer hacia sí la población de las comarcas que gravitan sobre ella y creció lentamente durante el siglo XX, alcanzando su máximo histórico en 1981, ya que el dato de 1940 está influido por la presencia en la ciudad de soldados y reclusos de la Guerra civil.
Desde los años 1980 la ciudad está registrando un leve, pero continuo descenso de la población como consecuencia del envejecimiento demográfico, el cada vez menor número de nacimientos y la emigración hacia núcleos más dinámicos. Debido a ello, en 2011 Astorga ocupaba el puesto 25 entre los 100 municipios de España con la Edad Media más alta, en cuyo caso era de 46,63 años frente a los 44,1 de media nacional.
Evolución de la población
| Gráfica de evolución demográfica de Astorga entre 1842 y 2021 |
| |
| Población de derecho según los censos de población del INE. Población de hecho según los censos de población del INE. En 1975 crece el término del municipio porque incorpora a Castrillo de los Polvazares. |

Población extranjera
La población extranjera empadronada en 2022 sumaba 484 habitantes, siendo las nacionalidades más numerosas la marroquí (174 habitantes), la búlgara (51), la portuguesa (34), la venezolana (33), la rumana (25), la colombiana (19), la china (17), la argentina (12) y la pakistaní (12).
Distribución de la población
Las entidades de población que componen el término municipal de Astorga son las siguientes:
| Entidad de población | Coordenadas                               | Pob. (2024) | Mapa |
| --- | ----------------------------------------- | ----------- | --- |
| Astorga | 42°27′32″N 6°03′48″O / 42.45889, -6.06333 | 9910        | \| Astorga Castrillo de · los Polvazares Murias de · Rechivaldo Santa Catalina · de Somoza Valdeviejas Castro de La Mesa Alto del Cuerno Pol. Ind. \| |
| Castrillo de los Polvazares | 42°27′54″N 6°07′43″O / 42.46500, -6.12861 | 97          | \| Astorga Castrillo de · los Polvazares Murias de · Rechivaldo Santa Catalina · de Somoza Valdeviejas Castro de La Mesa Alto del Cuerno Pol. Ind. \| |
| Murias de Rechivaldo | 42°27′37″N 6°06′15″O / 42.46028, -6.10417 | 104         | \| Astorga Castrillo de · los Polvazares Murias de · Rechivaldo Santa Catalina · de Somoza Valdeviejas Castro de La Mesa Alto del Cuerno Pol. Ind. \| |
| Santa Catalina de Somoza | 42°27′16″N 6°09′31″O / 42.45444, -6.15861 | 46          | \| Astorga Castrillo de · los Polvazares Murias de · Rechivaldo Santa Catalina · de Somoza Valdeviejas Castro de La Mesa Alto del Cuerno Pol. Ind. \| |
| Valdeviejas | 42°27′41″N 6°04′44″O / 42.46139, -6.07889 | 135         | \| Astorga Castrillo de · los Polvazares Murias de · Rechivaldo Santa Catalina · de Somoza Valdeviejas Castro de La Mesa Alto del Cuerno Pol. Ind. \| |
| Total |                                           | 10 292      | \| Astorga Castrillo de · los Polvazares Murias de · Rechivaldo Santa Catalina · de Somoza Valdeviejas Castro de La Mesa Alto del Cuerno Pol. Ind. \| |
| Fuente: INE, 2024 |                                           |             | \| Astorga Castrillo de · los Polvazares Murias de · Rechivaldo Santa Catalina · de Somoza Valdeviejas Castro de La Mesa Alto del Cuerno Pol. Ind. \| |
| Astorga Castrillo de · los Polvazares Murias de · Rechivaldo Santa Catalina · de Somoza Valdeviejas Castro de La Mesa Alto del Cuerno Pol. Ind. |                                           |             | |

## Urbanismo
La ciudad antigua

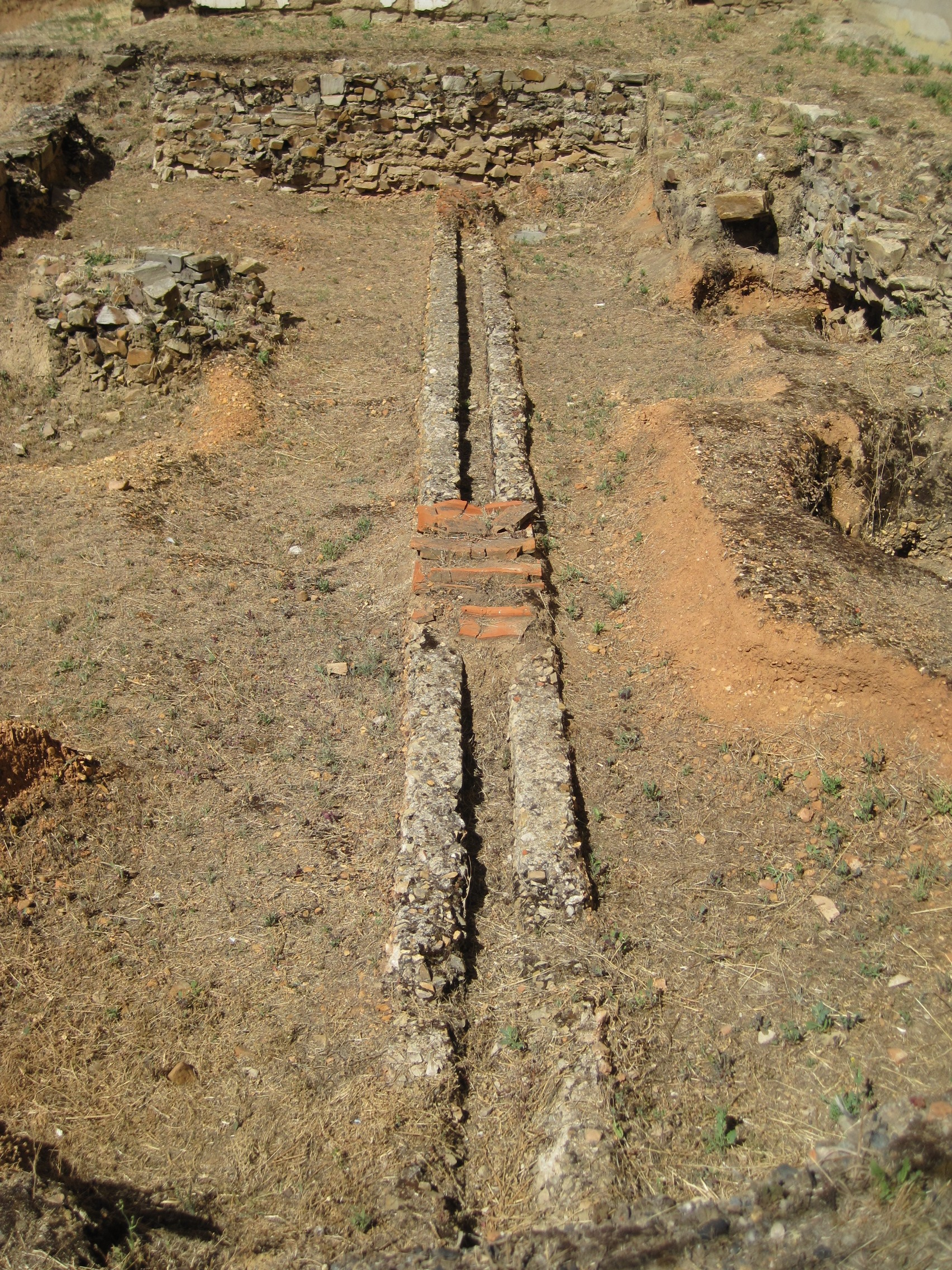
El primer sistema de canalización de aguas se construyó en época romana

El urbanismo de Astorga ha estado condicionado históricamente por la orografía del terreno, con el asentamiento desde época antigua en lo alto de un espigón natural. Tras el fin de las guerras cántabras y la conversión del campamento militar en núcleo urbano, la ciudad disfrutó de un periodo de crecimiento gracias al desarrollo de la actividad minera, cuyo auge se produjo entre los siglos I y III. Esto propició que fuese sede del concillium (reunión de delegados de las tribus indígenas), del culto imperial y del Convento Asturicense. La ciudad se extendía en un espacio de 26 hectáreas limitado por una muralla de más de dos kilómetros de longitud. La forma del recinto no era rectangular debido a un estrechamiento del espigón en su esquina meridional, por lo que en esta última el trazado adoptó una forma triangular y fue donde se situó el foro; se erigieron edificios públicos, se pavimentaron las calles —algunas con pórtico— y se construyó una red de alcantarillado así como una rica arquitectura doméstica. A todo ello, hacia el siglo III se añadió su papel como sede episcopal, algo que marcó la vida de la ciudad en los siglos posteriores.
Con la caída del Imperio romano, Astorga, al igual que muchos otros núcleos urbanos, sufrió un periodo de declive que perduró hasta la Alta Edad Media, momento en el cual comenzó su recuperación. Por entonces, el núcleo urbano —todavía encerrado tras sus murallas— presentaba casas cubiertas de paja y teja sobre el antiguo trazado romano.
La ciudad medieval

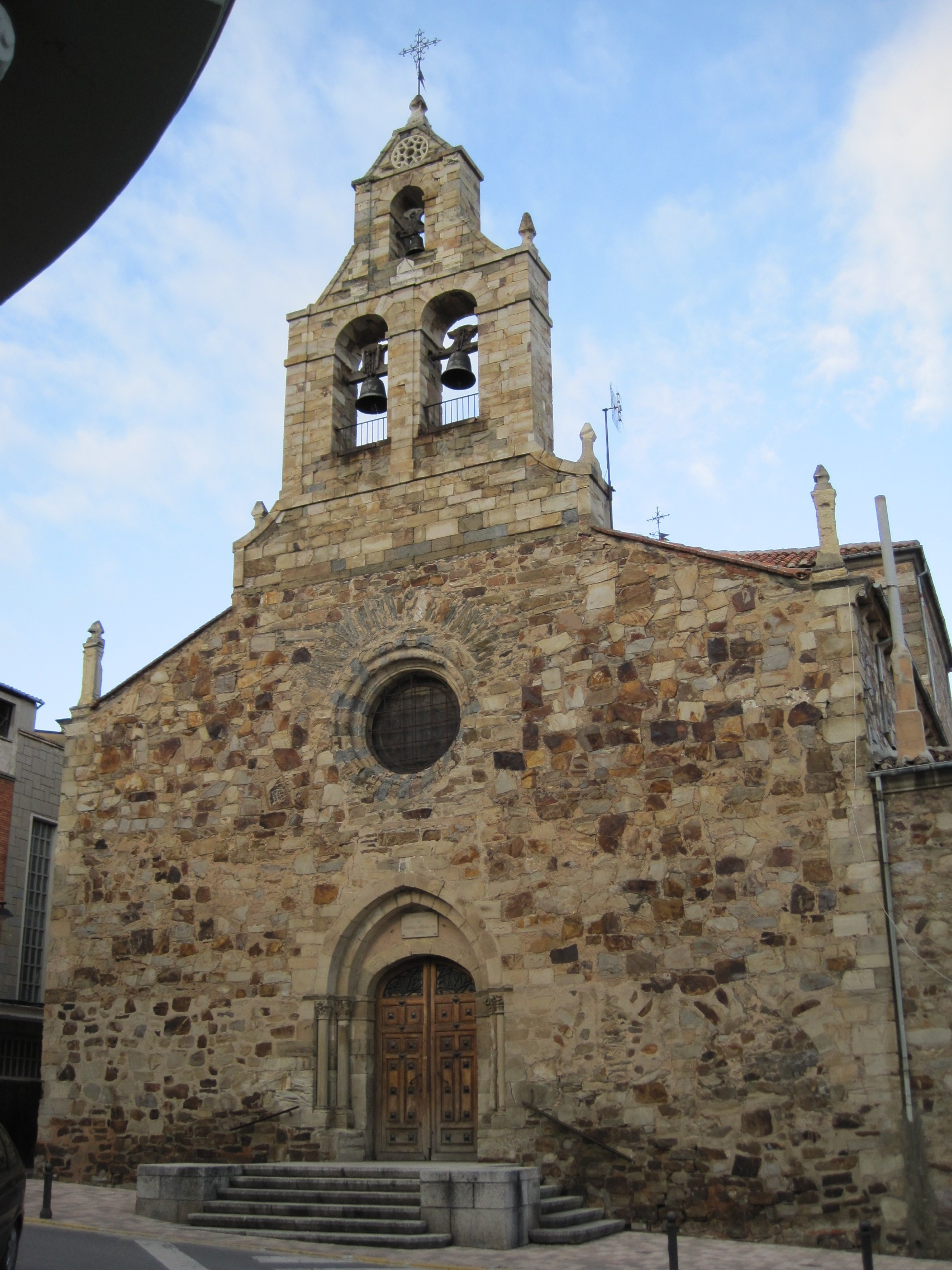
Durante el periodo medieval fueron construidos numerosos edificios religiosos. En la imagen, la antigua iglesia de San Julián

En el siglo IX, la política repobladora de Ordoño I provocó un aumento de población durante varias décadas; surgieron nuevos barrios y se roturaron los terrenos próximos a la ciudad. Durante los siglos XII y XIII, las nuevas iglesias fueron sustituyendo a los antiguos monasterios altomedievales, que empezaban a desaparecer. Dos factores determinantes para la ciudad en el periodo medieval fueron, por un lado, la contribución de la población judía, que erigió una sinagoga, una cisterna y un cementerio, y, por otro, el desarrollo del Camino de Santiago, que favoreció la construcción de hospitales. El aspecto urbano era el de edificaciones contiguas entre callejas, solares, huertos y recintos religiosos; las casas se componían, en pleno siglo XII, de corral, lagar, bodega, panera, palomar y huerto.
La construcción de edificios religiosos continuó durante los siglos posteriores; así, se contabilizaban hasta ocho iglesias del siglo XV, de las cuales posteriormente desaparecieron varias, como las de San Dictino o San Feliz. Con los monasterios sucedió algo similar y, además de los más antiguos, desaparecieron el de San Martín y el de San Francisco. Por otra parte se erigieron varias capillas sufragadas por gremios, como San Esteban, San Adrián, San Felipe Neri o San Pedro, y numerosos hospitales debido al desarrollo del camino jacobeo. Además, desde 1471 comenzó a construirse la nueva catedral.
La ciudad moderna
A finales del siglo XVII, Manuel de la Lastra trazó el espacio de la plaza Mayor y construyó el edificio del Ayuntamiento, donde pasaron a realizarse las sesiones del Concejo, que hasta entonces se resolvían en el atrio de la iglesia de San Bartolomé, como era corriente en los concejos leoneses. En el siglo XVIII la ciudad estaba conformada por cuatro parroquias —San Bartolomé, San Miguel, San Julián y Santa Marta— y fuera de la muralla permanecían los arrabales de San Andrés, Puerta de Rey y Rectivía. Las comunicaciones con otros puntos de la península se limitaban a caminos carreteros, en distinto estado de conservación, y varios autores, como Antonio Ponz y Alexandre de Laborde, se lamentaban entre 1787 y 1807 del estado de sus calles, su irregularidad y la poca limpieza.
La ciudad contemporánea

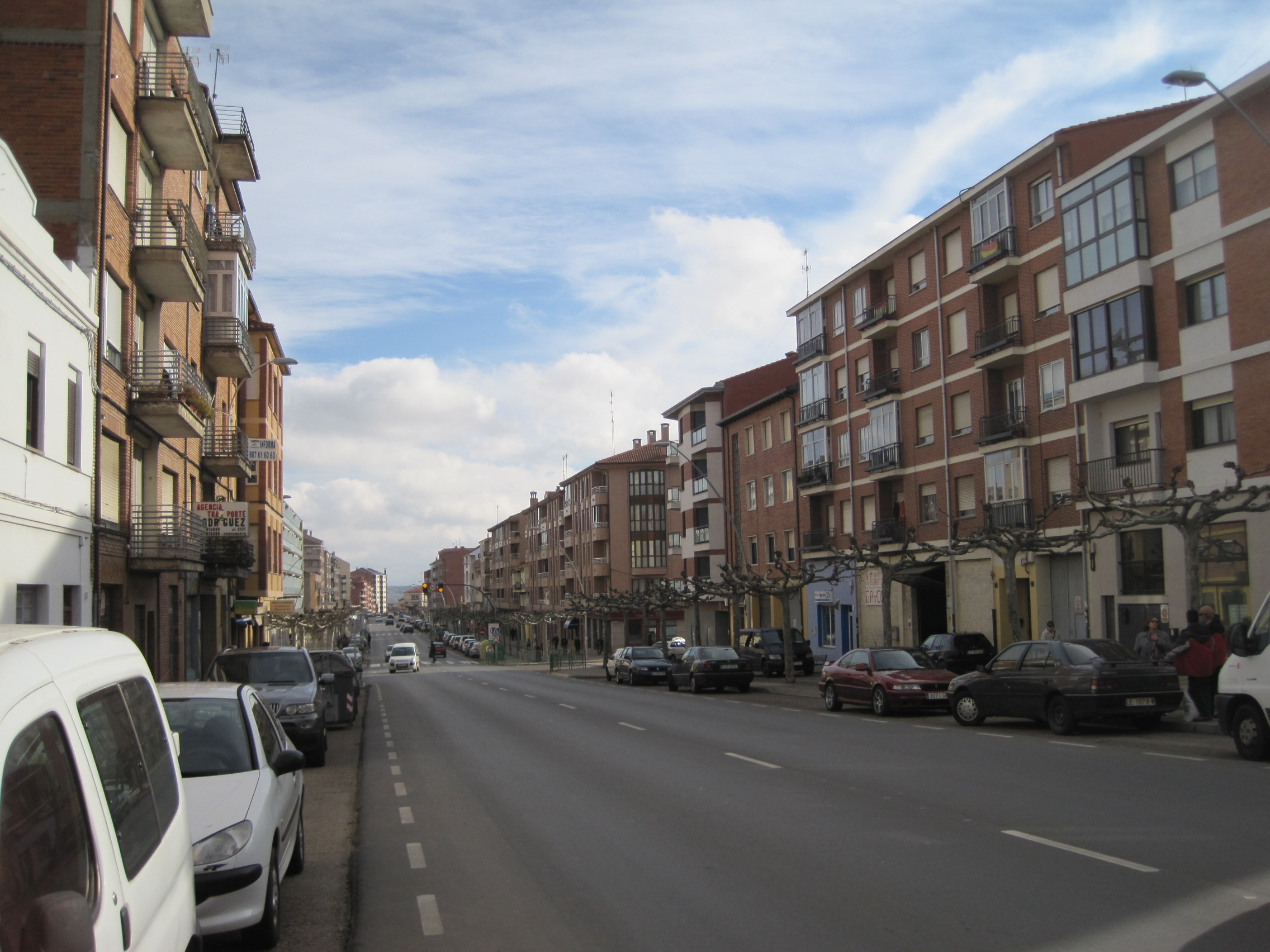
Vista de la avenida de Ponferrada, uno de los principales viales de la ciudad contemporánea

Tras la finalización de la Guerra de la Independencia, cuyas consecuencias sufrió directamente, Astorga comenzó su recuperación gracias a la actividad comercial e industrial, especialmente con el desarrollo de la industria chocolatera. En los últimos años del siglo la ciudad inició su expansión, hasta entonces escasa, fuera del recinto amurallado: el 19 de febrero de 1866, llegó el ferrocarril con la puesta en marcha del tramo León-Astorga de la línea León-La Coruña, y el 1 de julio de 1898 se abrió la línea Plasencia-Astorga. Esta doble conexión por ferrocarril provocó el crecimiento de los barrios de San Andrés y Puerta de Rey, mientras que la unión entre la carretera Madrid-La Coruña y la de León favoreció al resto de la ciudad. Este desarrollo se vio acompañado de la inauguración de la traída de aguas en 1889 —previamente existió otro proyecto, entre 1782-1787, llamado «Viaje de Aguas»— que terminaba con la necesidad de acudir al manantial de Fuente Encalada, y la instalación en 1897 del alumbrado eléctrico.
Ya en el siglo XX, concretamente en 1924, se inauguró el cuartel militar de Santocildes. En el segundo cuarto de siglo el casco urbano creció hacia el norte y el oeste, pero la guerra civil ralentizó este desarrollo. Ejemplos del crecimiento a lo largo de las décadas siguientes son las zonas de Santa Clara, Manjarín, Candelas, Cuatro Caminos o la carretera de Pandorado. En 1996 se inauguraron dos espacios verdes, hasta entonces escasos en el casco urbano, con la transformación de La Eragudina en jardín y la conversión de El Melgar en área de esparcimiento.
Desde 1985 existe un Plan Integral de Protección de Edificios declarados Bien de Interés Cultural (BIC), otro de defensa de fachadas y un tercero de recuperación de elementos singulares. Gracias a los mismos, se han rehabilitado espacios como el Aljibe, la plaza de la Culebra o la plaza Romana, y se ha llevado a cabo la peatonalización del llamado Eje Monumental, entre Puerta Sol y la plaza Eduardo de Castro.
Parques y jardines

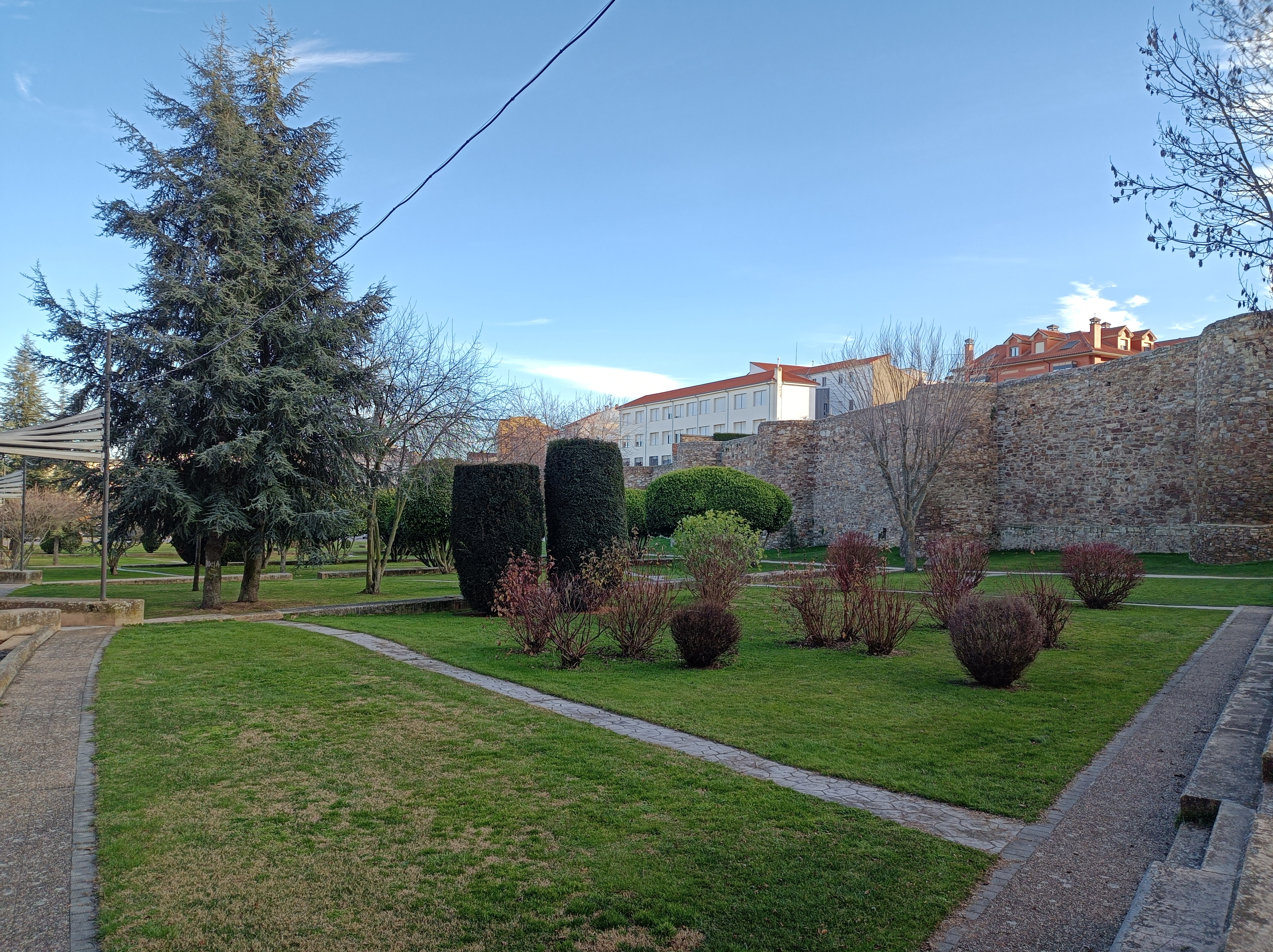
Parque del Melgar

La ciudad dispone de varias zonas verdes entre las que destaca, por su antigüedad, el jardín de la Sinagoga, al que en las últimas décadas del siglo XX se han unido los parques de La Eragudina, El Melgar y El Mayuelo.
El jardín de la Sinagoga, llamado anteriormente de San Francisco, de Alfonso XIII y del Generalísimo, es el parque más antiguo de la ciudad, creado en 1835. El espacio que ocupa fue parte de la judería y en él se ubicaba su sinagoga, de ahí su nombre. Tres años después del nacimiento del proyecto, se completó el relleno de la zona, que presentaba un importante desnivel. A principios de 1840 acabaron las obras y el jardín, uno de los primeros de España de tipo romántico, según Roberto Alonso, presentaba una fuente de rocalla, setos y paseos, a los que más tarde se añadió una rosaleda. En el mismo, se inicia lo que fue el camino de ronda de la muralla, que con el tiempo acabó transformado en el principal paseo de la ciudad.
El parque del Mayuelo, a mitad de camino entre el núcleo urbano y el monte del Sierro, se ubica en una zona de praderas donde había varios manantiales, algunos de los cuales se utilizaban para el consumo o para lavar la ropa. A mediados de los años 1970 se construyó una fuente sobre uno de los manantiales, se instalaron juegos para los niños y se plantaron algunos árboles. Finalmente, en 1993, el Ayuntamiento llevó a cabo un proyecto para los más de 7000 m² del parque, que incluyó un paseo central con árboles, zonas de juegos infantiles y de recreo. También se realizó la remodelación de la fuente, llevada a cabo por la Escuela Taller.
El campo de La Eragudina, antiguo espacio de recreo de los marqueses de Astorga junto al cauce del río Jerga, fue transformado en jardín en 1996 y cuenta con diversas especies de árboles de nueva plantación como sauces, fresnos, arces y chopos, además de una fuente y zonas de recreo. En el mismo año, el espacio situado a los pies de la muralla, conocido como El Melgar, también fue transformado en parque, a la vez que se adecuó el entorno de la Puerta Romana, detrás del ábside de la catedral.
Por último, otras zonas de esparcimiento de la ciudad son el parque del Aljibe, cercano a la catedral y llamado así por un aljibe (depósito de agua) utilizado en la Edad Media, y el entorno de Fuente Encalada. Esta fue construida en 1674 y reformada en 1788 en estilo neoclásico y actualmente cuenta con un entorno ajardinado.

## Economía

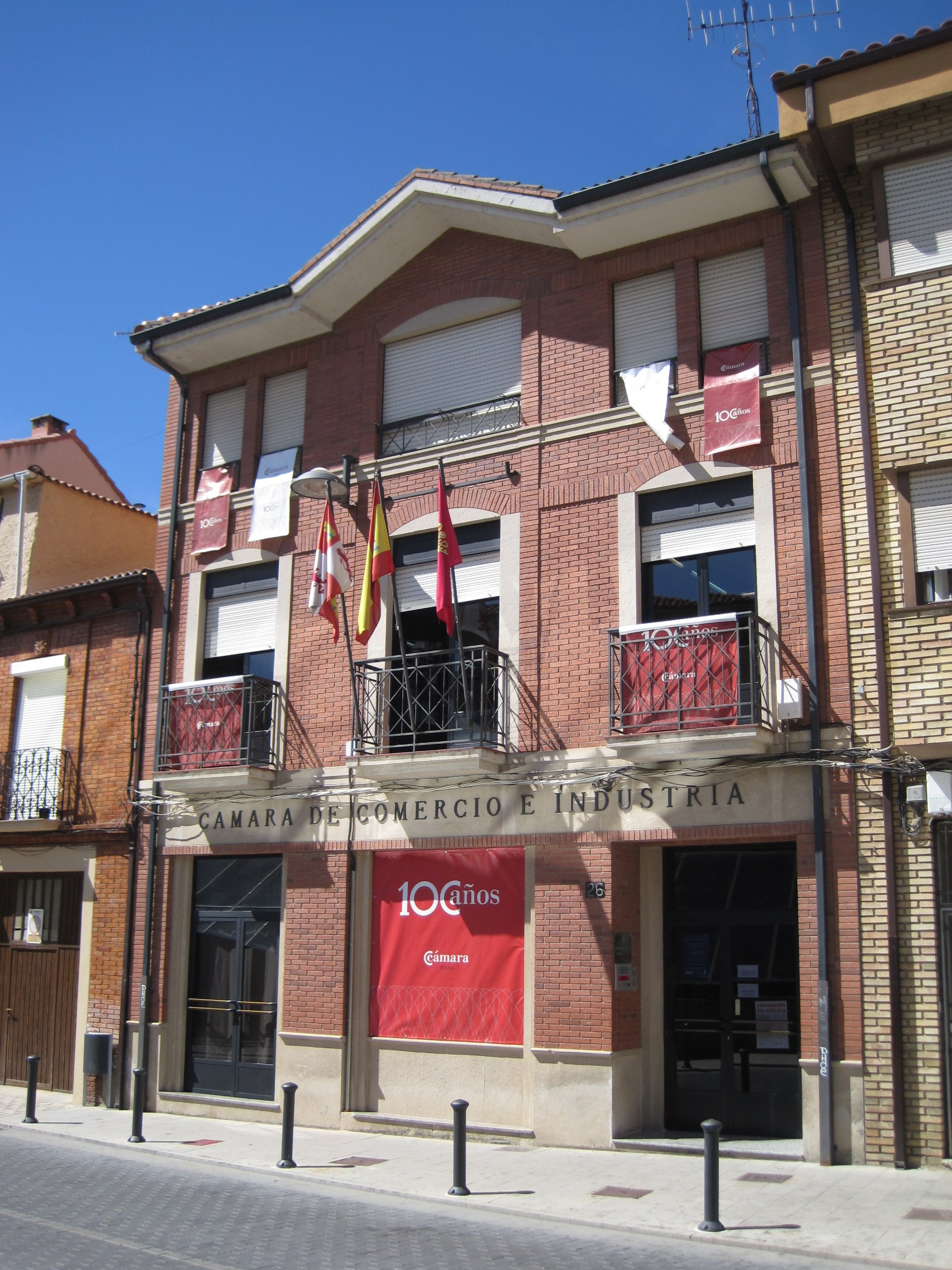
Sede de la Cámara de Comercio e Industria

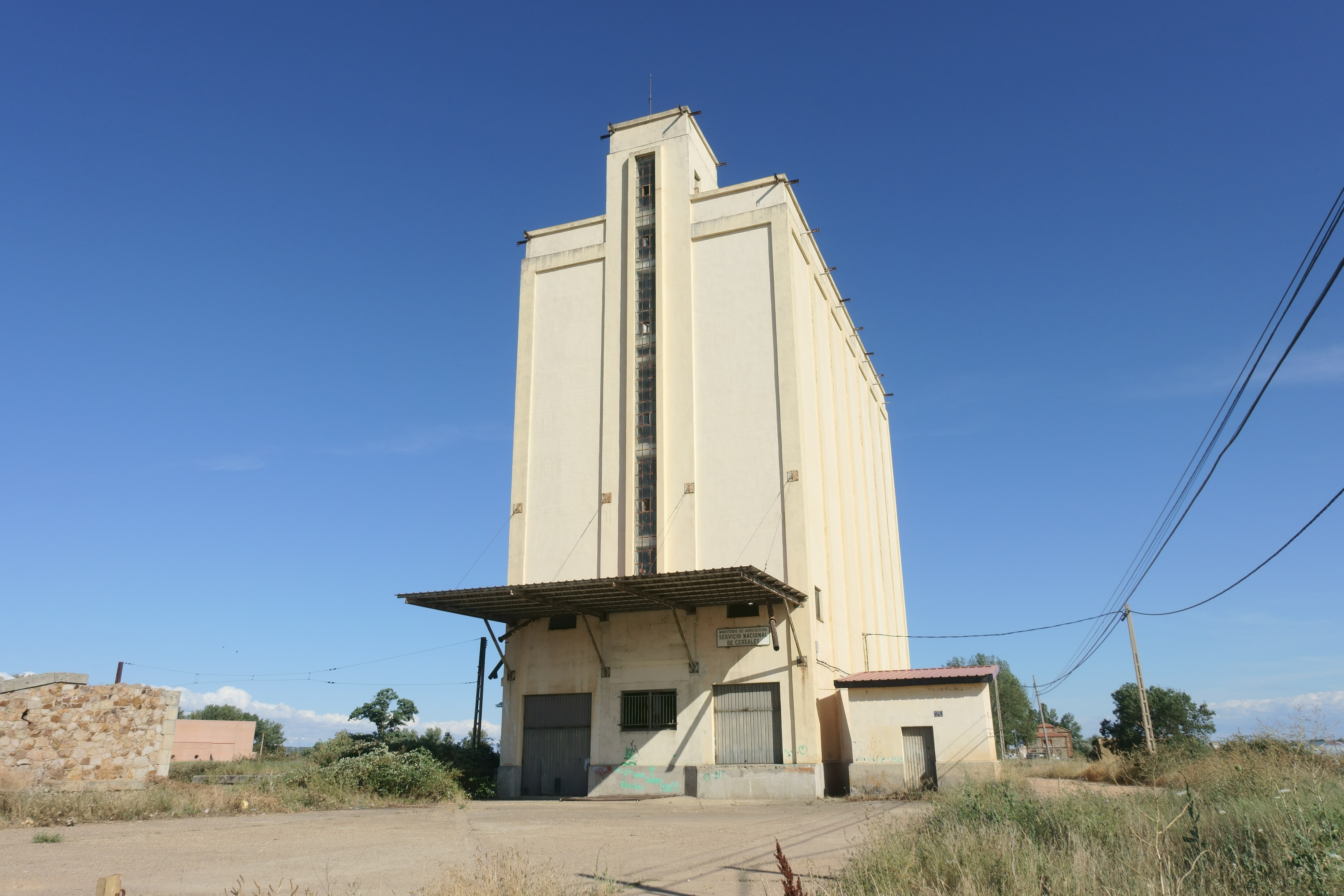
Antiguo silo de cereales

La estructura económica de la ciudad presenta una débil actividad industrial, con una gran dependencia del sector servicios, la administración pública y, en menor medida, la construcción. El peso de la agricultura es aún importante en los núcleos rurales del municipio.

### Actividad empresarial y empleo
En marzo de 2013 existían en el municipio un total de 596 establecimientos que ocupaban a 2280 trabajadores. En 2007, del total de ocupados que había en el municipio, el 1,3 % de la población lo estaba en el sector primario, el 14,6 % en la industria, el 14,6 % en la construcción, y la mayor parte, el 69,5 %, estaban ocupados en el sector servicios, lo que pone de manifiesto la importancia de este sector para la economía municipal. El desempleo, a lo largo del siglo XXI, ha pasado de 176 personas en mayo de 2005 a 778 personas en marzo de 2020, de las cuales 341 eran hombres y 437 eran mujeres.
| Gráfica de evolución del porcentaje de paro de Astorga entre 2006 y 2019                |
|                                                                                         |
| Fuente: Instituto Nacional de Estadística de España - Elaboración gráfica por Wikipedia |

### Sector primario

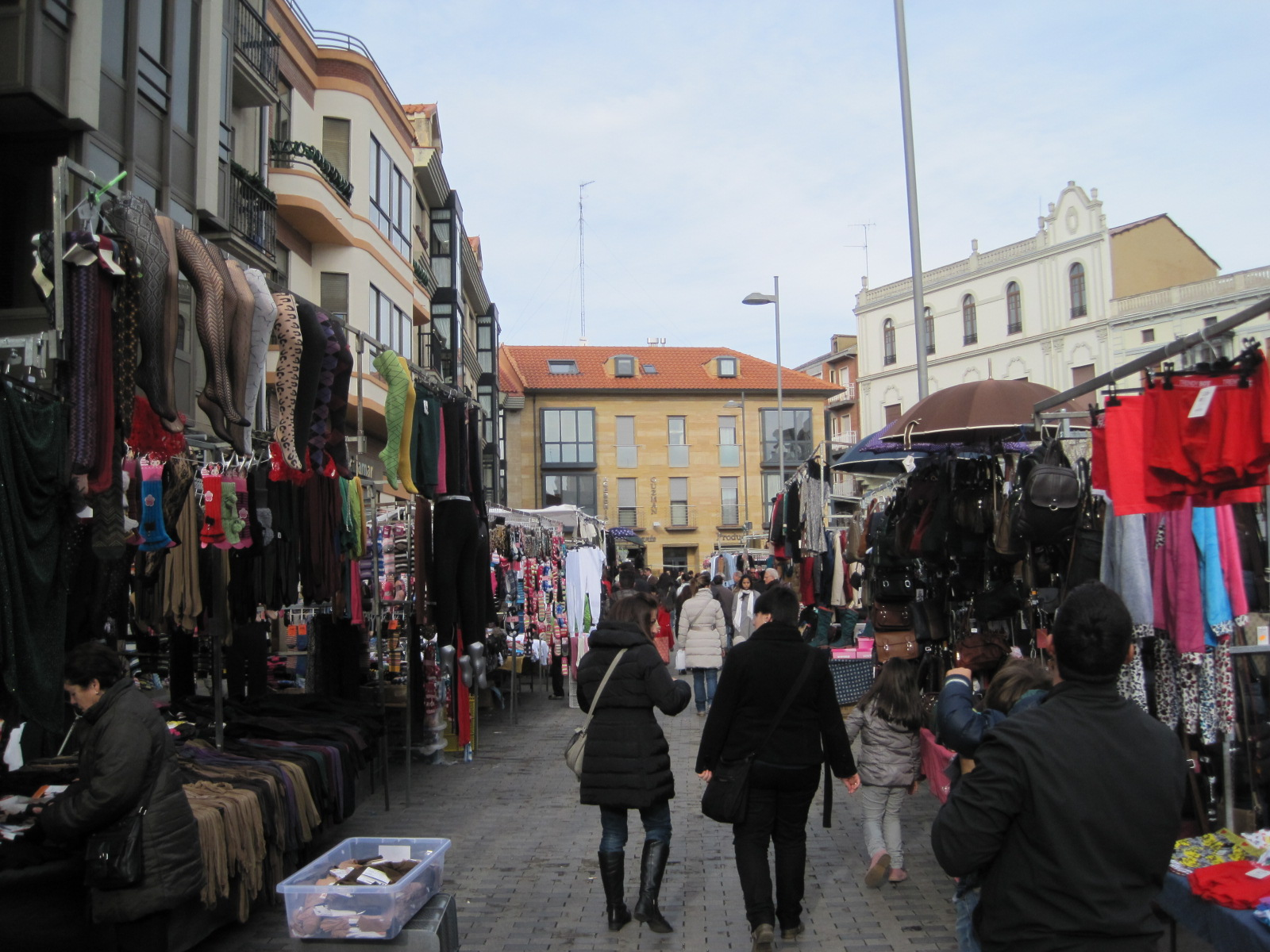
Vista parcial del mercado semanal, donde se venden productos de Astorga y las comarcas circundantes

En 2011 el término municipal presentaba una superficie agrícola de 1045,8 ha, de las cuales 1021,5 ha eran tierras arables, entre las que se diferencian los cultivos de secano y el regadío, localizado al este del municipio, en la ribera del río Tuerto. Otras quince representaban cultivos de huerta y 8,3 eran frutales. El sector vitícola fue, especialmente entre los siglos XIII y XV, uno de los pilares de la economía de la ciudad, pero ya en el siglo XVII se tenía que traer vino desde Rueda o Toro por la paulatina desaparición del terrazgo perteneciente al viñedo, del que solo queda una hectárea. El resto de terreno se distribuye entre pastos (2339,6 ha), especies forestales (557,9 ha) y otros espacios no agrícolas (706,2 ha). A nivel general, el sector primario ocupaba a un 1,3 % de los trabajadores y representaba un 0,5 % de las empresas, resultado de la terciarización de la economía municipal. La actividad agrícola está aún presente en las distintas pedanías mientras que es prácticamente inexistente en la cabecera.

### Sector secundario

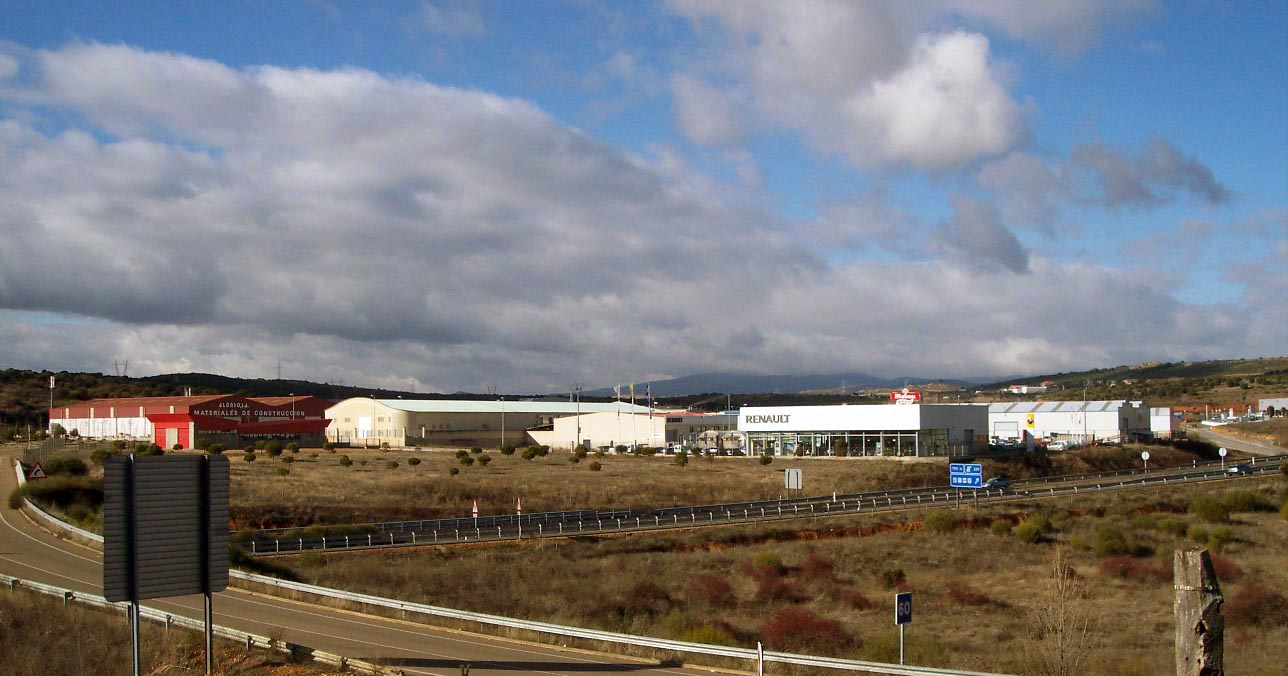
Vista parcial del polígono industrial junto a la A-6

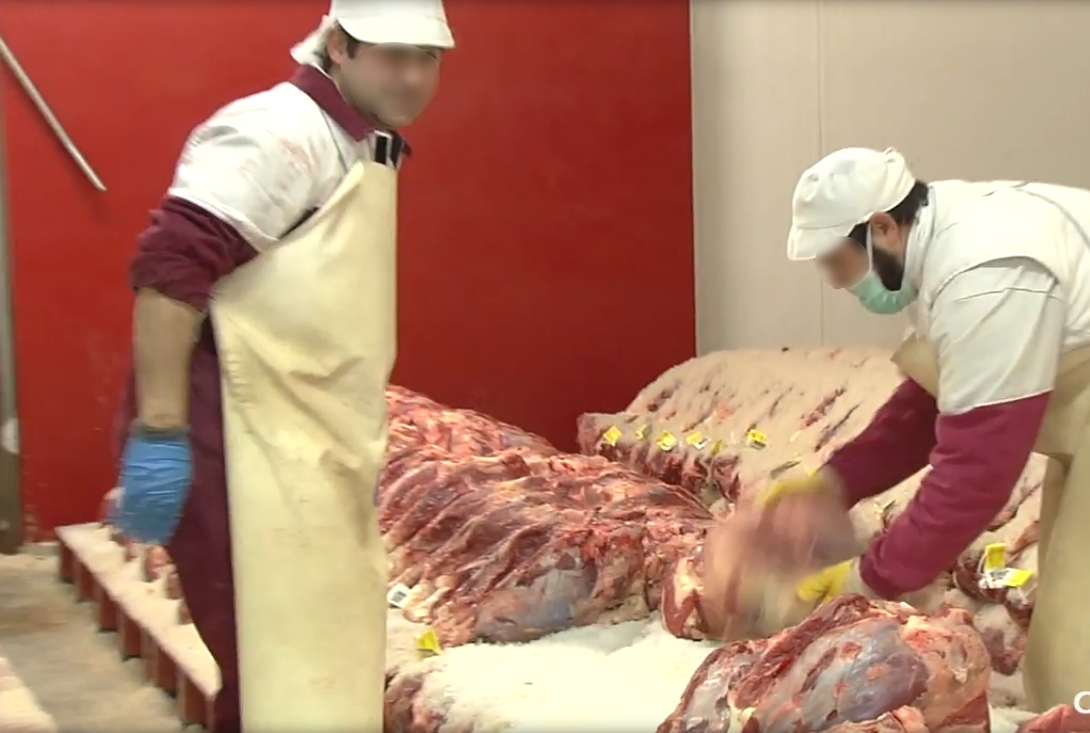
Planta de Cecinas Pablo en Astorga

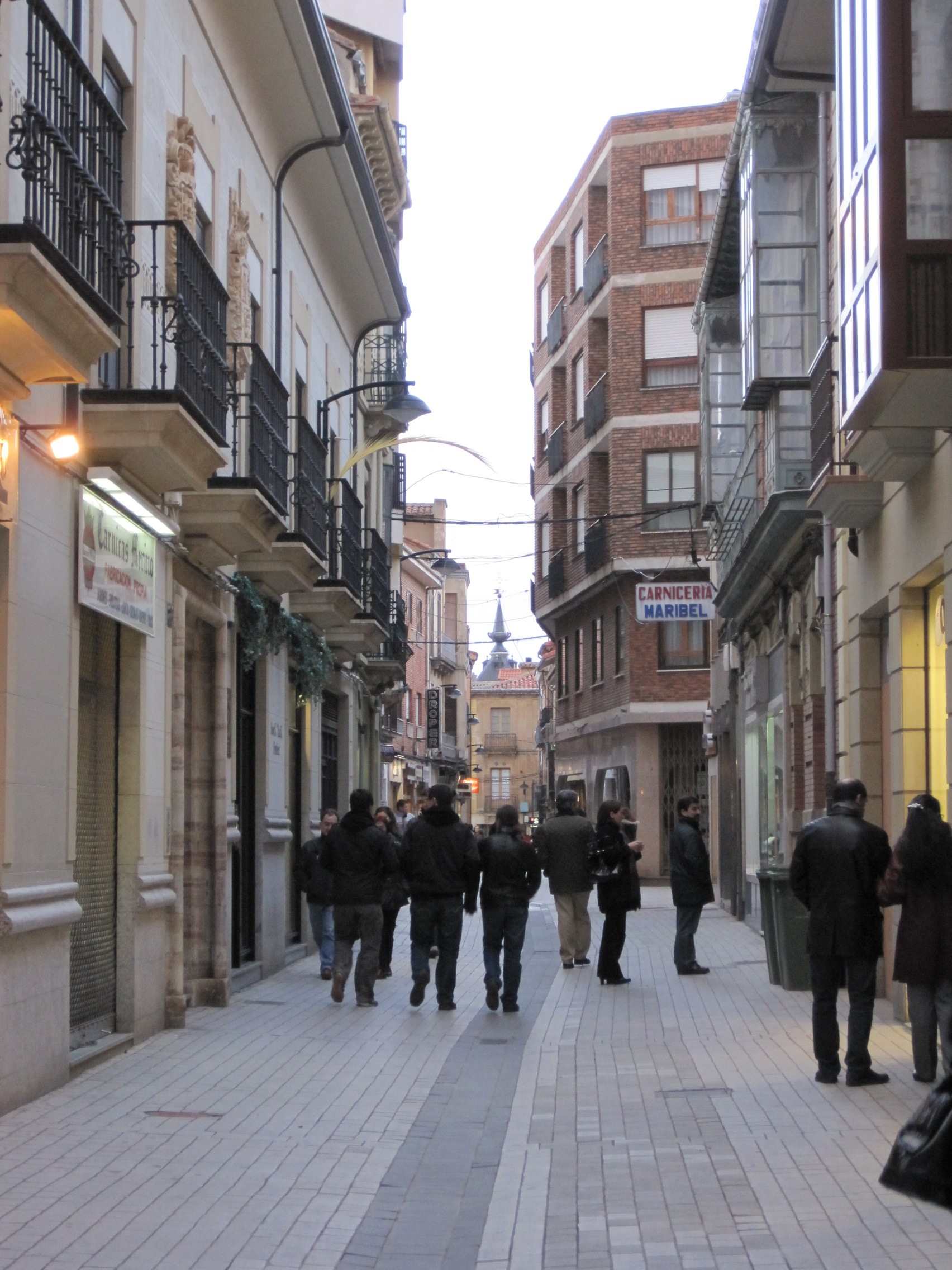
La peatonalización de parte del casco histórico ha favorecido el desarrollo del pequeño comercio

En 2007, la industria representaba la segunda actividad económica en importancia, pues empleaba al 29,2 % de los trabajadores y representaba el 24,5 % de las empresas. En su mayor parte son industrias que no realizan actividades pesadas y tampoco generan una contaminación importante. Las más representativas pertenecen a la industria alimentaria con empresas como Cecinas Pablo, Dulces La Mallorquina o Alonso, cuya producción se centra especialmente en productos típicos como los hojaldres, las mantecadas y la cecina; de estos dos últimos, Astorga es sede de sus respectivas denominaciones de origen. Aunque actualmente minoritaria, la industria del chocolate fue muy importante desde mediados del siglo XIX hasta el primer tercio del XX; por ejemplo, en 1916 llegó a haber 41 fabricantes, de los cuales siguen en funcionamiento cuatro. Todo su legado en envoltorios, carteles, litografías y vieja maquinaria pasó a formar parte del Museo del Chocolate. Asimismo, también estuvo presente la industria textil, de la cual tan solo sobrevive una fábrica y algunos testimonios como un lavadero.
El grueso de la actividad industrial se concentra en el polígono industrial, promovido por el Ayuntamiento y la Cámara de Comercio e Industria. Su evolución ha contado con cuatro fases: la primera (1991) de 65 000 m², la segunda de casi 50 000 m², la tercera (2007) de 79 000 m² y la cuarta (2011), aún en fase de desarrollo. En total, en 2011, existían en la ciudad 2 empresas de energía y agua, 5 químicas, 24 metalúrgicas y 66 manufactureras, con un total de 97 empresas del sector industrial. Por su parte, el sector de la construcción registraba un total de 100 empresas.

### Sector terciario
En 2007, el sector servicios ocupaba un lugar destacado para el municipio, pues empleaba al 69,5 % de trabajadores y contaba con el 75 % de las empresas. La ciudad es centro económico de referencia para las comarcas circundantes como Maragatería y Cepeda, por lo que presenta una intensa actividad comercial; en 2012, contaba con sesenta actividades mayoristas y en 2011 con 316 actividades minoristas, de las cuales 114 eran de comercio al por menor de alimentación —dieciséis eran supermercados—, 188 de comercio al por menor de productos no alimenticios y catorce de comercio al por menor mixto. Asimismo, en 2012 había catorce entidades de depósito, entre las cuales cinco eran bancos y seis eran cajas de ahorros.
El turismo cultural tiene un gran peso dentro del sector servicios de la ciudad debido a su patrimonio histórico y monumental, a sus festividades y a ser lugar de paso del Camino de Santiago y la Vía de la Plata. Además, en sus proximidades destacan típicos pueblos maragatos como Castrillo de los Polvazares o Santiago Millas o lugares emblemáticos de la ruta jacobea como Foncebadón. Así, en marzo de 2013 el municipio contaba con 47 establecimientos turísticos de los cuales tres eran agencias de viajes, nueve eran alojamientos de turismo rural —con una capacidad de 115 plazas—, dieciséis eran establecimientos hoteleros —con una capacidad de 549 plazas— y 47 eran restaurantes. También, en 2011, había 115 cafeterías y bares. Desde 2004 la ciudad cuenta con un área de estacionamiento para autocaravanas.

## Símbolos y títulos
El escudo heráldico municipal cuenta con la siguiente descripción:

Escudo de gules, un ramo de roble de su color. Al timbre corona de marqués.

Se desconoce la fecha en la que empezó a utilizarse. En un documento de 1320 aparece un sello del Concejo de Astorga en el que se encuentra representado un castillo con tres torres y un árbol. Sin embargo, en 1635 ya se usaba el escudo que sigue vigente, pues aparecía en la obra de Pedro Junco Fundación, nombres y armas de la ciudad de Astorga. Este interpretó que del antiguo nombre que recibió la ciudad —Roma— provendría el apelativo de robur y de ahí la representación de un roble, del que Quercus robur es una de las especies más comunes, con el significado de fuerza, firmeza y fortaleza, similares a los atributos de solidez y longevidad de la mitología clásica. En cuanto al campo de color rojo sería similar al de Roma, con el significado de la sangre del enemigo que intentase conquistar la ciudad. La bandera, rectangular, tiene la siguiente descripción:

Bandera de color rojo con el escudo en el centro.

En cuanto a sus títulos, la ciudad recibe las denominaciones de «Muy Noble, Leal, Benemérita, Magnífica y Augusta». Las tres primeras fueron concedidas tras el papel desempeñado durante la Guerra de la Independencia; siglos antes había recibido los epítetos de «Augusta» por el emperador César Augusto y «Magnífica» por Plinio el Viejo.

## Administración y política

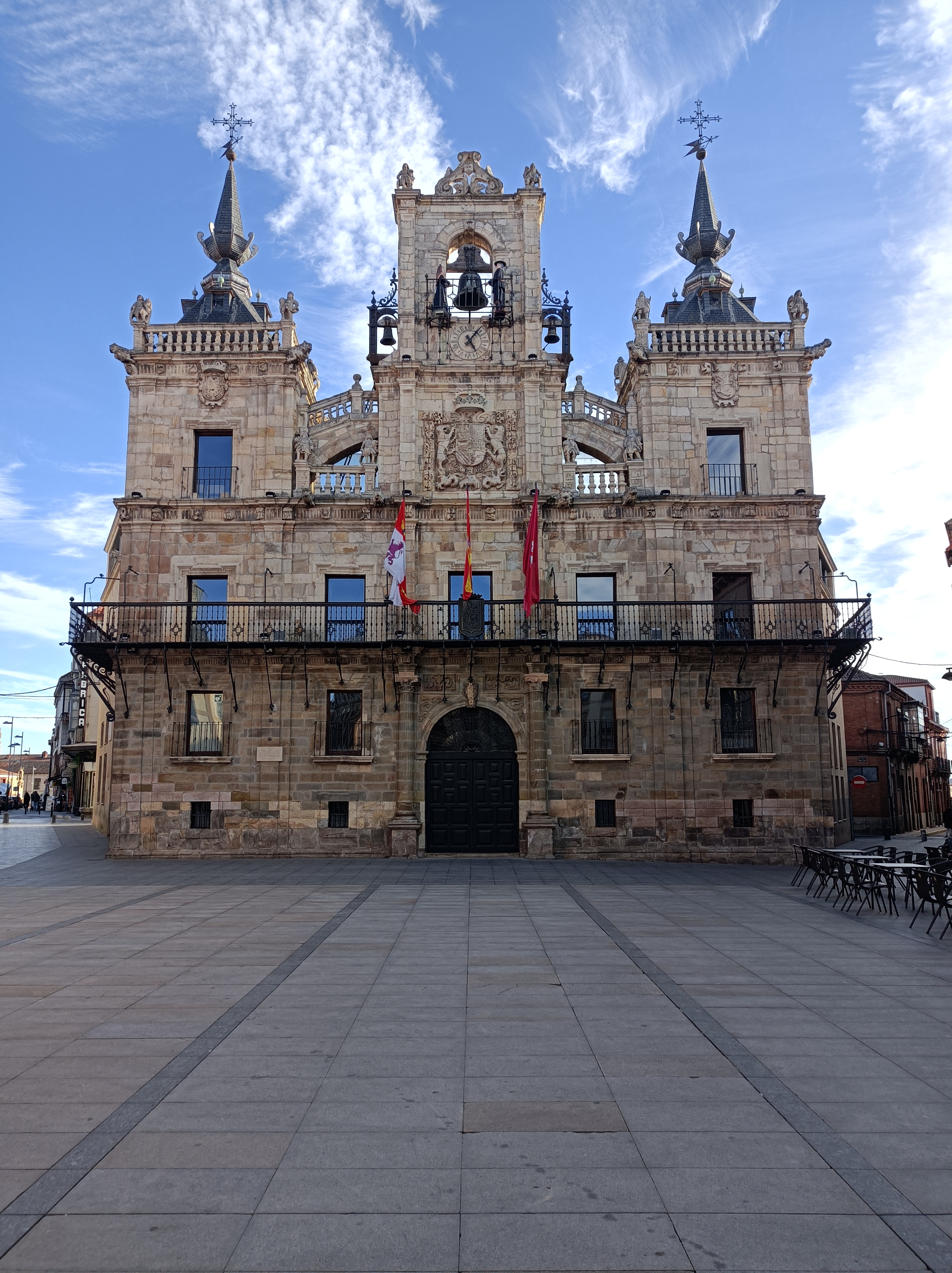
La casa consistorial, en la plaza Mayor

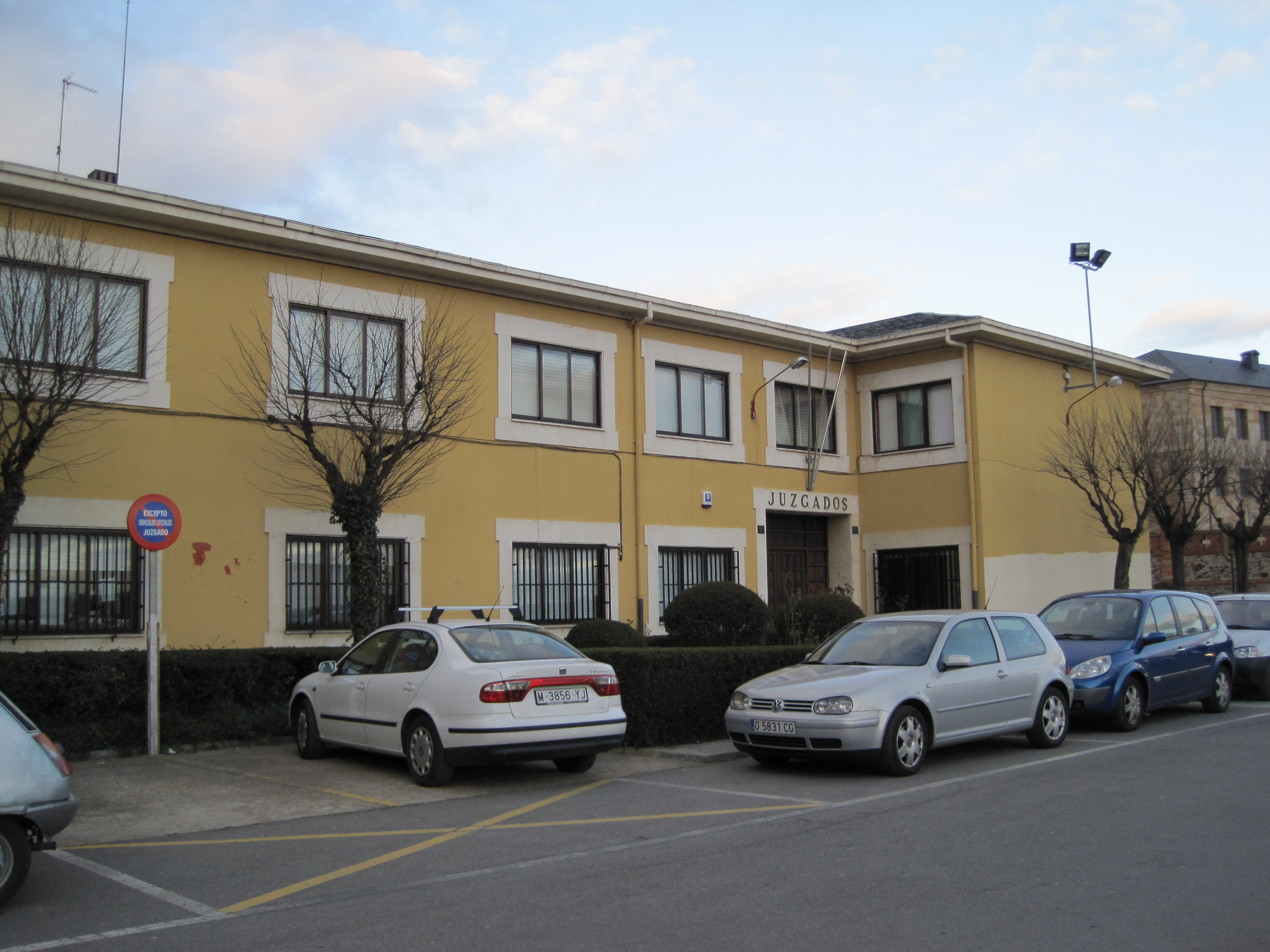
Edificio de los Juzgados

### Administraciones públicas
Administración autonómica
La Junta de Castilla y León posee las competencias concernientes a educación, ejercidas por la Consejería de Educación, encargada de la gestión tanto del profesorado como de los centros educativos, y sanidad, a través del Sacyl, que gestiona los servicios sanitarios del municipio.
Administración municipal
La administración local del municipio corre a cargo de un ayuntamiento de gestión democrática, cuyos componentes se eligen cada cuatro años por sufragio universal. El censo electoral está compuesto por todos los residentes empadronados en Astorga mayores de 18 años, nacionales de España y de los otros Estados miembros de la Unión Europea. Según lo dispuesto en la Ley del Régimen Electoral General, que establece el número de concejales elegibles en función de la población del municipio, la corporación municipal está formada por 17 concejales.
Administración judicial
Astorga es cabeza del partido judicial del mismo nombre, el número cinco de la provincia, y tiene dos juzgados de primera instancia e instrucción. La ciudad también cuenta con una notaría.

### Gobierno municipal
En las primeras elecciones democráticas de 1979 accedió al poder la Unión de Centro Democrático (UCD) de la mano de Luis González Pérez y en la siguiente legislatura gobernó Recaredo Bautista al frente de la Agrupación Electoral Popular Independiente (AEPI). En las elecciones de 1987 Juan José Alonso Perandones (PSOE) se quedó al borde de la mayoría absoluta, pero los cuatro grupos de la oposición se unieron para dar la alcaldía a la candidatura minoritaria de Adolfo Alonso Ares. Sin embargo, dos años después, gracias al apoyo de la representante de Centro Democrático y Social (CDS), Rosa Fernández González, se interpuso una moción de censura que permitió a Perandones ocupar el sillón de alcalde el 29 de marzo de 1989, cargo que ocupó hasta 2011, cuando anunció su retirada de la política.
En las elecciones de ese mismo año, y tras no salir adelante ningún pacto entre alguno de los grupos políticos, la alcaldía quedó en manos de la lista más votada, la de Victorina Alonso Fernández, sucesora de Perandones en el PSOE. En 2015 fue el representante del PP, Arsenio García, quien fue elegido alcalde en minoría. El 5 de julio de 2019, tras un litigio judicial por el que el PP reclamaba la validez de un voto inicialmente dado por nulo, cuya nulidad confirmó finalmente el Tribunal Superior de Justicia de Castilla y León y que hubiera dado un concejal más al PP en detrimento del PSOE, los grupos municipales del PSOE e IU acordaron un gobierno municipal de coalición que devolvió el bastón de mando a Perandones, tras 8 años alejado de la primera línea política.
| Partido político            | 1979    | 1979       | 1983    | 1983       | 1987    | 1987       | 1991    | 1991       | 1995    | 1995       | 1999    | 1999       |
| Partido político            | % votos | concejales | % votos | concejales | % votos | concejales | % votos | concejales | % votos | concejales | % votos | concejales |
| PSOE                        | 13,8    | 2          | 30,94   | 6          | 40,67   | 8          | 58,65   | 11         | 49,63   | 10         | 48,1    | 9          |
| PP (CD, CP y AP hasta 1989) | 15,96   | 3          | 35,34   | 6          | 28,64   | 5          | 32,63   | 6          | 38,14   | 7          | 40,22   | 7          |
| UPL                         | -       | -          | -       | -          | -       | -          | -       | -          | 3,6     | 0          | 8,46    | 1          |
| IU                          | -       | -          | -       | -          | -       | -          | 1,94    | 0          | 2,43    | 0          | 1,3     | 0          |
| UCD                         | 33,89   | 7          | -       | -          | -       | -          | -       | -          | -       | -          | -       | -          |
| Otros                       | 36,34   | 5          | 33,72   | 5          | 29,17   | 4          | 6,3     | 0          | 4,58    | 0          | 0,18    | 0          |

| Partido político | 2003    | 2003       | 2007    | 2007       | 2011    | 2011       | 2015    | 2015       | 2019    | 2019       | 2023    | 2023       |
| Partido político | % votos | concejales | % votos | concejales | % votos | concejales | % votos | concejales | % votos | concejales | % votos | concejales |
| PP               | 37,19   | 7          | 31,14   | 6          | 35,59   | 7          | 40,68   | 8          | 38,66   | 7          | 56,52   | 11         |
| PSOE             | 46,79   | 8          | 45,11   | 8          | 35,68   | 7          | 18,45   | 3          | 33,85   | 7          | 29,09   | 5          |
| IU               | -       | -          | -       | -          | 3,51    | 0          | 16,1    | 3          | 11,91   | 2          | 7,39    | 1          |
| Vox              | -       | -          | -       | -          | -       | -          | -       | -          | 2,46    | 0          | 5,01    | 0          |
| UPL              | 13,53   | 2          | 9,61    | 1          | 3,16    | 0          | 1,68    | 0          | 7,11    | 1          | -       | -          |
| CS               | -       | -          | -       | -          | -       | -          | 2,39    | 0          | 4,45    | 0          | -       | -          |
| PAL-UL           | -       | -          | 10,43   | 2          | 18,57   | 3          | 17,19   | 3          | -       | -          | -       | -          |
| Otros            | 0,26    | 0          | -       | -          | 0,19    | 0          | 1,72    | 0          | 0,22    | 0          | -       | -          |

Alcaldía
| Periodo   | Nombre del alcalde          | Partido político |
| --------- | --------------------------- | ---------------- |
| 1979-1983 | Luis González Pérez         | UCD              |
| 1983-1987 | Recaredo Bautista           | AEPI             |
| 1987-1989 | Adolfo Alonso Ares          | PDP              |
| 1989-2011 | Juan José Alonso Perandones | PSOE             |
| 2011-2015 | Victorina Alonso Fernández  | PSOE             |
| 2015-2019 | Arsenio García Fuertes      | PP / No adscrito |
| 2019-2023 | Juan José Alonso Perandones | PSOE             |
| 2023-     | José Luis Nieto             | PP               |

Áreas de gobierno

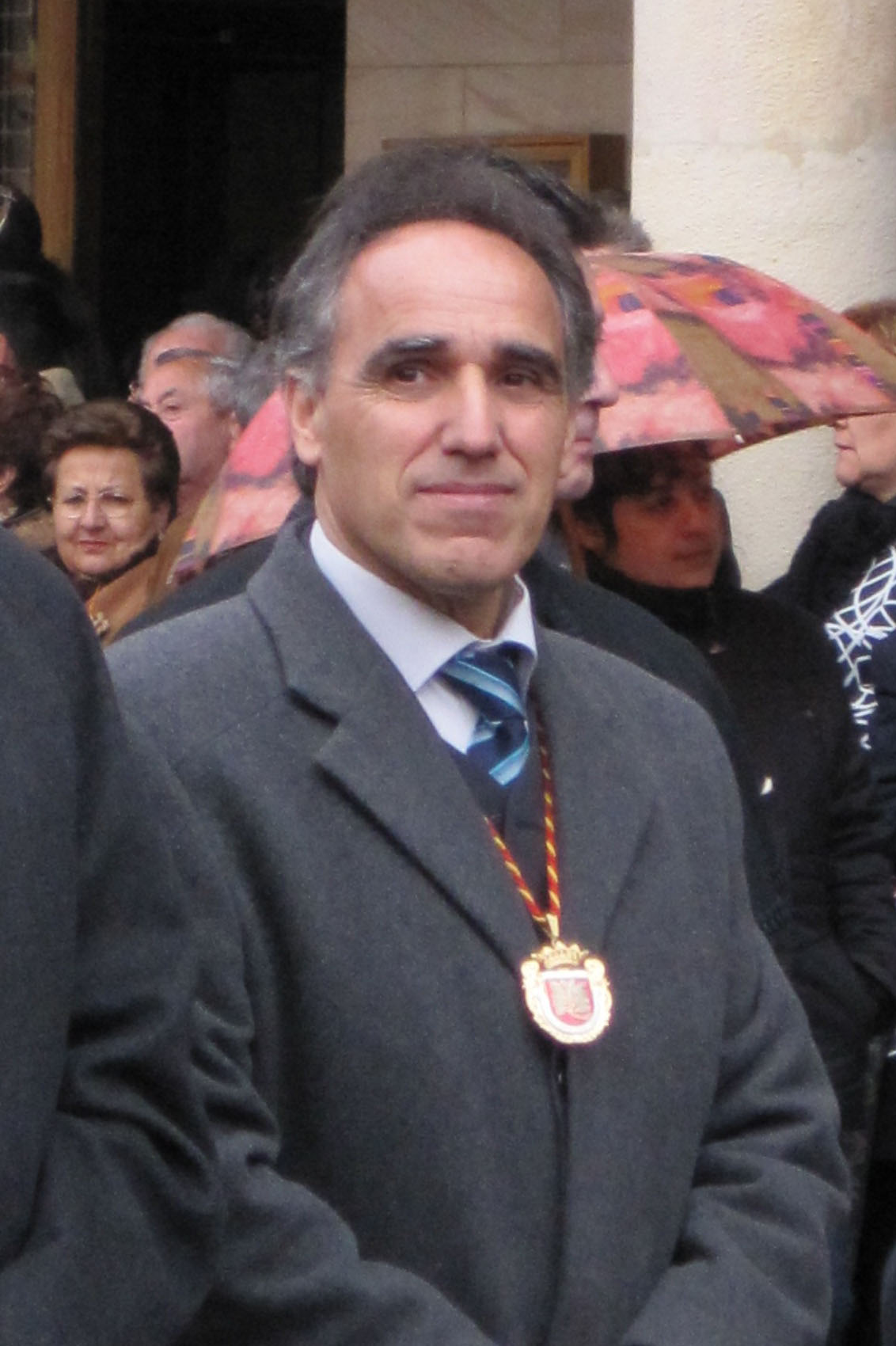
Juan José Alonso Perandones, alcalde de Astorga entre 1989 y 2011 y entre 2019 y 2023

La gestión ejecutiva municipal está organizada en distintas áreas al frente de las cuales hay un concejal del equipo de gobierno. Las áreas de gestión del Ayuntamiento, durante la legislatura 2019-2023 son las siguientes:
| - Concejalía de Obras, Urbanismo y Policía - Concejalía de Comercio, Mercado y Cementerio - Concejalía de Sanidad y Desarrollo Social - Concejalía de Cultura, Música y Personal - Concejalía de Turismo y Desarrollo Tecnológico | - Concejalía de Igualdad, Comunicación y Perrera - Concejalía de Deportes, Fiestas y Juventud - Concejalía de Hacienda, Desarrollo Económico e Industria - Concejalía de Medio Ambiente y Pedanías |

## Servicios

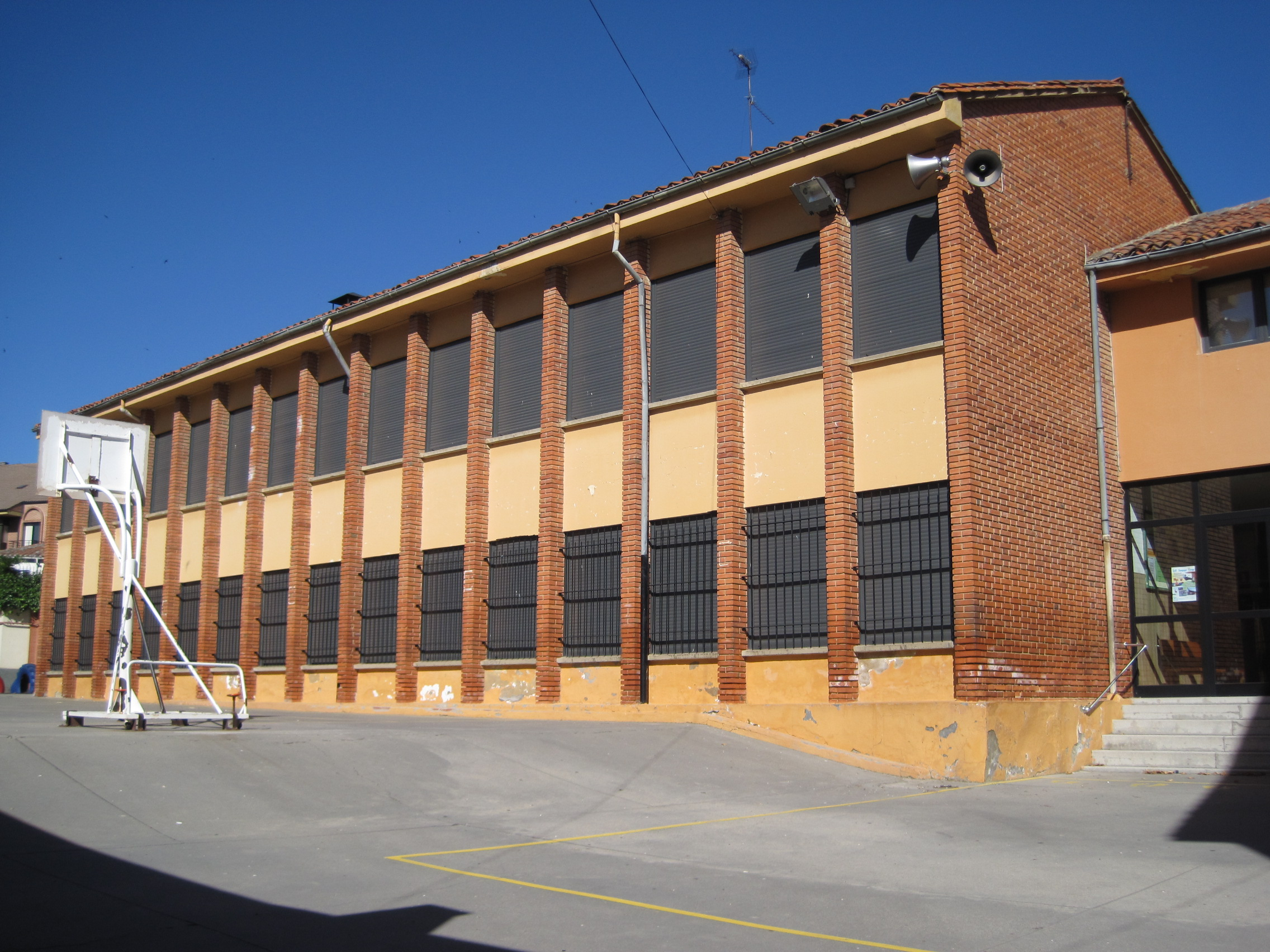
Vista exterior del CEIP Santa Marta

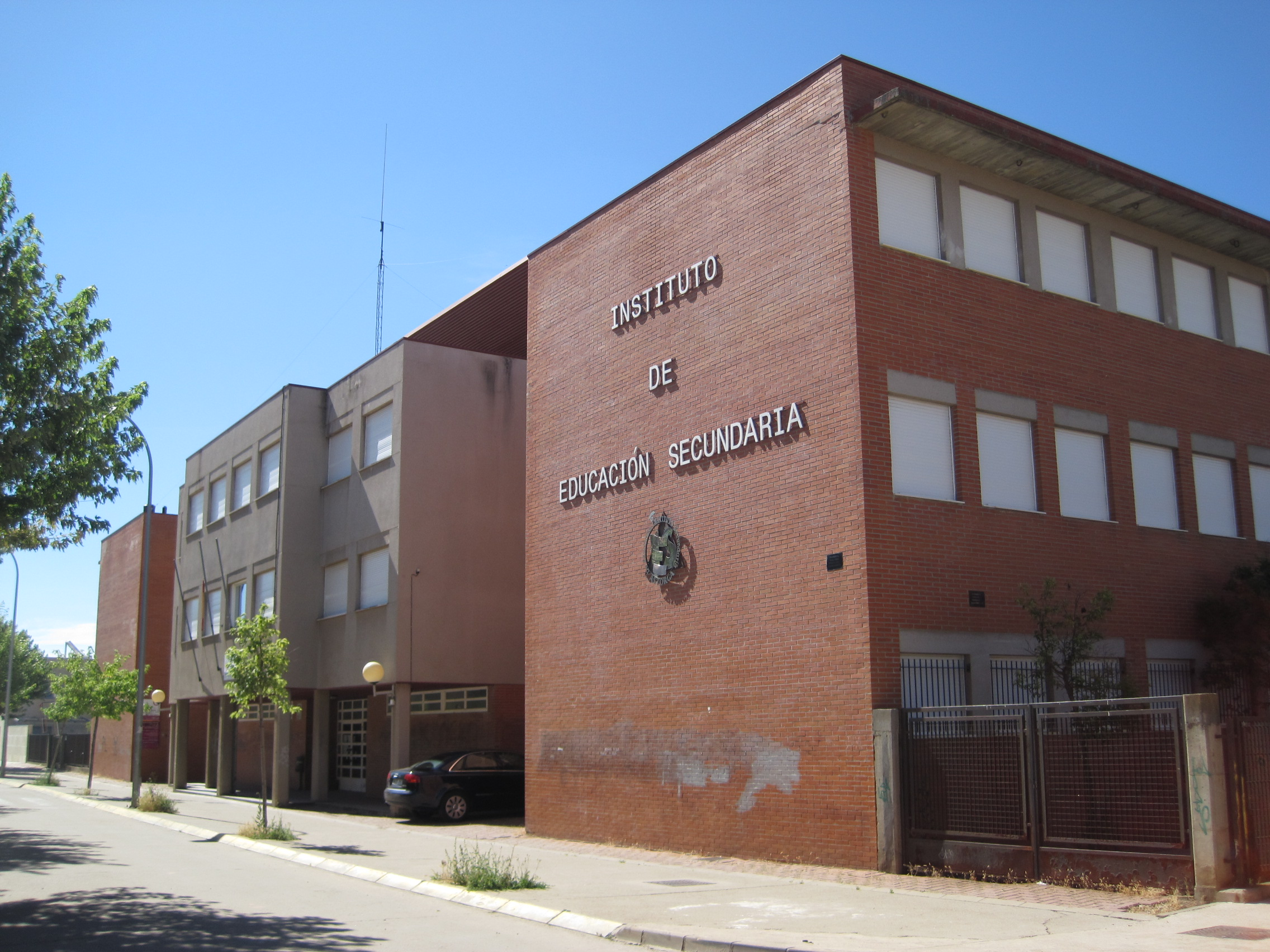
Vista del IES Astorga

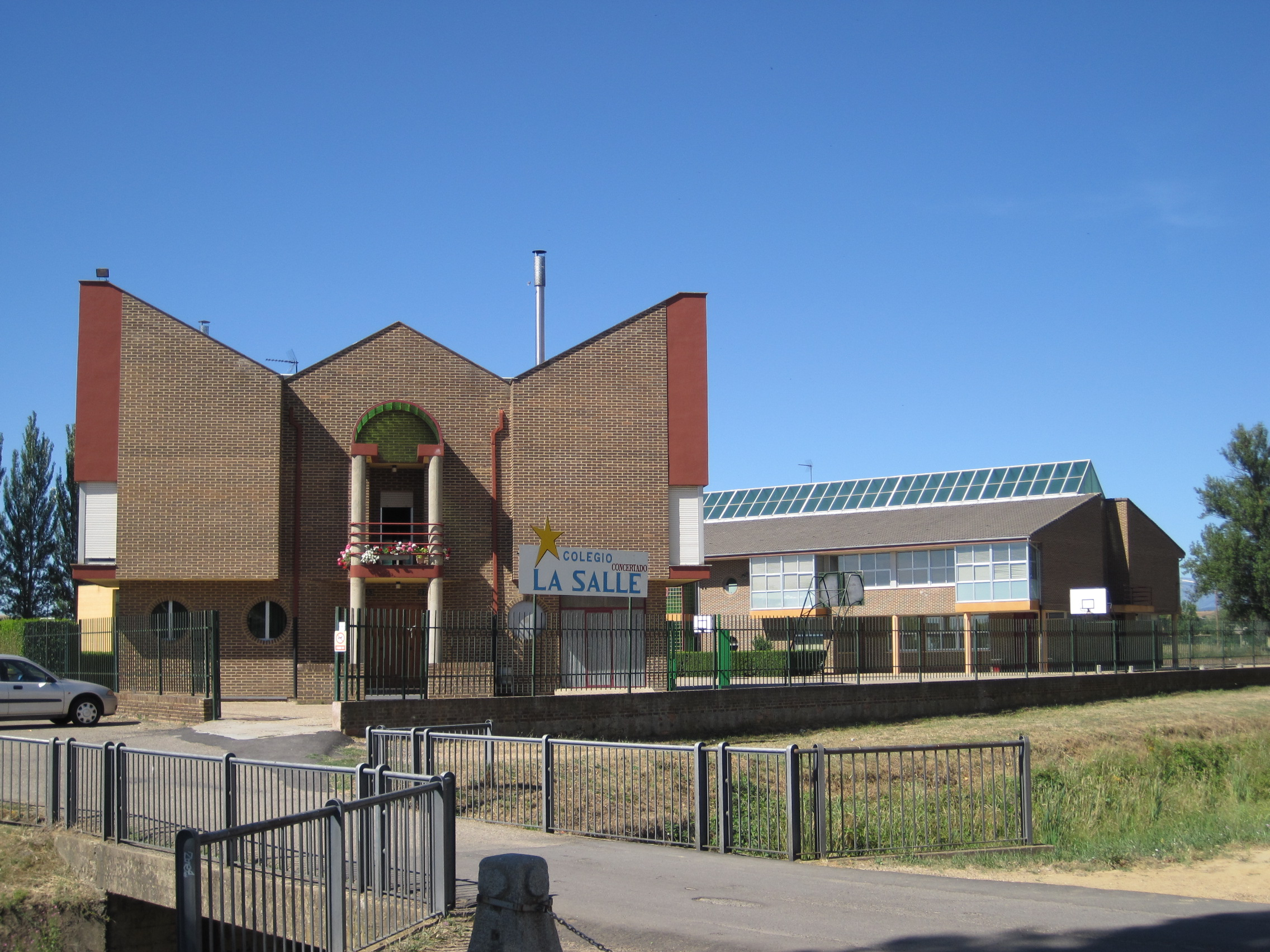
El colegio La Salle

### Comunicaciones

#### Parque automovilístico
En 2011 existía en el municipio un parque automovilístico a razón de 465,3 automóviles por cada 1000 habitantes. De acuerdo con los datos existentes en la base de datos del «Anuario Económico de España 2012», publicado por La Caixa, en total existen 5491 automóviles. En estos mismos datos se observa un parque de camiones y furgonetas de 1250 unidades. El resto de vehículos suman 1150 unidades lo que eleva el número vehículos de motor a 7926 unidades. La ciudad cuenta con un punto de Inspección Técnica de Vehículos situado en el polígono industrial.

#### Red viaria

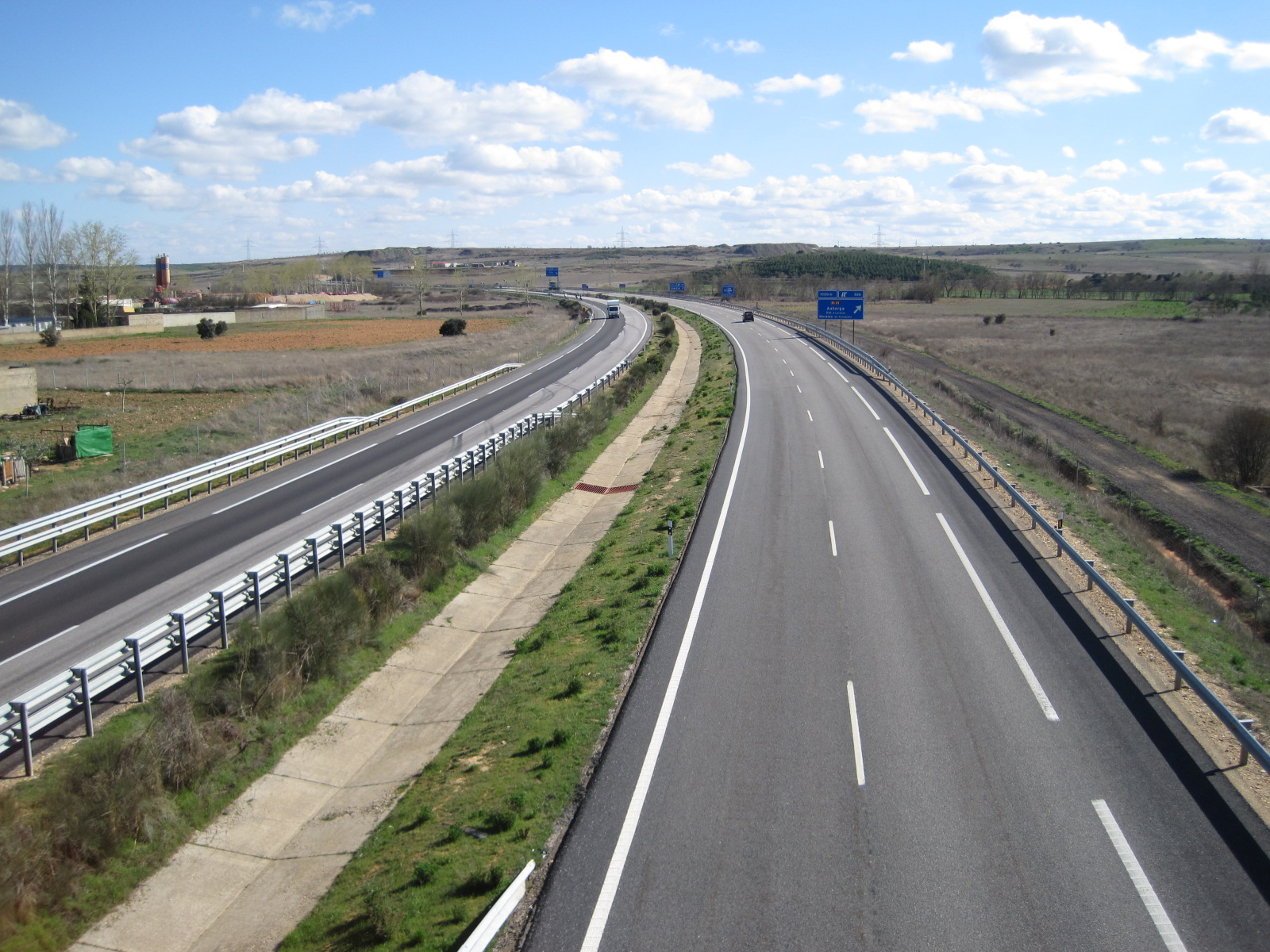
La A-6 a su paso por el municipio

| Identificador | Denominación           | Itinerario                                                                                       |
| ------------- | ---------------------- | ------------------------------------------------------------------------------------------------ |
| A-6           | Autovía del Noroeste   | Discurre entre Madrid y La Coruña.                                                               |
| AP-71         | Autopista León-Astorga | Comunica la capital leonesa con Astorga y tiene mayoritariamente tramos de peaje y alguno libre. |
| N-6           | Carretera de La Coruña | Discurre entre Madrid y La Coruña.                                                               |
| N-120         | Carretera nacional     | Uno de los grandes ejes viarios del norte del país, cuyo recorrido enlaza Logroño y Vigo.        |
| LE-451        | Carretera provincial   | Comunica con La Cepeda.                                                                          |
| LE-141        | Carretera provincial   | Comunica con el interior de la Maragatería.                                                      |
| LE-133        | Carretera provincial   | Comunica con Nogarejas y Zamora.                                                                 |
| LE-142        | Carretera provincial   | Comunica con Ponferrada a través del puerto de Foncebadón.                                       |

#### Transporte público
Autobús

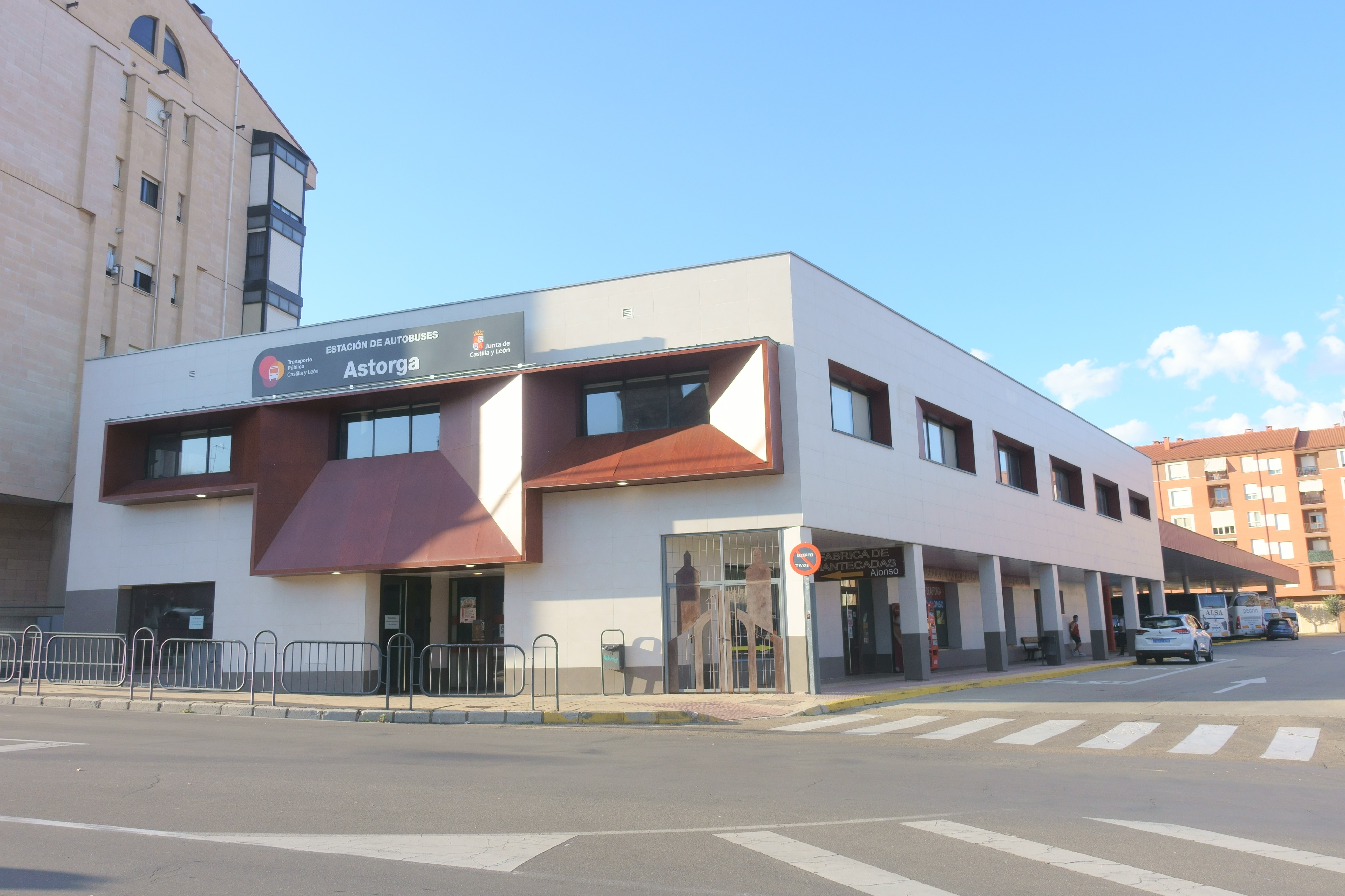
Vista exterior de la estación de autobuses

Para el transporte de viajeros, la compañía ALSA ofrece servicios por carretera entre la ciudad y múltiples destinos nacionales como por ejemplo León, Ponferrada, La Coruña, Valladolid, Madrid, Gijón, o Barcelona. A nivel local, son varias las compañías que ofrecen servicios entre Astorga y las localidades de las comarcas circundantes.
Ferrocarril

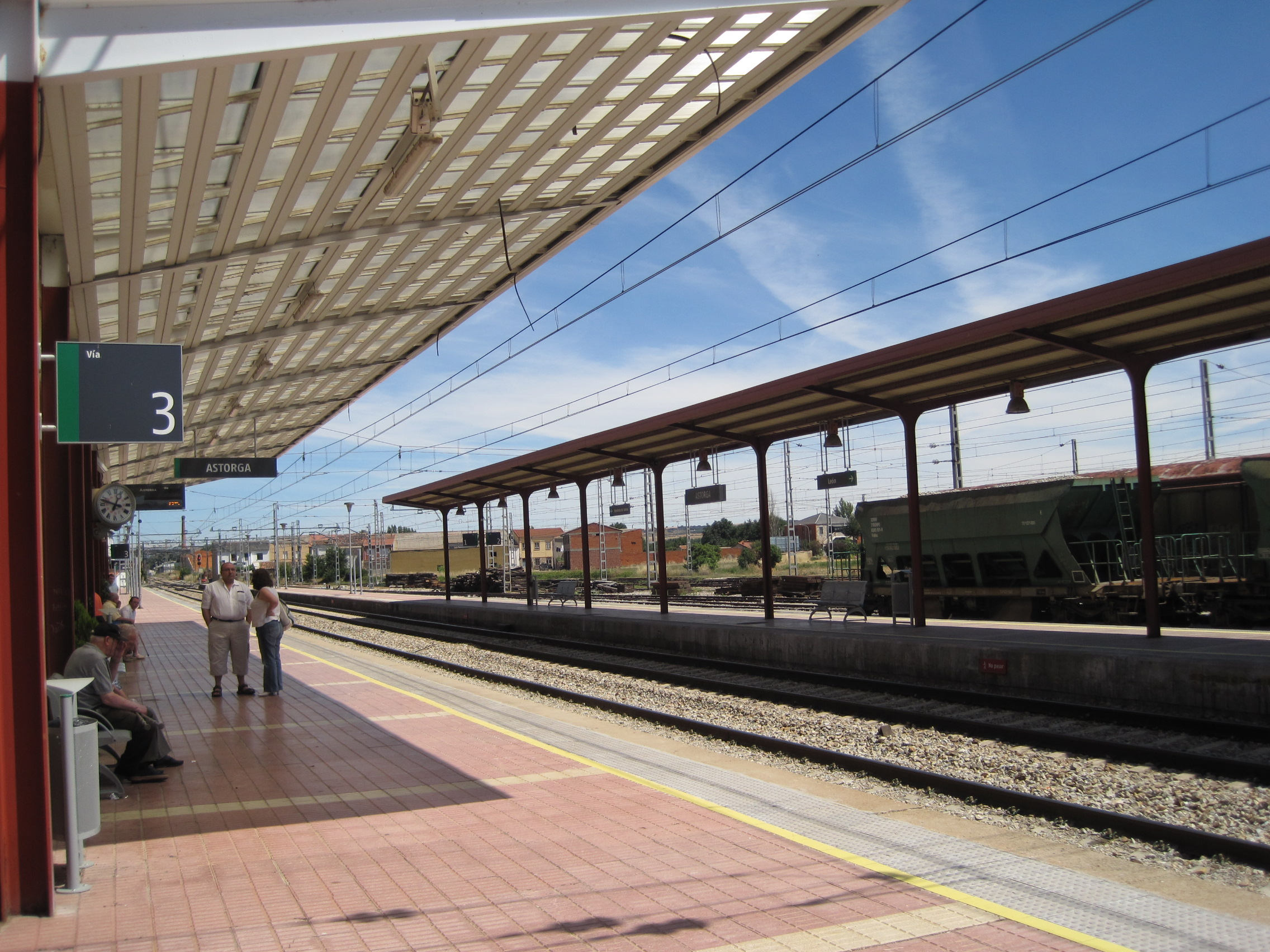
Andenes de la estación de tren de Astorga

Desde la llegada del ferrocarril a la ciudad en 1866, existe una estación, situada en el barrio de Puerta del Rey, al noreste de la ciudad. Dicha estación está gestionada por Adif, y pertenece a la línea Palencia-La Coruña. Las conexiones que mantiene Astorga por ferrocarril, a través de la compañía Renfe, son las siguientes:
- Astorga-Ponferrada (Alvia)
- Astorga-La Coruña (Alvia, Arco, Trenhotel)
- Astorga-Vigo (Alvia, Arco, Trenhotel)
- Astorga-Ferrol (Trenhotel)
- Astorga-Madrid (Alvia, Trenhotel)
- Astorga-Barcelona](Alvia, Trenhotel)
- Astorga-Bilbao (Arco)
- Astorga-Irún (Arco)
- Astorga-León (Intercity, Regional Express)

Hasta 1983 la ciudad era también el punto de partida del ferrocarril Vía de la Plata, inaugurado el 21 de julio de 1896, que salvaba la distancia entre Astorga y Plasencia. Desde hace varios años numerosas organizaciones y empresas reclaman su reapertura para vertebrar eficazmente el oeste peninsular y recuperar la alternativa de transportar mercancías por ferrocarril.
Transporte aéreo
El aeropuerto de León, que entró en servicio en 1999, es el único aeropuerto ubicado en la provincia y el más cercano al municipio, encontrándose entre Valverde de la Virgen y San Andrés del Rabanedo, a 44 kilómetros de Astorga. Las otras opciones más cercanas para el transporte aéreo son los aeropuertos de Valladolid y Asturias, situados a 157 y 193 kilómetros respectivamente.

### Educación
La oferta educativa existente en la ciudad se concreta, a nivel público, en tres centros de educación infantil y primaria, un instituto de educación secundaria y un centro de educación especial, y, a nivel privado, en tres centros que imparten desde educación infantil hasta secundaria.
En el instituto se imparte Educación Secundaria Obligatoria, Bachillerato y algunos ciclos formativos de Formación profesional como Electricidad y electrónica y Cocina y restauración en grado básico, Panadería, Repostería y Confitería, Gestión Administrativa, Instalaciones de Telecomunicaciones, Instalaciones Eléctricas y Automáticas, en grado medio, y Administración y Finanzas y Automatización y Robótica Industrial, en grado superior.
En cuanto a las enseñanzas de régimen especial, Astorga cuenta con una Escuela Oficial de Idiomas —en la que se imparten francés, inglés y alemán—, un conservatorio profesional de música, una escuela municipal de música y un centro de educación de personas adultas.
| Centro                             | Tipo    | Educación           | Centro                                         | Tipo       | Educación                       |
| ---------------------------------- | ------- | ------------------- | ---------------------------------------------- | ---------- | ------------------------------- |
| CEIP Ángel González Álvarez        | Público | Infantil y Primaria | CPM Ángel Barja                                | Público    | Musical                         |
| CEIP Blanco de Cela                | Público | Infantil y Primaria | EOI Astorga                                    | Público    | Idiomas                         |
| CEIP Santa Marta                   | Público | Infantil y Primaria | Universidad de la Experiencia                  | Público    | Adultos                         |
| IES Asturica Augusta               | Público | Secundaria          | La Salle (Hermanos de La Salle)                | Concertado | Infantil, Primaria y Secundaria |
| CPEE Santa M.ª Madre de la Iglesia | Público | Especial            | Paula Montal (Escolapias)                      | Concertado | Infantil, Primaria y Secundaria |
| CEPA Lyda                          | Público | Adultos             | Virgen de las Candelas (Hermanas Estigmatinas) | Concertado | Infantil                        |

### Sanidad

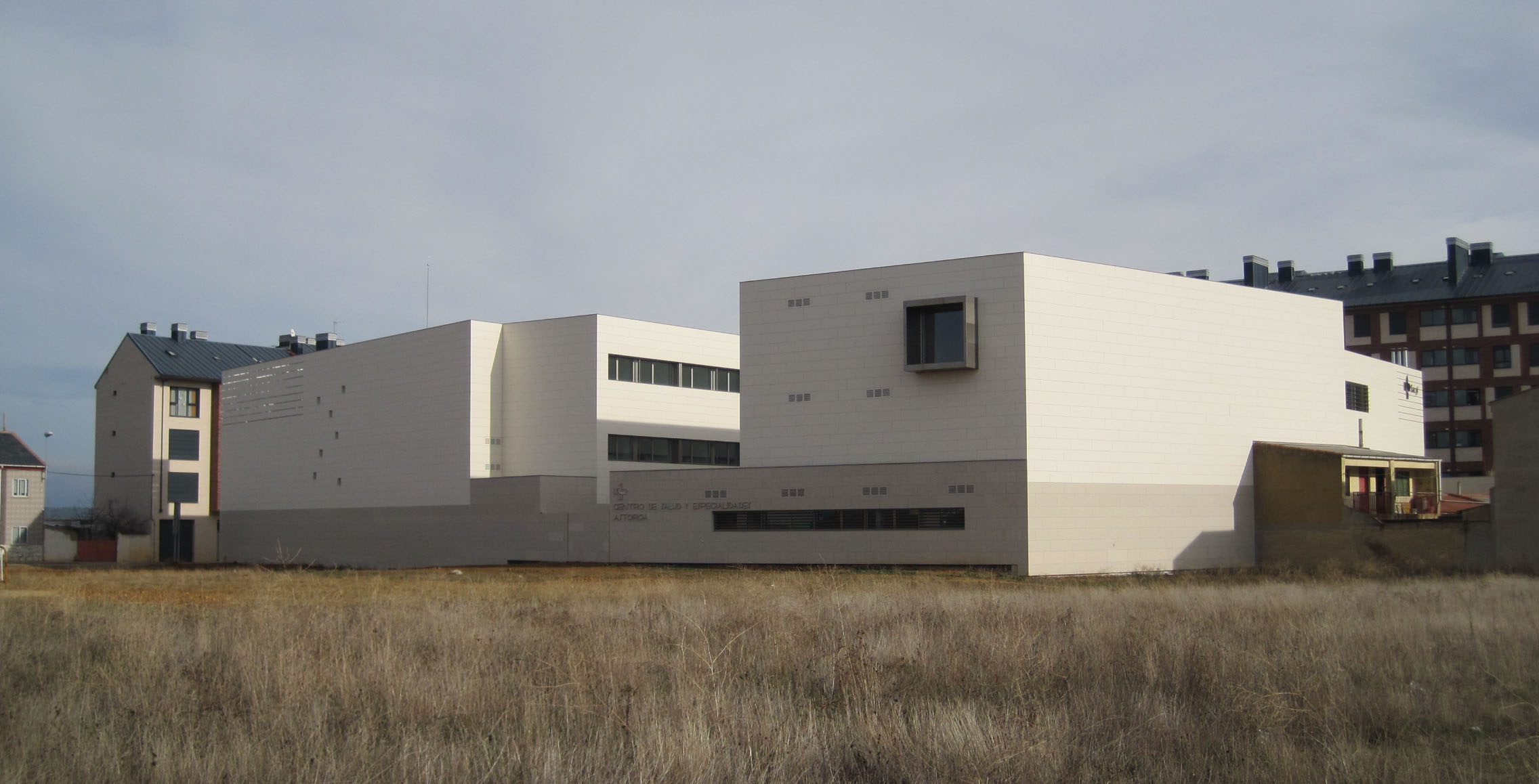
Vista del nuevo centro de salud

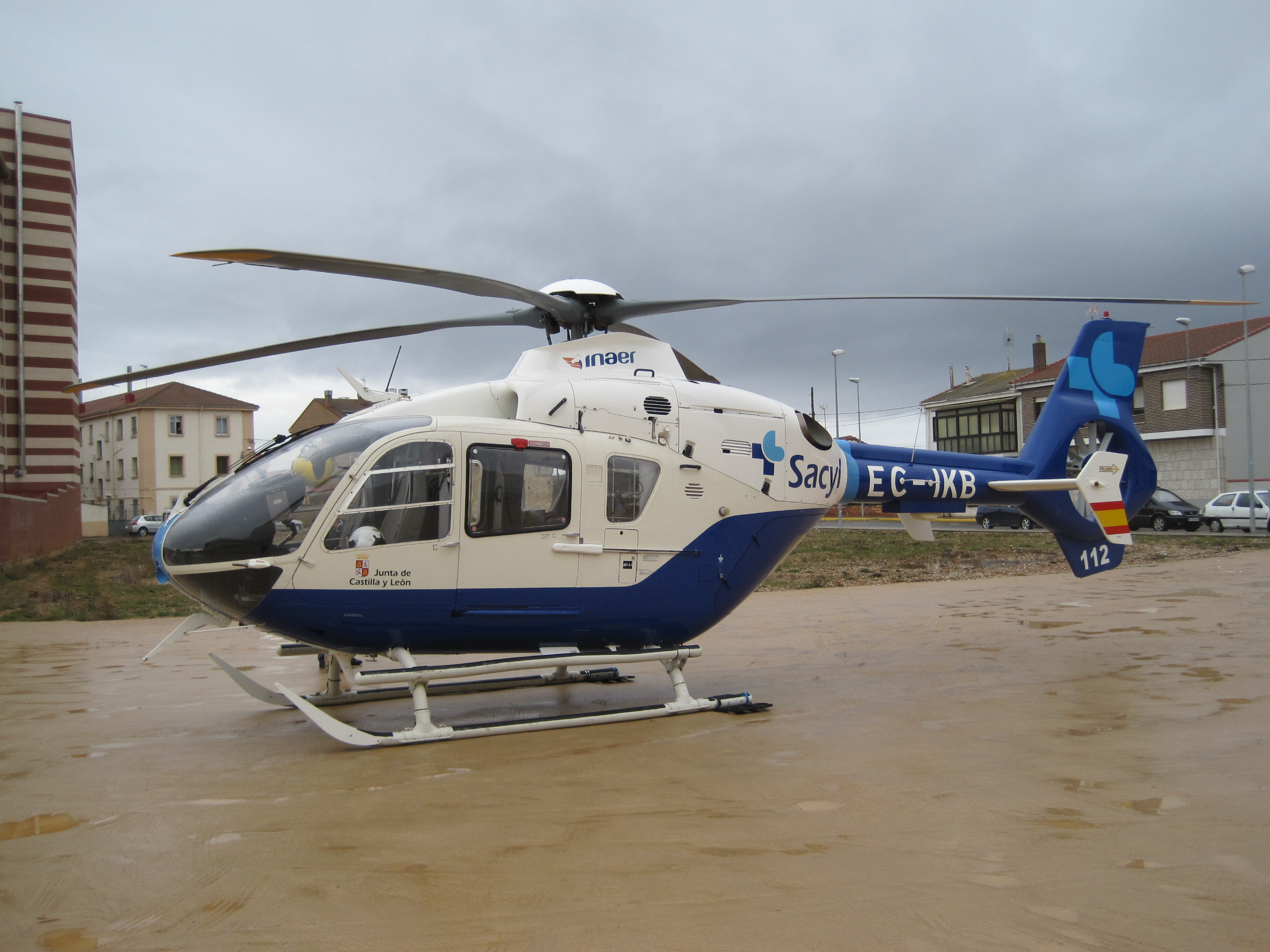
Helicóptero del Sacyl

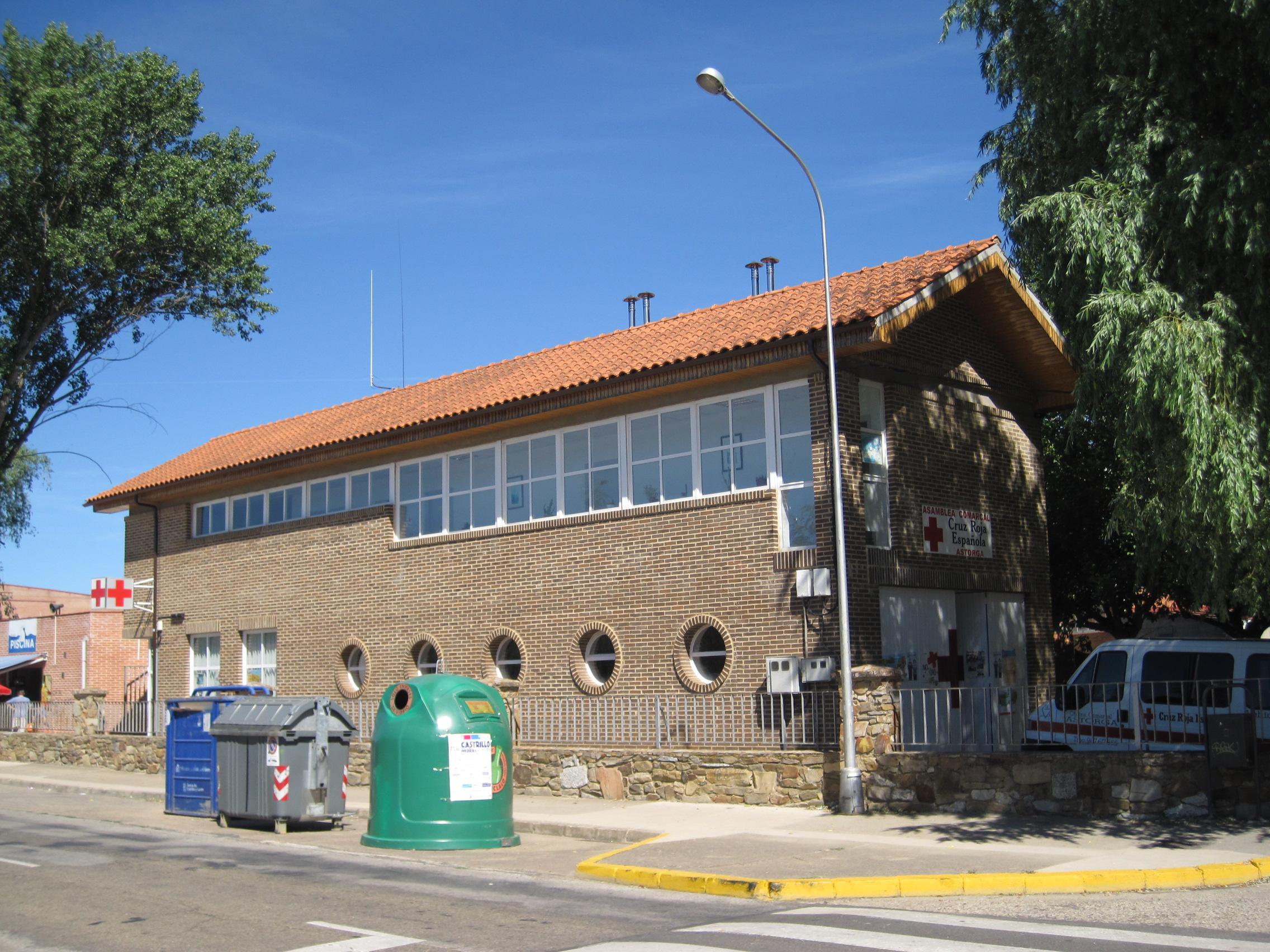
Asamblea local de la Cruz Roja

El sistema sanitario de la ciudad se divide entre las prestaciones del sistema público de salud y las que realiza la medicina privada. En relación con el primero, Astorga cuenta con un centro de salud en el cual se centralizan las zonas básicas de salud Astorga I —que engloba los municipios de San Justo de la Vega y Villaobispo de Otero, además de la propia Astorga— y Astorga II —que abarca Brazuelo, Val de San Lorenzo, Valderrey, Quintana del Castillo, Santa Colomba de Somoza, Magaz de Cepeda, Luyego, Lucillo, Villamejil, Villagatón y Santiago Millas—, y con un helipuerto en el que tiene su base un helicóptero del servicio de Emergencias 112.
Asimismo, el Ayuntamiento se encarga de gestionar las competencias que establece el artículo 42 de la Ley General de Sanidad donde dispone que los Ayuntamientos, sin perjuicio de las competencias de las demás Administraciones Públicas, tendrán las siguientes responsabilidades mínimas en asuntos relacionados con la sanidad:
- Control sanitario del medio ambiente: contaminación atmosférica, abastecimiento de aguas, saneamiento de aguas residuales, residuos urbanos e industriales.
- Control sanitario de industrias, actividades y servicios, transportes, ruidos y vibraciones.
- Control sanitario de edificios y lugares de vivienda y convivencia humana, especialmente de los centros de alimentación, peluquerías, saunas y centros de higiene personal, hoteles y centros residenciales, escuelas, campamentos turísticos y áreas de actividad físico deportivas y de recreo.
- Control sanitario de la distribución y suministro de alimentos perecederos, bebidas y demás productos, directa o indirectamente relacionados con el uso o consumo humanos, así como los medios de su transporte.
- Control sanitario de los cementerios y policía sanitaria mortuoria.

La ciudad posee además un puesto de la Cruz Roja Española y siete farmacias.

### Seguridad ciudadana

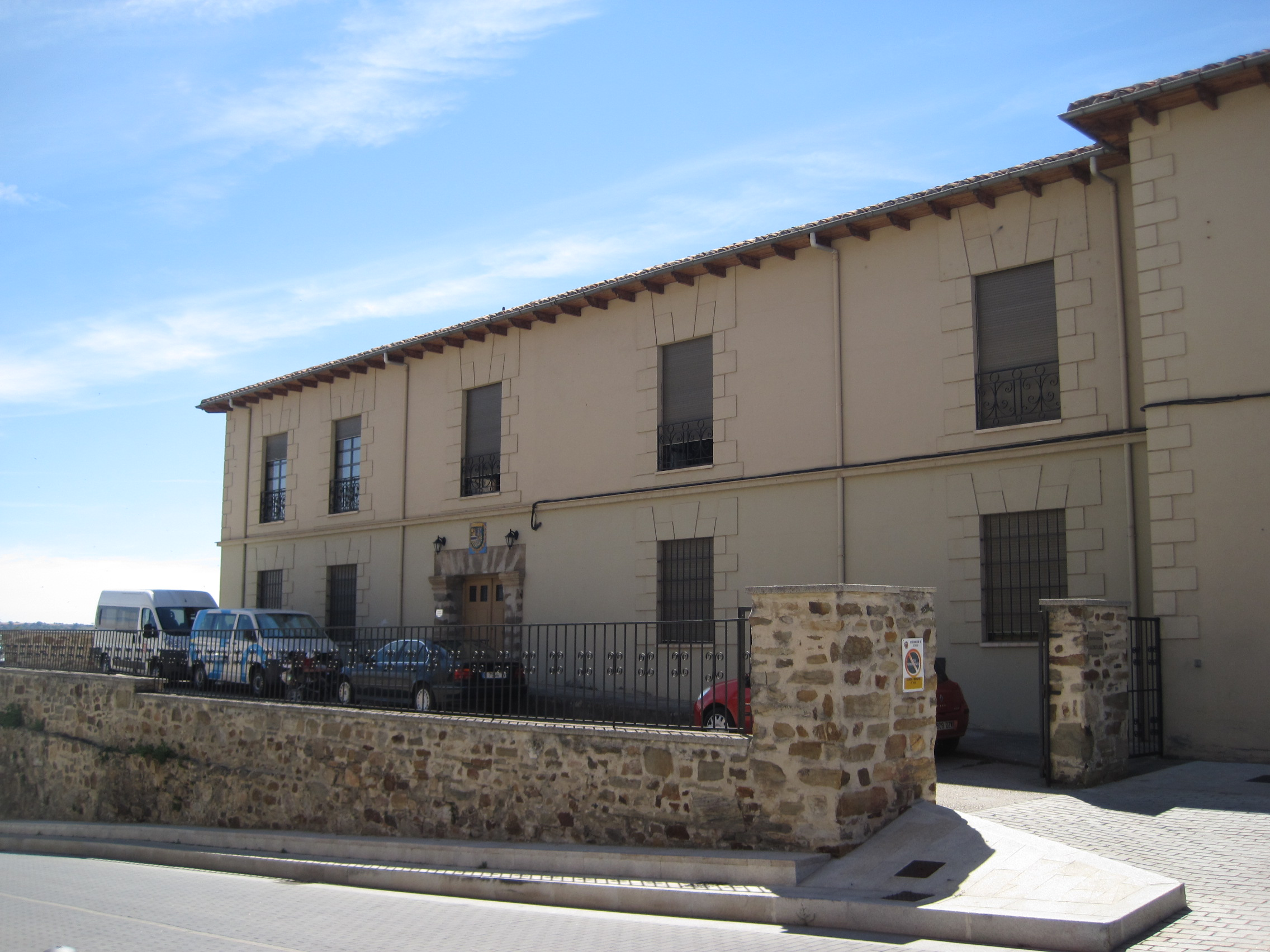
El antiguo Hospital de las Cinco Llagas, rehabilitado como residencia de discapacitados físicos

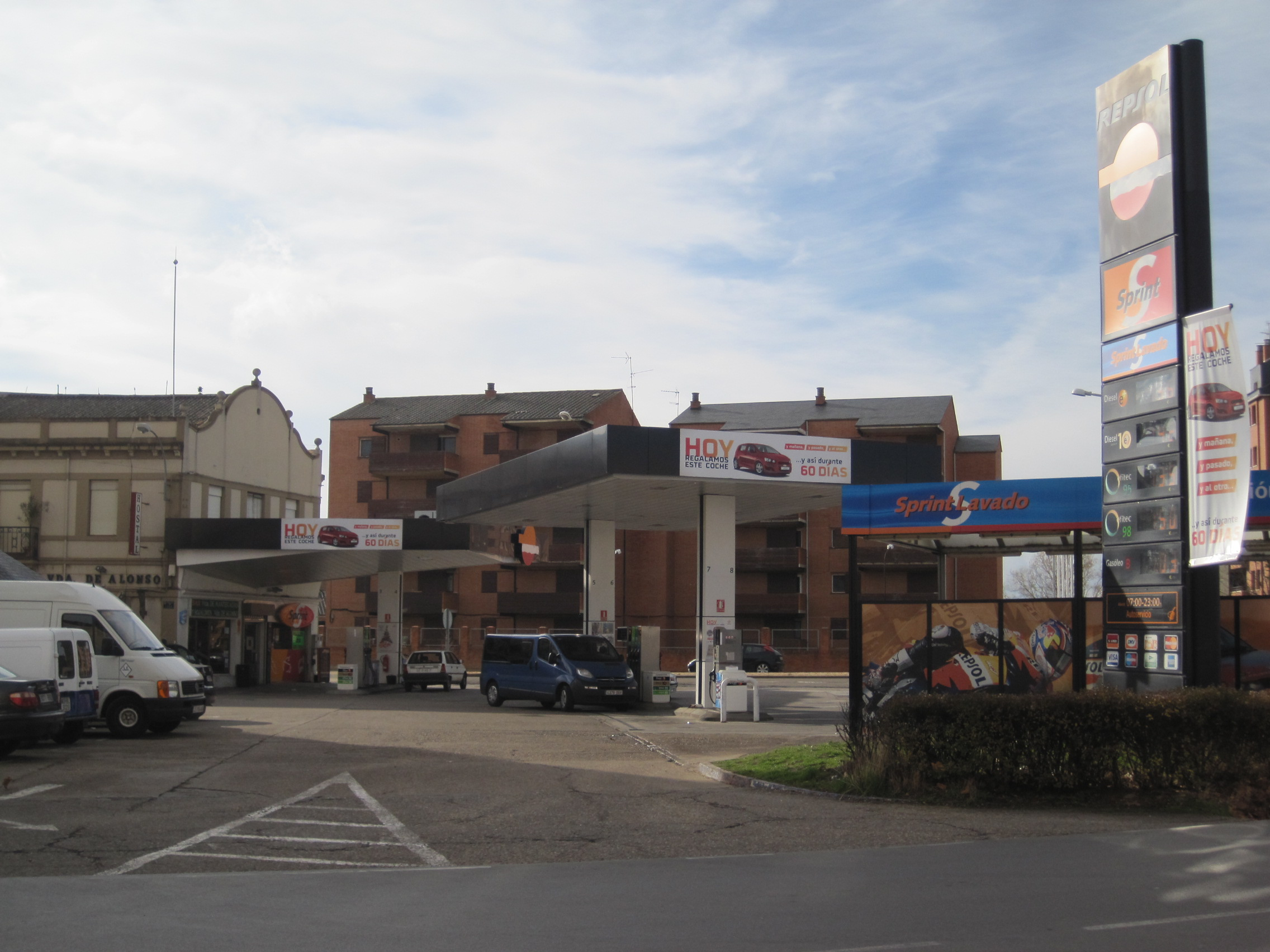
Estación de servicio en la confluencia de la avenida de Ponferrada y la carretera Madrid-La Coruña

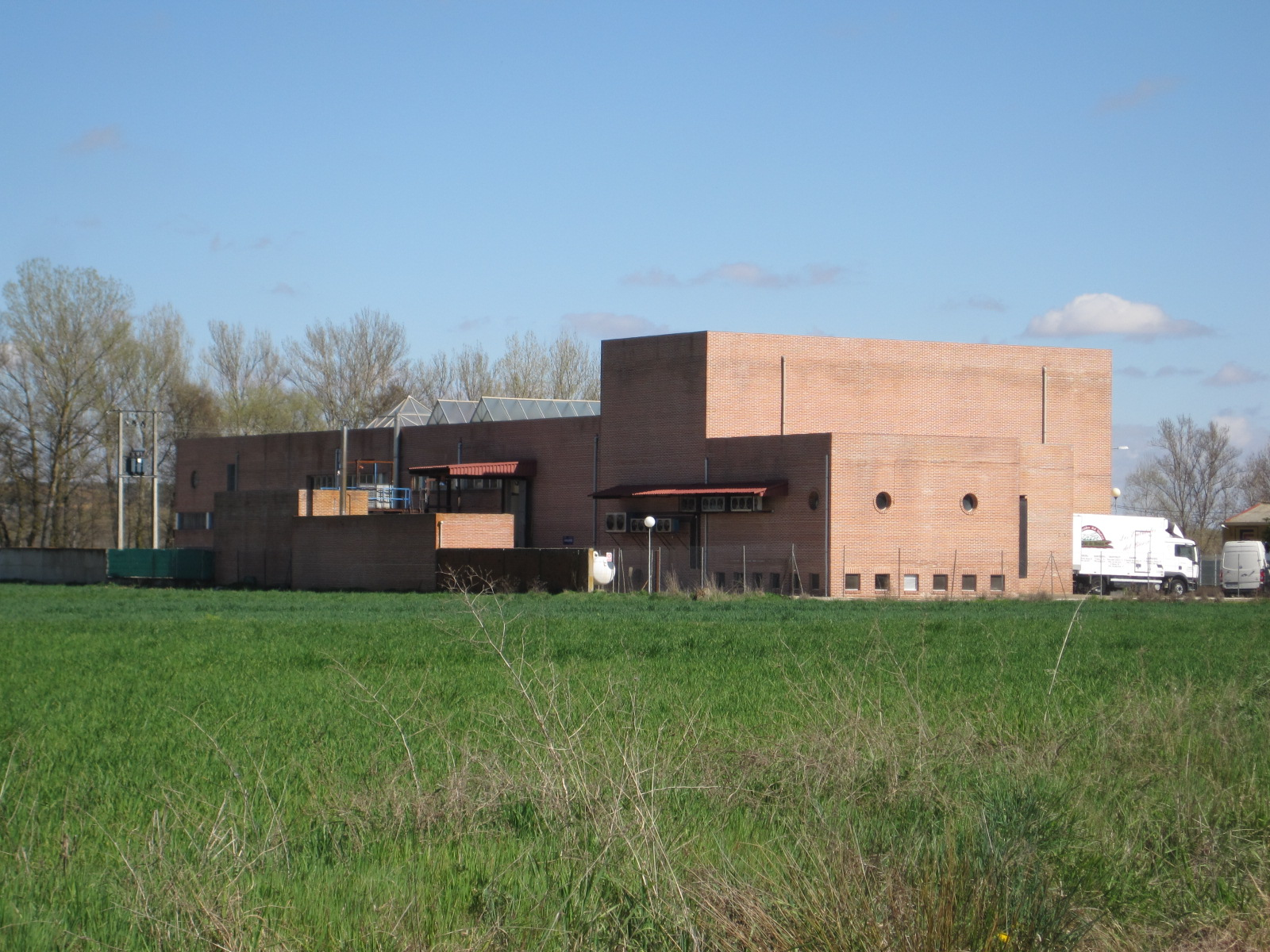
Matadero comarcal de Astorga

Astorga cuenta con dotaciones de la Guardia Civil, policía local y Policía Nacional que se encargan de velar por la seguridad ciudadana. Al igual que en el resto de Castilla y León, está operativo el sistema de Emergencias 112. Por otra parte, en el Acuartelamiento Santocildes tiene su sede la Comandancia del Campo de Maniobras y Tiro de El Teleno y el Regimiento de Artillería Lanzacohetes de Campaña n.º 63, dependientes del Ministerio de Defensa.

### Servicios sociales
La ciudad cuenta con varios centros privados de asistencia como la Residencia San Juan Bautista, la Residencia San Francisco de Asís, el Hogar residencia El Chapin y la Residencia Virgen de los Desamparados, y con el centro social Las Cinco Llagas, destinado a discapacitados físicos y gestionado por Caritas diocesana de Astorga. Asimismo, desde 1986 cuenta con el Hogar del Pensionista, lugar de convivencia y realización de actividades para las personas mayores.

### Abastecimiento y limpieza
Combustible
El abastecimiento de combustibles derivados del petróleo (gasolina y gasóleo) se realiza desde las instalaciones de almacenamiento que Exolum posee en la localidad de Vega de Infanzones, cercana a León, y se suministra a los vehículos a través de dos estaciones de servicio, una del grupo Repsol YPF y otra de Cepsa.
Servicio de aguas
La captación se realiza en el río Tuerto —embalsado en el pantano de Villameca—, en el paraje de La Forti, desde donde se bombea hacia la estación potabilizadora situada en El Sierro. El agua, una vez tratada, pasa a los depósitos para su posterior distribución a la ciudad. Asimismo desde 2008 Astorga cuenta con una estación depuradora de aguas residuales a la cual van a parar las aguas procedentes del alcantarillado.
Residuos y limpieza
La gestión de los residuos urbanos es atendida por la sociedad municipal Ecoastúrica, que realiza tareas como la recogida de basuras, la limpieza viaria y el tratamiento del punto limpio. Este se encuentra junto al cementerio municipal, en el barrio de Puerta de Rey. El municipio contaba con un vertedero, pero gracias al Plan de Residuos Urbanos de Castilla y León se aprobó su sellado y la posterior recuperación de la zona degradada. Asimismo, en la cercana localidad de San Román de la Vega se encuentra el Centro de Tratamiento de Residuos (CTR), con una planta de clasificación de envases y una planta de reciclaje y compostaje de residuos sólidos urbanos.
Abastecimiento de alimentos
Para el abastecimiento de alimentos perecederos tales como fruta, verdura, carne y pescado existen en la ciudad varios supermercados además de pequeños establecimientos tradicionales de alimentación. Asimismo, cada martes se celebra el mercado semanal, que ocupa varias calles del centro urbano, y en el que se puede encontrar ropa, calzado, bisutería, salazones, frutas y verduras.

## Cultura

### Patrimonio histórico-artístico
En la arquitectura de Astorga ha quedado plasmada la huella de los moradores que han habitado la ciudad y sus alrededores a lo largo de los siglos, con una riqueza monumental muy importante tanto en edificios religiosos como civiles, con ejemplos romanos, románicos, góticos, renacentistas, barrocos y modernistas. El municipio cuenta con siete declaraciones de Bien de Interés Cultural: en la categoría de Conjuntos Históricos están el de la propia Astorga y el de Castrillo de los Polvazares, y en la categoría de Monumentos se encuentran el Entorno del Palacio Episcopal, la catedral de Santa María —Monumento Nacional desde 1931—, la Ergástula Romana, el Palacio Episcopal y el Ayuntamiento.

#### Ruta Romana
Las primeras excavaciones tuvieron lugar en 1835, pero no fue hasta la década de los años cuarenta cuando, de la mano de José María Luengo, cobraron mayor relevancia. Los trabajos han continuado desde finales del siglo XX, lo que ha dado origen a una ruta que permite visitar diversos restos de su pasado romano conservados en el subsuelo de la ciudad. Los hallazgos más destacados corresponden al ámbito público; así, se conservan dos conjuntos termales —Termas Mayores y Termas Menores— y la red de cloacas, todavía en uso; en el foro se encuentran el Aedes Augusti, templo dedicado al culto imperial, y la Ergástula romana, galería o criptopórtico sobre la que se instaló el Museo Romano. Respecto al ámbito privado, se conserva la llamada Domus del mosaico del oso y los pájaros, vivienda que sigue el tradicional esquema de las domus romanas y que representa una de las construcciones más características de época romana en la ciudad.

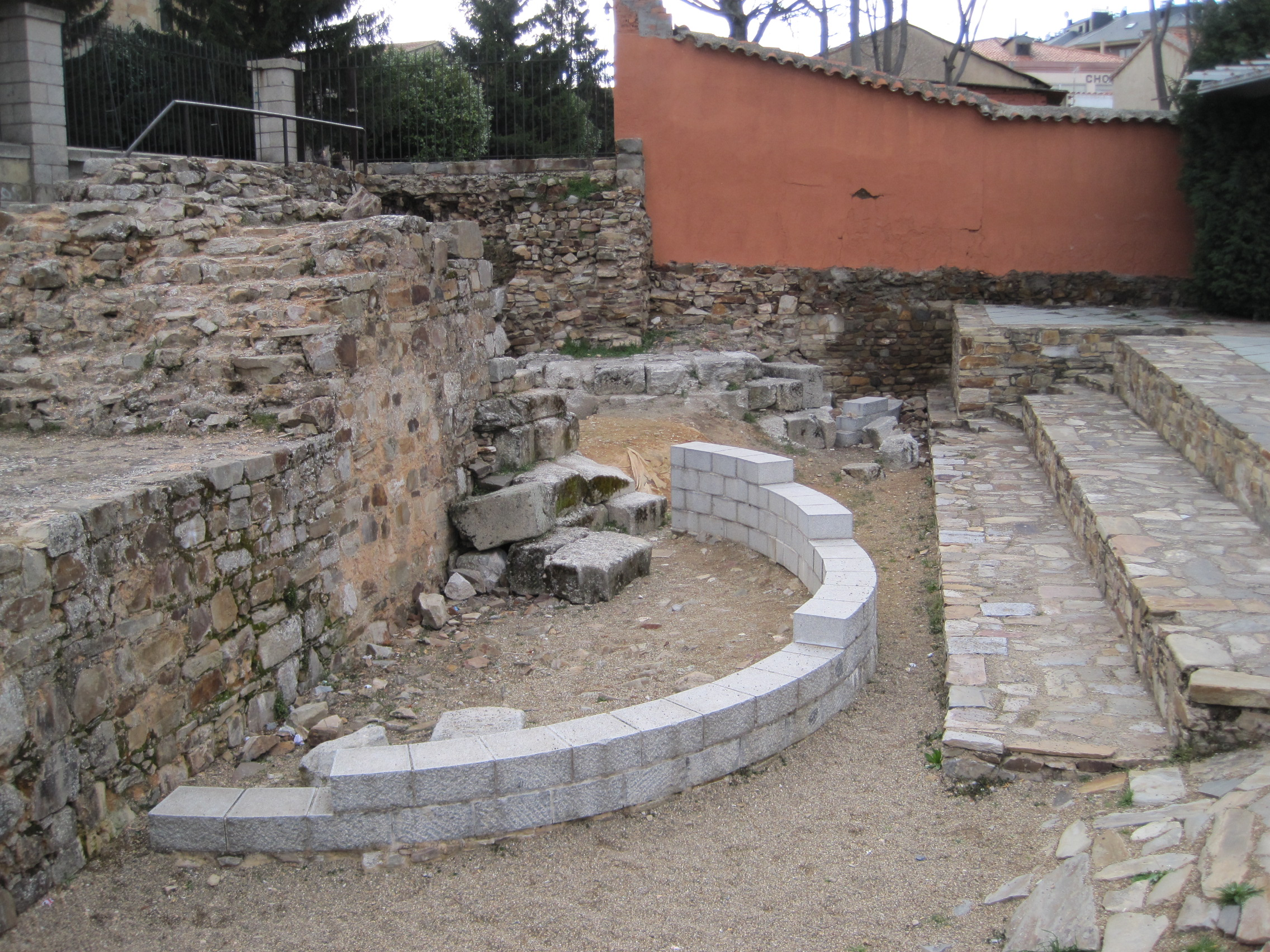
Restos de la única puerta romana conocida hasta el momento

Correspondiente también al legado romano es la muralla. La primera defensa con la que contó el núcleo romano fue el foso del campamento en el que se asentó la Legio X Gemina, fechado años antes del cambio de era. Se trata de dos trincheras con forma de uve a las que acompañarían un terraplén y una empalizada de madera. Más tarde, en el siglo I, se levantó un primer recinto amurallado, con torres circulares, y en el siglo III se rodeó por completo el cerro sobre el que se ubica el casco antiguo con una nueva muralla. Esta, de algo más de dos kilómetros de trazado y de forma casi rectangular, contaba con 27 cubos semicirculares —separados cada uno entre sí por unos 16 m— y fue reaprovechada en la época medieval. En el siglo XIX, los sucesos acaecidos durante la Guerra de la Independencia provocaron varios destrozos en la cerca y posteriormente se derribaron casi en su totalidad los lienzos norte y sur, así como numerosos cubos del lienzo oeste. No queda ningún resto de las antiguas puertas, aunque se conservan en la nomenclatura callejera: Puerta Obispo, Puerta del Rey, El Postigo, Puerta del Sol, y Puerta de San Miguel.

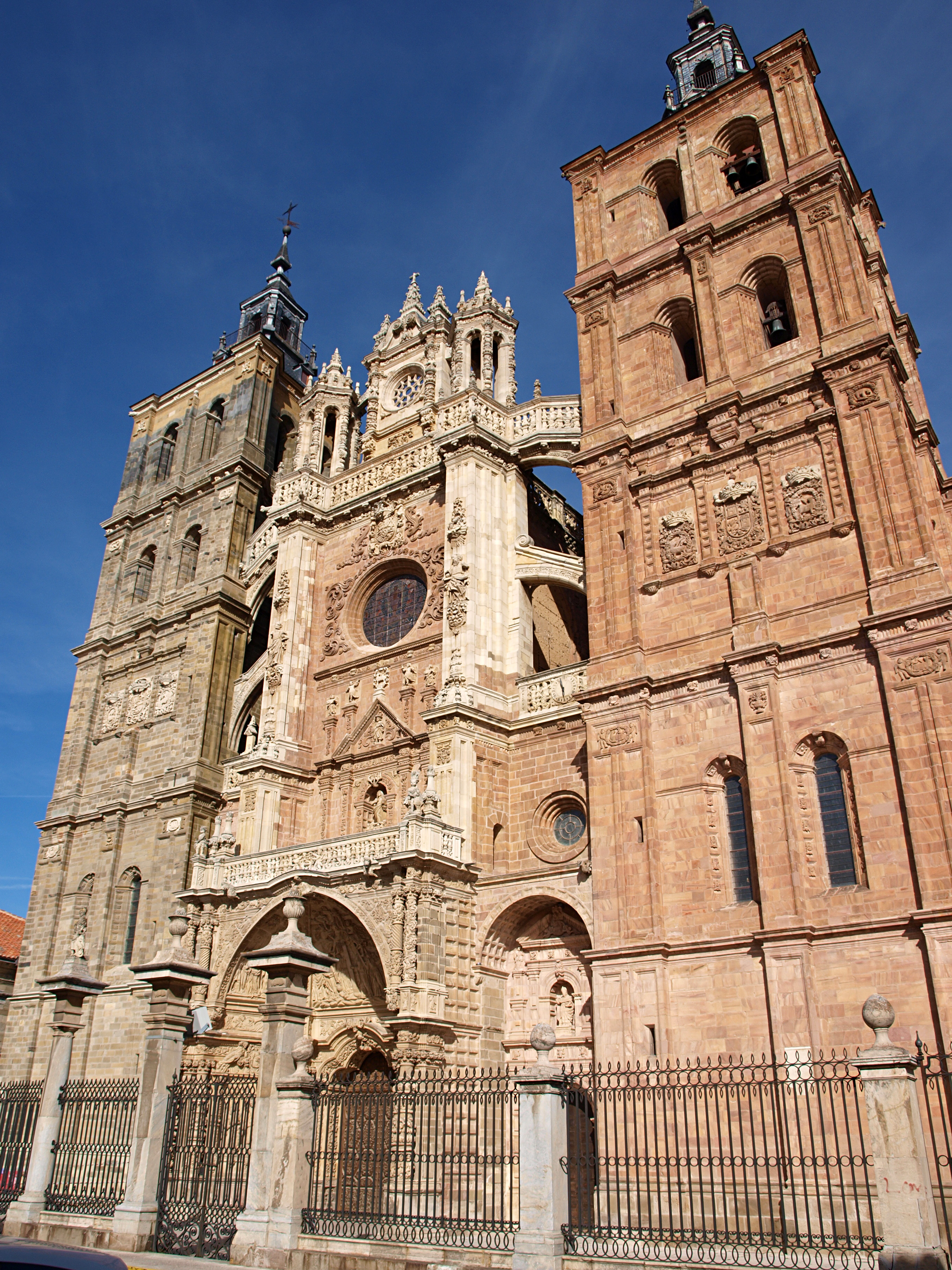
Fachada de la catedral

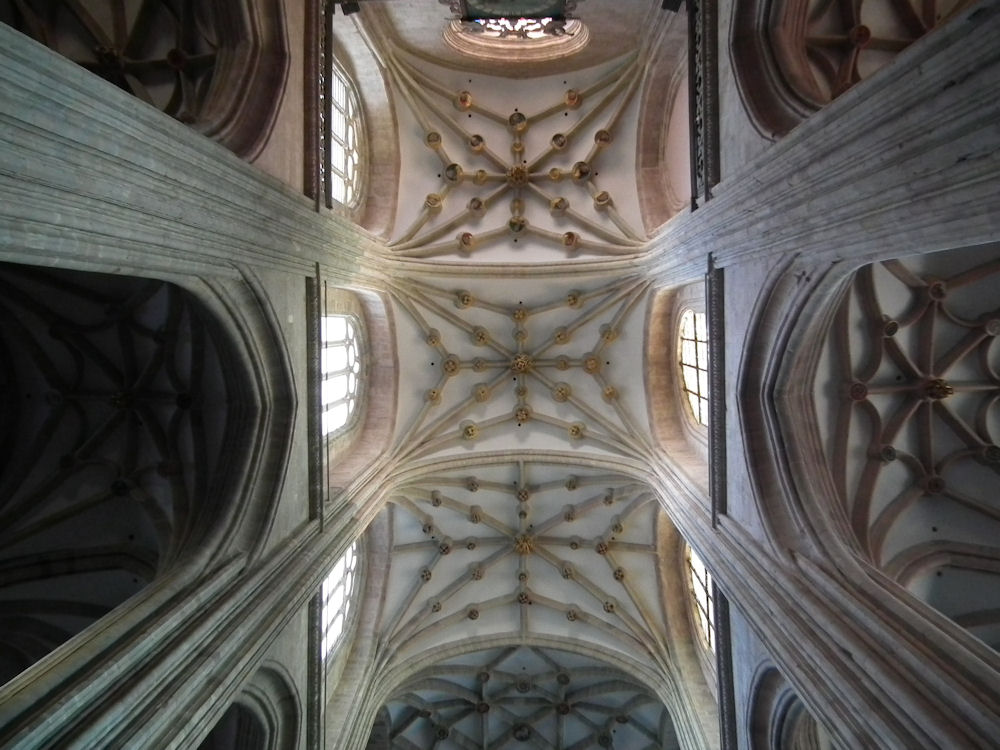
Bóveda de la catedral

#### Catedral
El origen de la catedral, dedicada a Santa María, se remonta a 1069, cuando un primer templo fue consagrado por el obispo Pedro Núñez. Posteriormente fue reconstruida en 1087, bajo el obispo Osmundo y en el siglo XIII, siendo obispo Pedro Fernández. Esta última reedificación fue la base para la definitiva ampliación, que comenzó en 1471. Desde ese momento las obras se prolongaron hasta el siglo XVIII, motivo por el cual en su traza se conjugan elementos góticos, renacentistas y barrocos. El templo presenta planta rectangular, cabecera de tres ábsides, tres naves y falso crucero; a ambos lados de la fachada principal se erigen dos torres. La primera parte del edificio, de traza gótica, se levantó a finales del siglo XV y primer tercio del XVI. A lo largo de este último dirigieron las obras Francisco de Colonia, Juan Gil de Hontañón y Rodrigo Gil de Hontañón, quien aportó los elementos renacentistas presentes especialmente en el crucero y la puerta sureste. A finales del siglo XVII se inició la fachada principal: el conjunto de la misma —que está en estilo barroco churrigueresco, con tres puertas bajo arco y flanqueada por dos torres— se organiza a modo de retablo pétreo, con abundante decoración a lo largo de la misma. De estas, la izquierda data de 1678, pero se vio afectada por el terremoto de Lisboa de 1755 primero y por la Guerra de la Independencia después —motivo por el cual no se finalizó hasta 1965—, y la derecha se inició en 1692 y se terminó en 1704. También en el exterior, sobre una de las torretas que coronan la cabecera, se encuentra la estatua de Pedro Mato, personaje legendario vinculado a la batalla de Clavijo.
En el interior, además del coro con sillería del siglo XVI y reja del XVII, se distribuyen las distintas capillas: siete en los laterales de las tres naves, tres en la cabecera, una en cada brazo del falso crucero y dos más en la base de cada una de las torres. De todas ellas destacan especialmente la capilla de Nuestra Señora de la Majestad, en cuyo Retablo de la Virgen de la Majestad retablo se encuentra la imagen de la Virgen de la Majestad, del siglo XII; la capilla Mayor, en la que se encuentra el retablo de estilo renacentista obra de Gaspar Becerra; y la capilla del retablo de San Miguel, ejemplo del arte hispano-flamenco del siglo XVI. También forman parte del conjunto catedralicio la cripta, construida en 1521 debajo del presbiterio para ser panteón de los marqueses de Astorga; el claustro, de estilo neoclásico de 1755 y que consta de cinco arcadas en cada ala unidas por pilastras jónicas; la sacristía, de 1772 y en la que destaca un altar-relicario en estilo rococó; las dependencias del Museo Diocesano y el Archivo Diocesano.

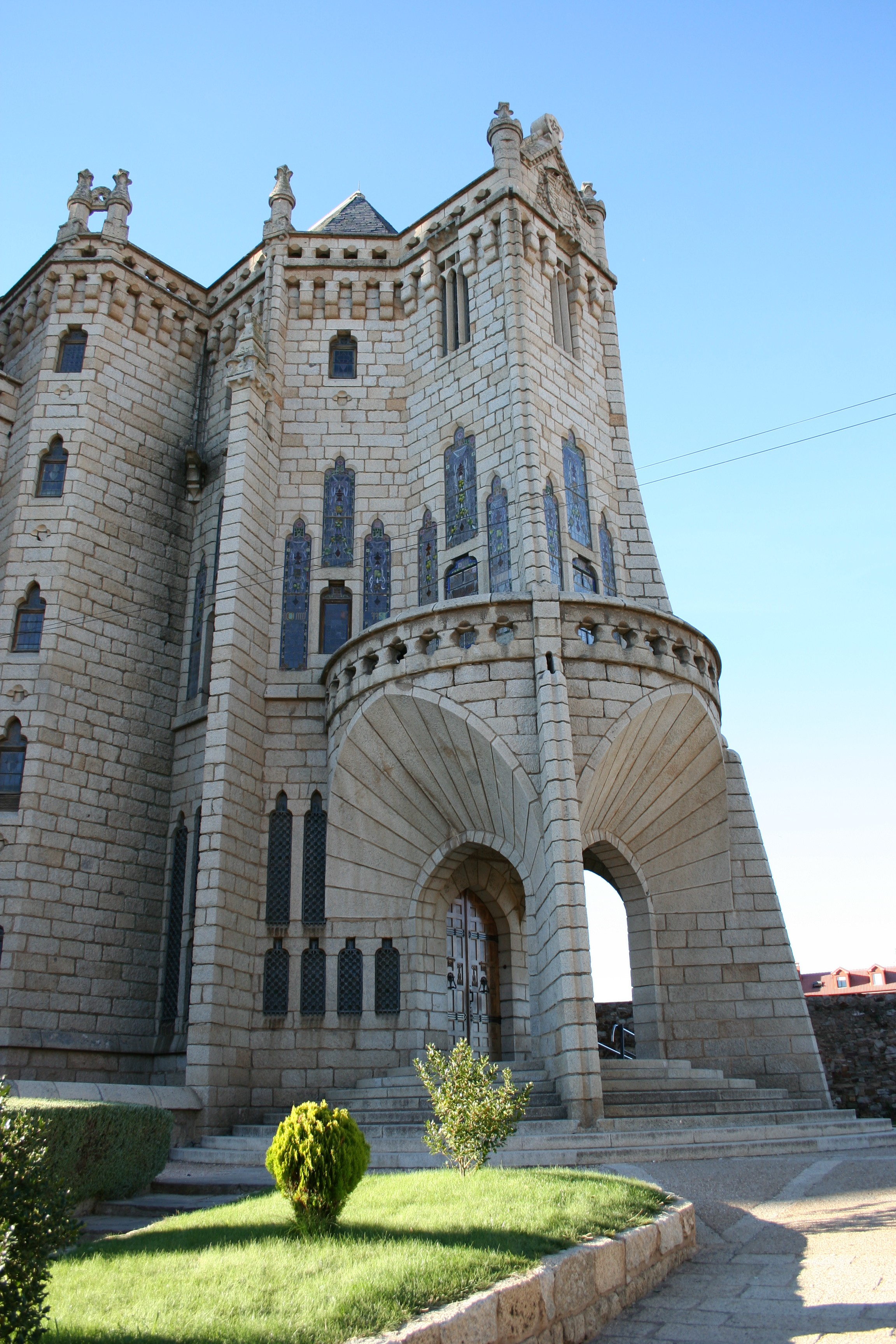
Portada principal del palacio

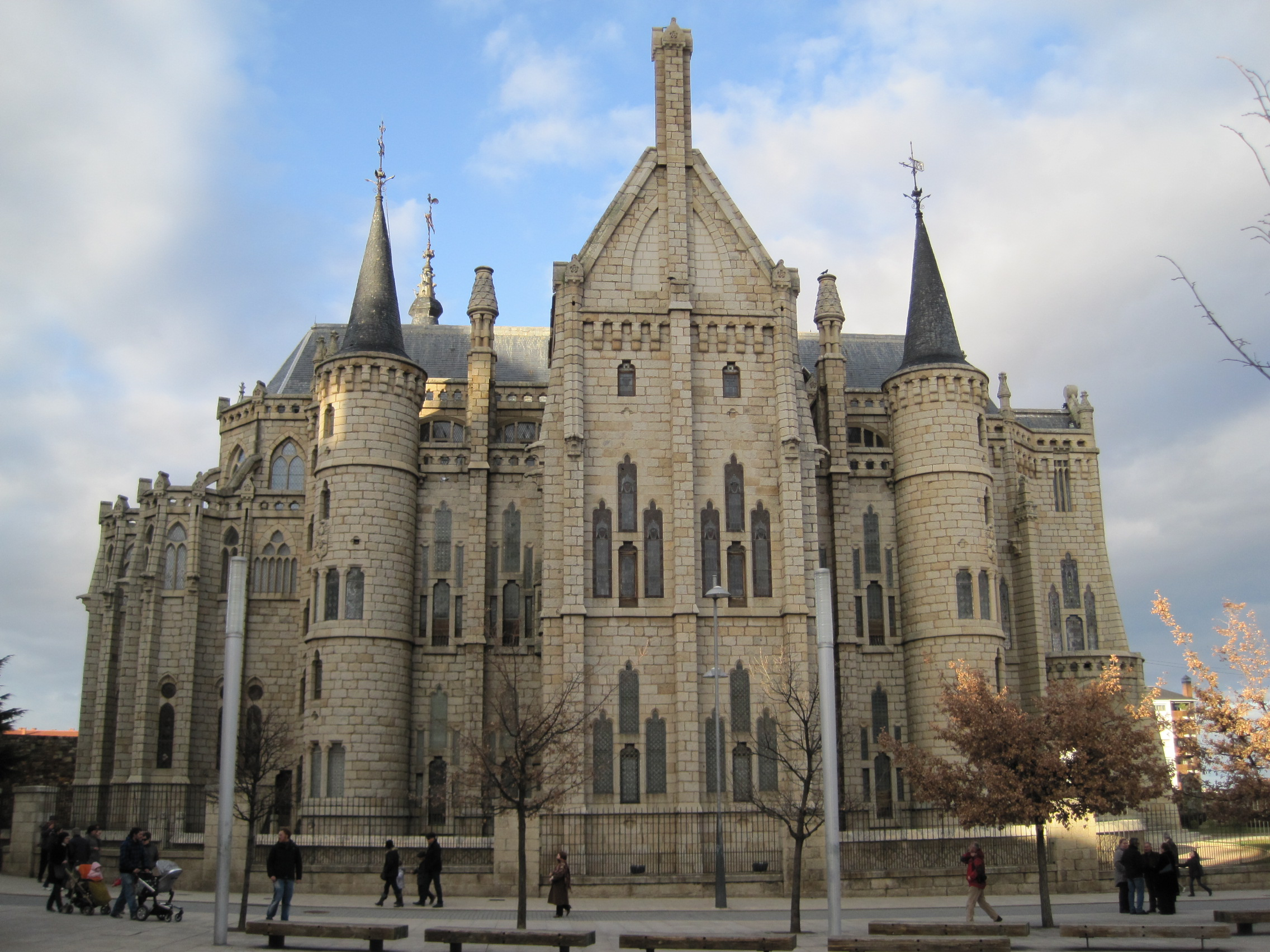
Vista lateral del palacio

#### Palacio Episcopal
Tras el incendio de 1886, en el que se quemó el antiguo palacio episcopal, el obispo Joan Baptista Grau i Vallespinós encargó el proyecto de un nuevo palacio al arquitecto modernista Antoni Gaudí, con quien el obispo mantenía una vieja amistad. Las obras se iniciaron en 1889, pero tras el fallecimiento del obispo en 1893 Gaudí renunció a la dirección de la obra por desavenencias con el Cabildo, cuando todavía faltaban por construir el segundo piso y el ático. Le sucedieron, sin éxito, los arquitectos Francisco Blanch y Pons y Manuel Hernández Álvarez-Reyero, hasta que con Julián de Diego y Alcolea como obispo se nombró como nuevo director del proyecto a Ricardo García Guereta, que concluyó el edificio en 1913. Durante la guerra civil española, sirvió de cuartel y sede de la Falange, y tanto en 1943 como en 1956 el edificio sufrió diversas reparaciones con la intención de convertirlo en residencia del obispo. Esta función nunca llegó a consumarse, y bajo los pontificados de Marcelo González Martín y Antonio Briva Miravent se promovió el edificio como Museo de los Caminos, inaugurado en 1963.
El palacio, construido en granito gris procedente de El Bierzo, sigue los cánones historicistas de la arquitectura de finales del siglo XIX y principios del XX —en este caso en estilo neogótico— y presenta planta de cruz latina y cuatro fachadas, con cuatro torres en cada uno de sus ángulos. La pretensión inicial fue la de conjugar en el mismo edificio las características de un castillo y palacio de ahí la incorporación, por ejemplo, de un foso. La entrada es un pórtico con tres arcos abocinados, separados entre sí por contrafuertes inclinados, que se remata con un frontón; Gaudí había proyectado coronar la fachada con un ángel de cinco metros de altura, pero finalmente no se llevó a cabo esta idea. La parte posterior presenta un ábside, correspondiente a la capilla, que se rodea de tres pequeños absidiolos. La planta baja contiene un gran vestíbulo, del que parte la escalera noble, cuya altura permite la apertura de ventanas triangulares que proporcionan una gran luminosidad, esquema ya utilizado por Gaudí en el Palacio Güell y que se repite en otras estancias del palacio episcopal como el despacho, el salón del trono, el comedor o el dormitorio. La estructura del edificio se sustenta en pilares con capiteles decorados y en bóvedas de crucería sobre arcos ojivales de cerámica vidriada. En los exteriores se conservan las figuras de tres ángeles, con los correspondientes atributos episcopales (mitra, pectoral y báculo), que fueron diseñados por Gaudí como remate de la cubierta, pero que nunca llegaron a ocupar ese lugar.

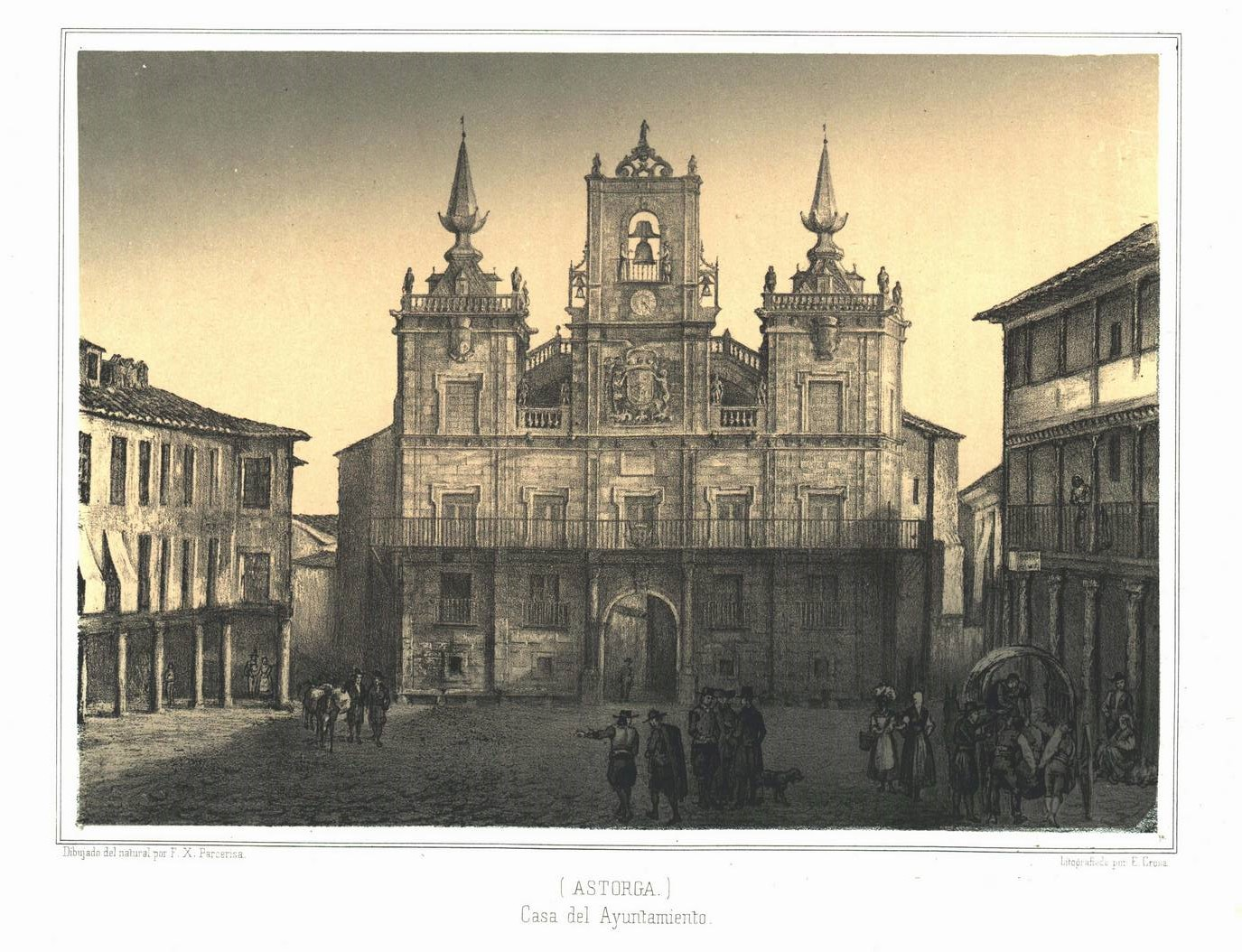
Vista de la casa consistorial en 1855

#### Casa consistorial
La construcción del edificio del Ayuntamiento comenzó en 1683 según el proyecto de Francisco de La Lastra y terminó en 1703. Posteriormente se añadieron los balcones (1730, Francisco García Casella), los remates de las torres laterales (1739, José Álvarez de la Viña) y la espadaña central (1748, Domingo Martínez), que sirvió para alojar el reloj y las campanas, la mayor de las cuales está acompañada de dos muñecos vestidos de maragatos, llamados Juan Zancuda y Colasa, que marcan las horas golpeándola con un mazo. Se trata de una fachada en tres plantas, con el eje de simetría en el arco de medio punto que da acceso al edificio, la espadaña y el escudo real. En el conjunto escultórico destacan los elementos que hacen la función de gárgolas y los escudos de la ciudad y de los marqueses de Astorga en la torre derecha e izquierda respectivamente. En su interior sobresale el salón de plenos, presidido por varias lápidas conmemorativas, que recuerdan unas a personajes ilustres como Manuel García Prieto, Pío Gullón Iglesias, Lope María Blanco de Cela, Manuel Gullón y García Prieto y Marcelo Macías, y otras las fechas más destacadas de la historia de la ciudad. El edificio fue rehabilitado en 1987 por Andrés Lozano.

#### Otros monumentos

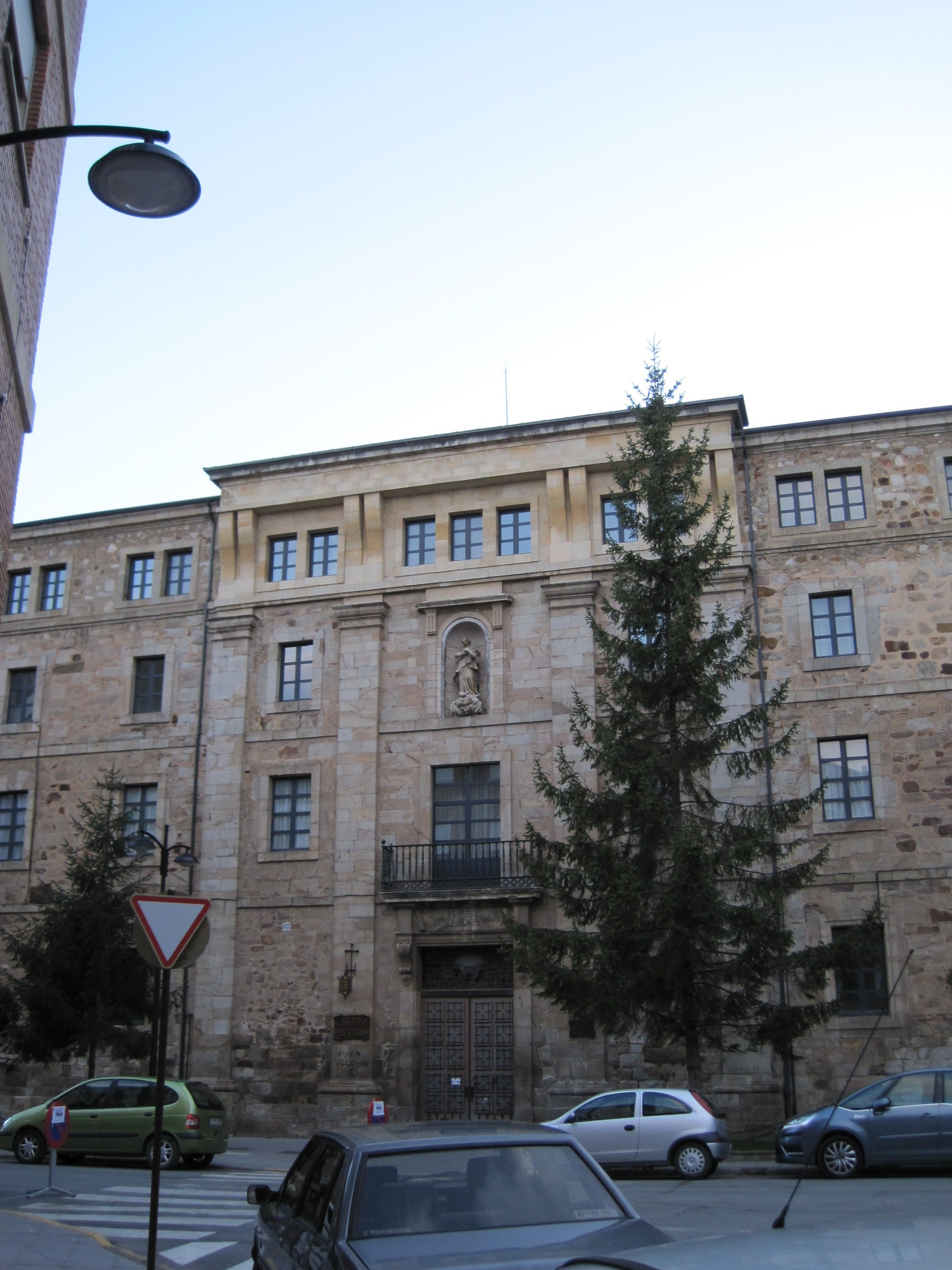
Fachada del Seminario

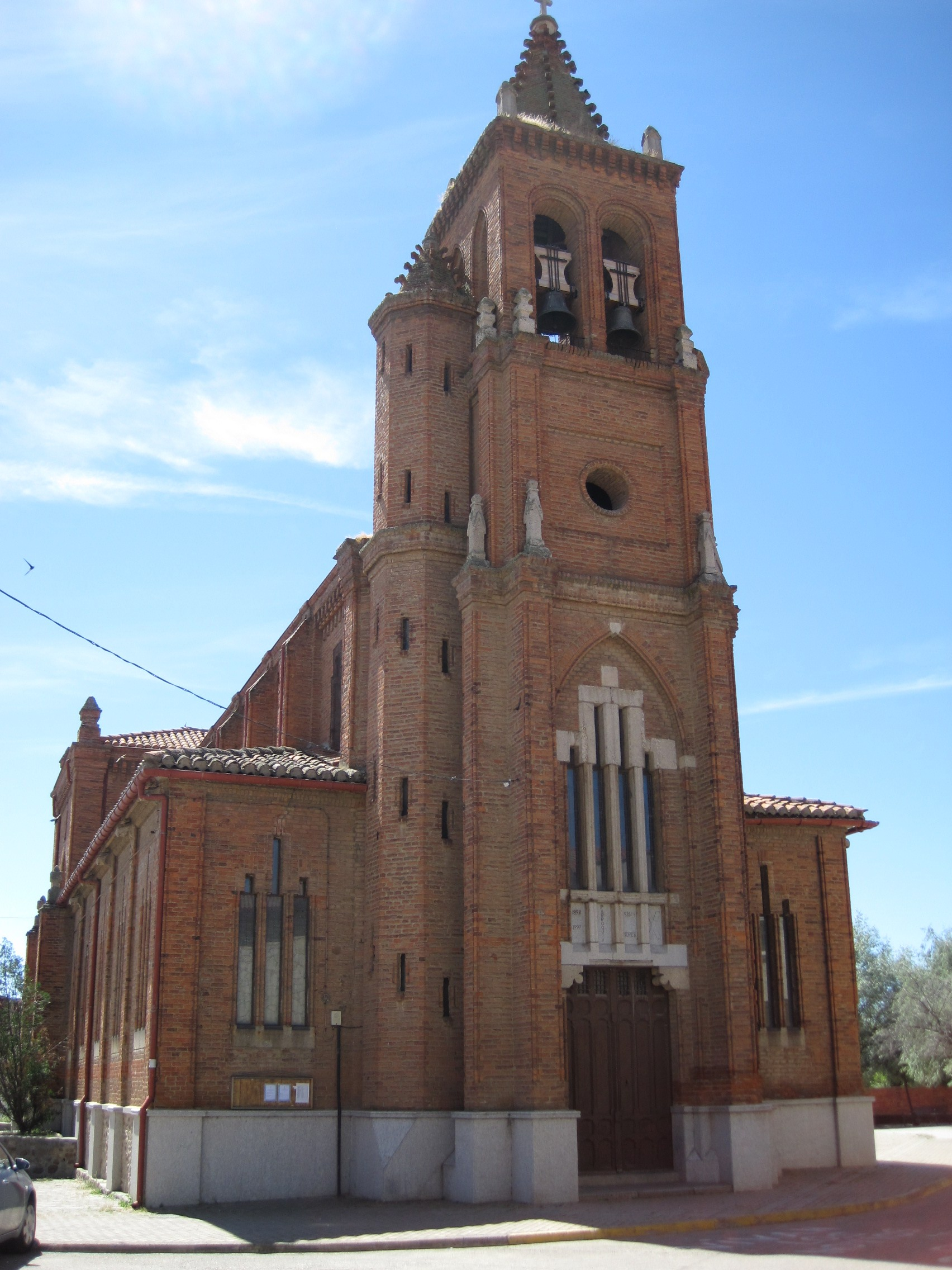
Iglesia de San Andrés

La ciudad cuenta con otros edificios de interés cultural y arquitectónico ubicados, principalmente, en el casco antiguo. Entre ellos destacan el santuario de Fátima, antiguamente llamado iglesia de San Julián, de cuyo origen románico conserva cuatro capiteles en la portada; la iglesia de San Bartolomé, también iniciada en el románico, con reformas posteriores y decoración interior barroca, en cuyo atrio se celebraban los concejos hasta la construcción del edificio del Ayuntamiento; la iglesia de Santa Marta, dedicada a la patrona de la ciudad, que se levantó en 1741 sobre una iglesia anterior con fachada de rasgos neoclásicos e interior barroco; el convento de Santa Clara, que vivió momentos difíciles en 1810 durante los sitios de Astorga, cuando el general José María de Santocildes se hizo fuerte entre sus muros ante el ataque de las tropas francesas, pero que en 1816 acogió de nuevo a la comunidad, a la que no le afectaron las disposiciones de la desamortización por dedicarse a la enseñanza; la iglesia y convento de San Francisco, del siglo XIII, sobre el cual los Padres Redentoristas construyeron un nuevo edificio, de ahí que el convento original entrara a engrosar el patrimonio perdido de la ciudad; y el convento de Sancti Spíritus data del siglo XVI y en el interior de la iglesia presenta decoración barroca.

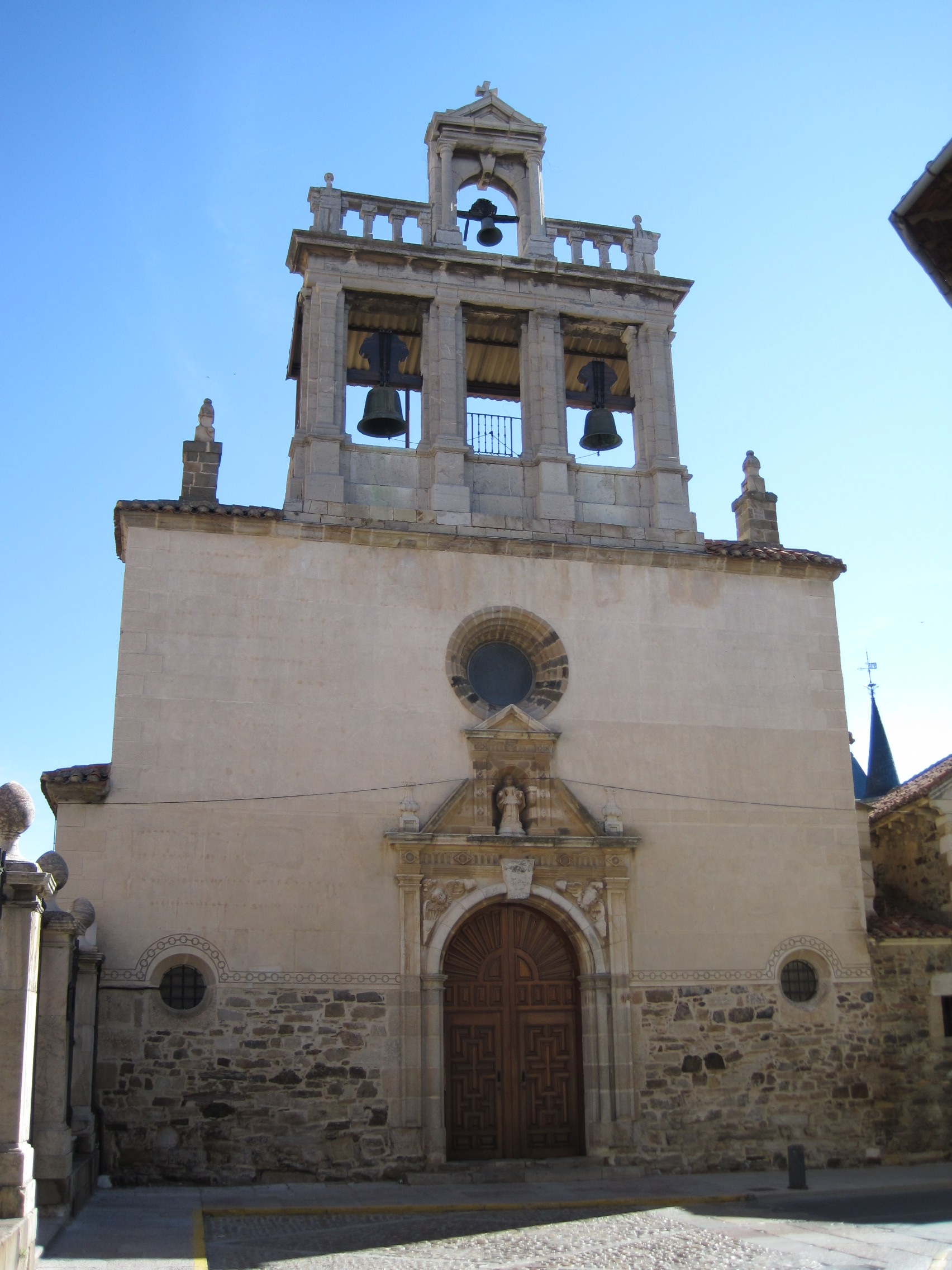
Iglesia de Santa Marta, una de las advocaciones más antiguas de la ciudad
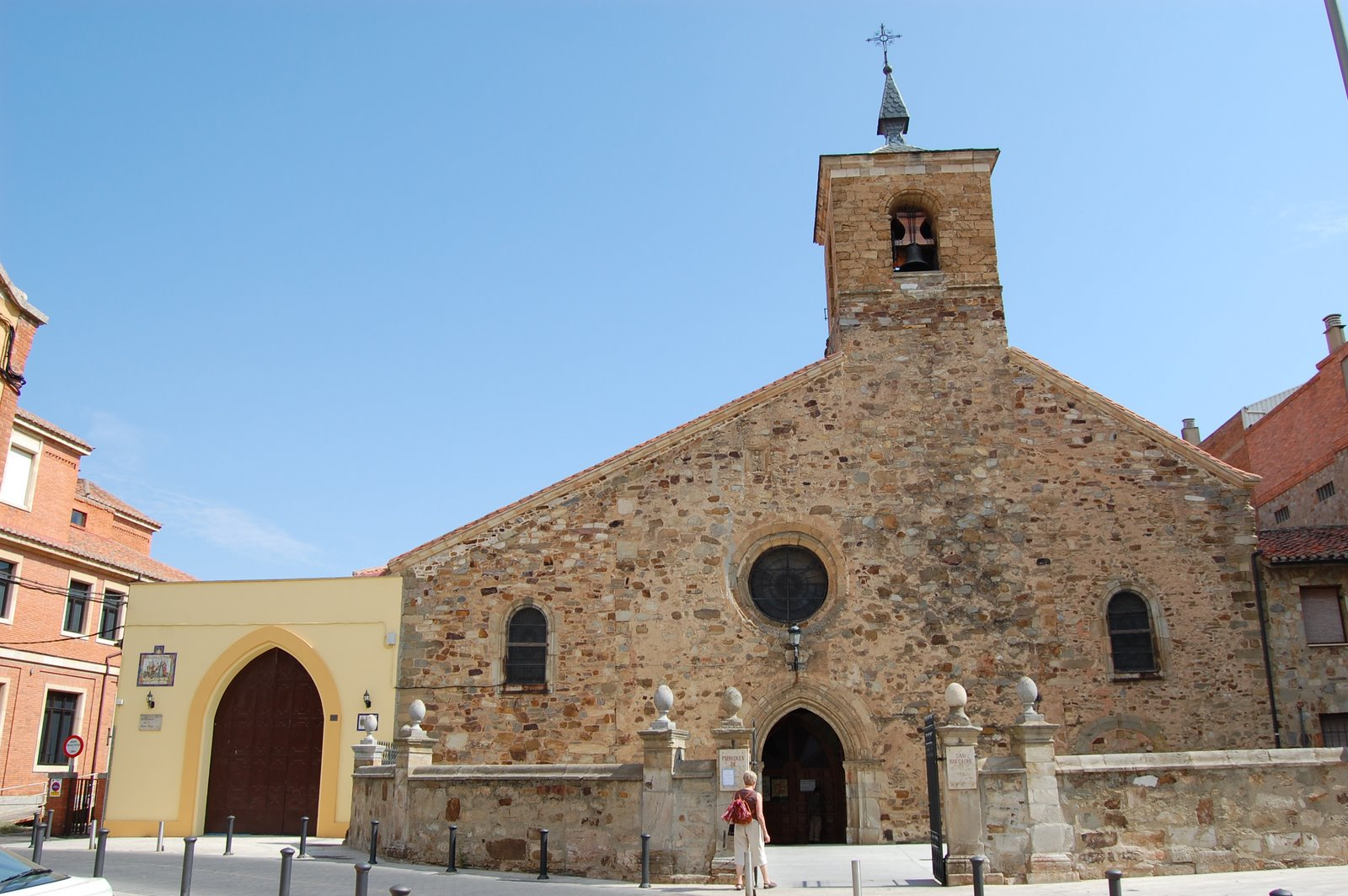
Hastial de la iglesia de San Bartolomé
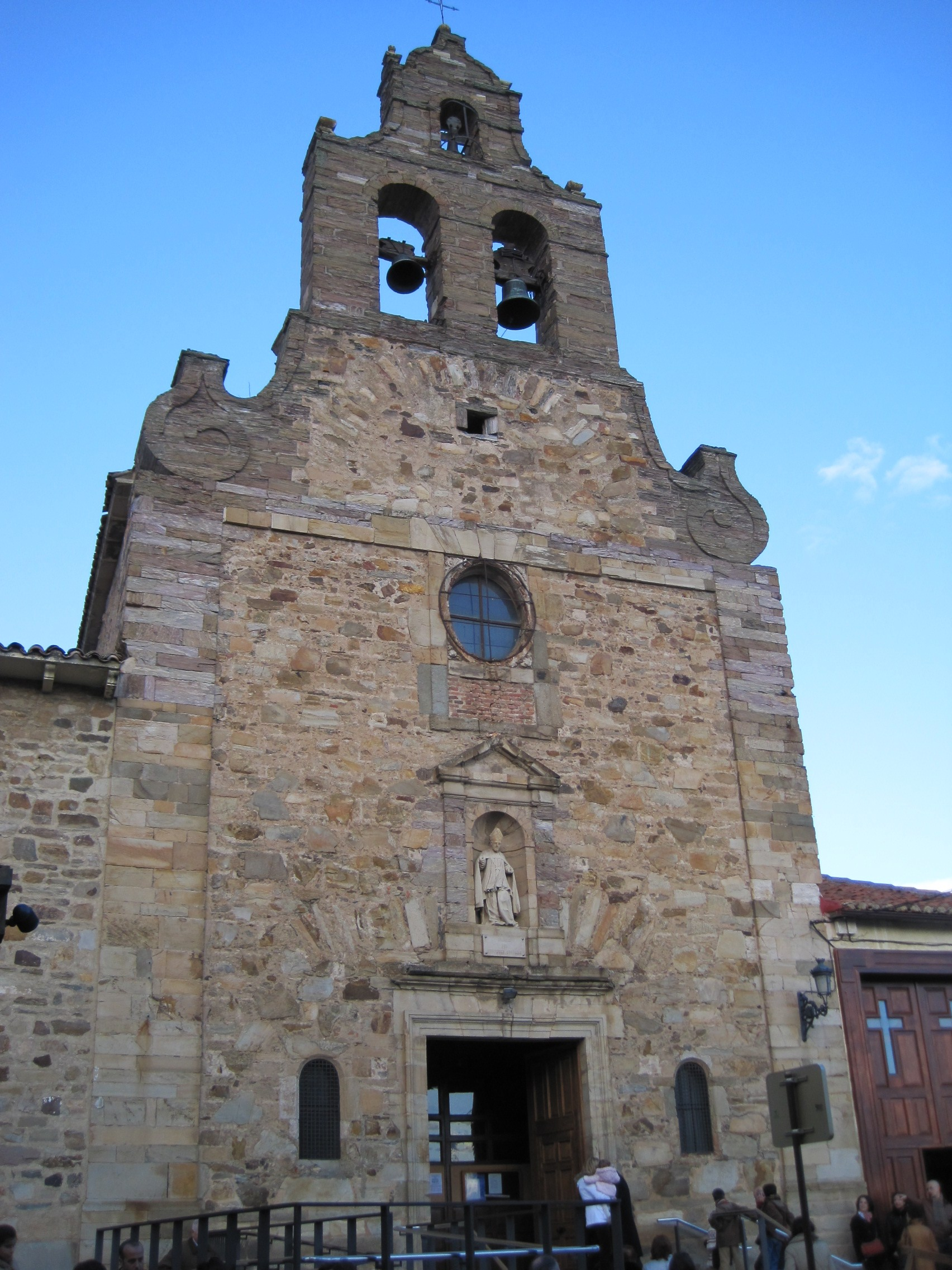
Iglesia de San Francisco
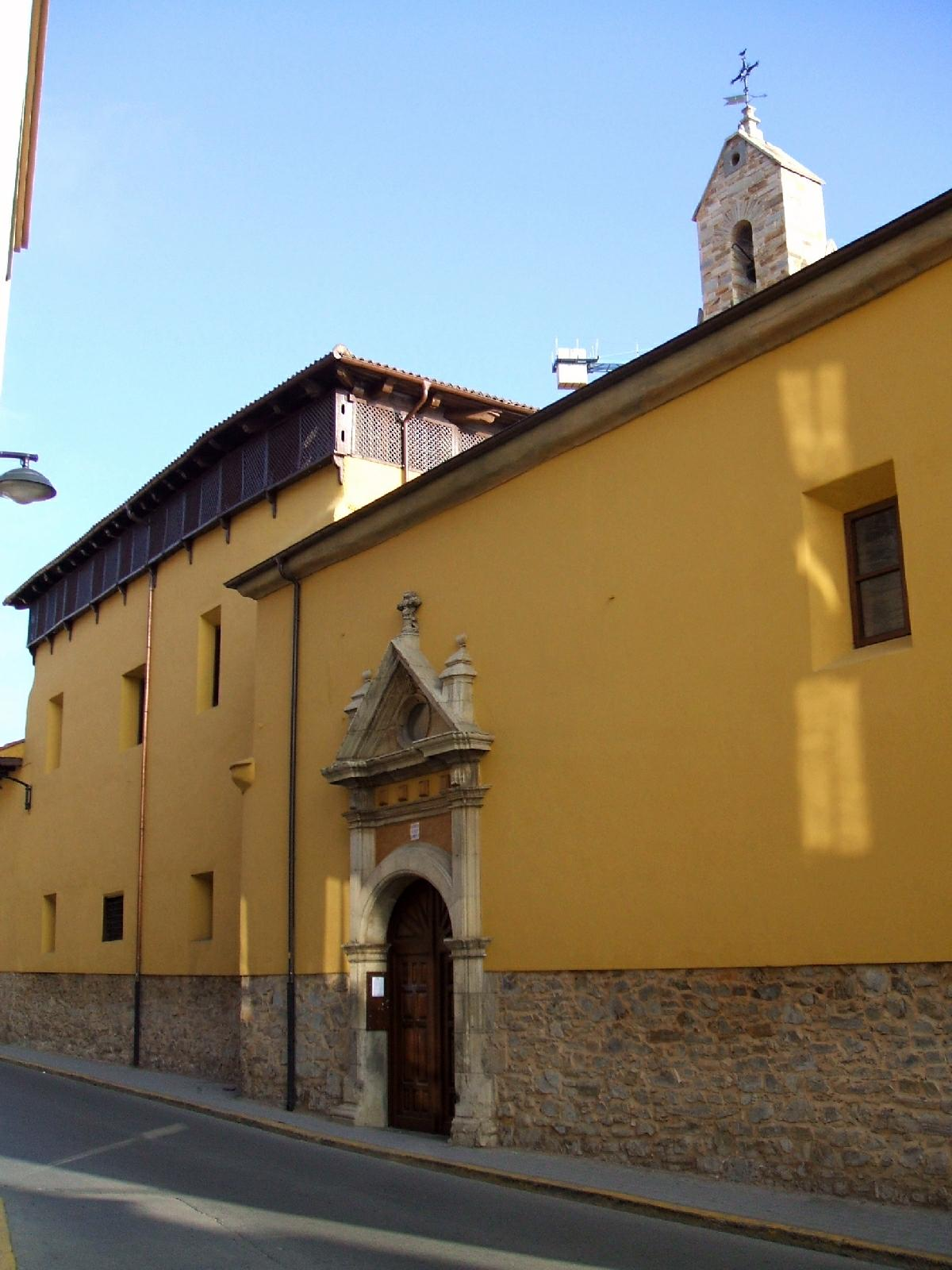
Exterior del convento de Sancti Spíritus

De carácter religioso son también el Seminario Mayor, obra de 1756 con fachada de tres alturas y trazas herrerianas, que cuenta con tres claustros cerrados y capilla neoclásica; la iglesia de Santa Colomba de Puerta de Rey, ubicada desde el siglo XVII —aunque el edificio existente es fruto de numerosas reformas posteriores— en las cercanías del desaparecido convento de San Dictino; la capilla de la Vera Cruz, del siglo XV, pero reconstruida en 1816; la iglesia de San Pedro de Rectivía, surgida a la vera del Camino de Santiago, que presenta traza moderna y fachada cubierta de mosaicos instalados en los años noventa; y la iglesia de San Andrés, construida en ladrillo a principios del siglo XX por Hernández Álvarez-Reyero —influenciado por Gaudí— según las pautas de la arquitectura historicista, con trazas de estética gótica, y que alberga en su interior un retablo barroco de la desaparecida iglesia de San Miguel. Otra de las edificaciones erigidas bajo influencia modernista es la Casa Granell, construida entre 1910 y 1915 por Antonio Palacios Ramilo —autor, entre otras obras, del Palacio de Comunicaciones de Madrid— por encargo de un empresario chocolatero.

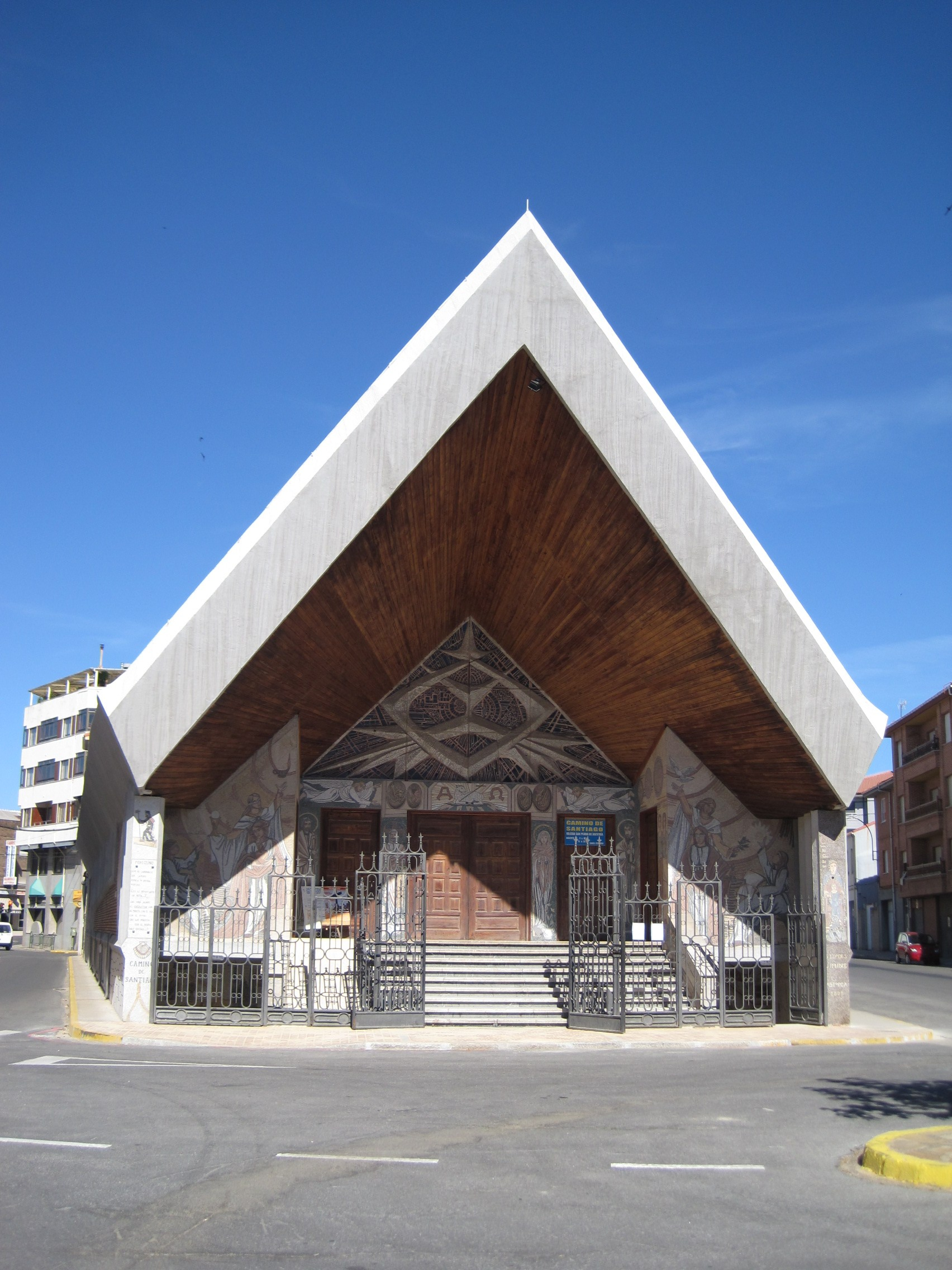
Iglesia de San Pedro de Rectivía
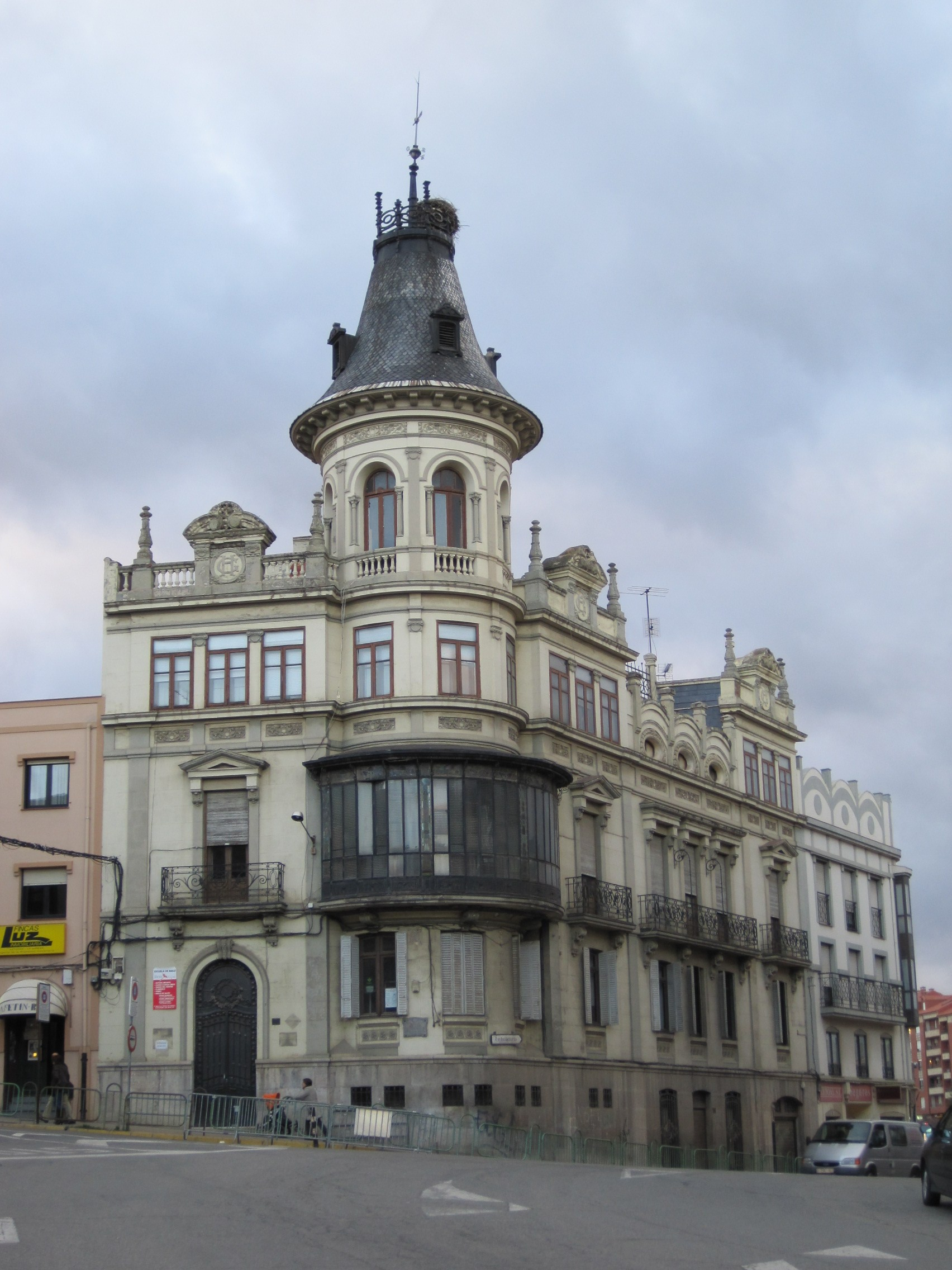
Casa Granell
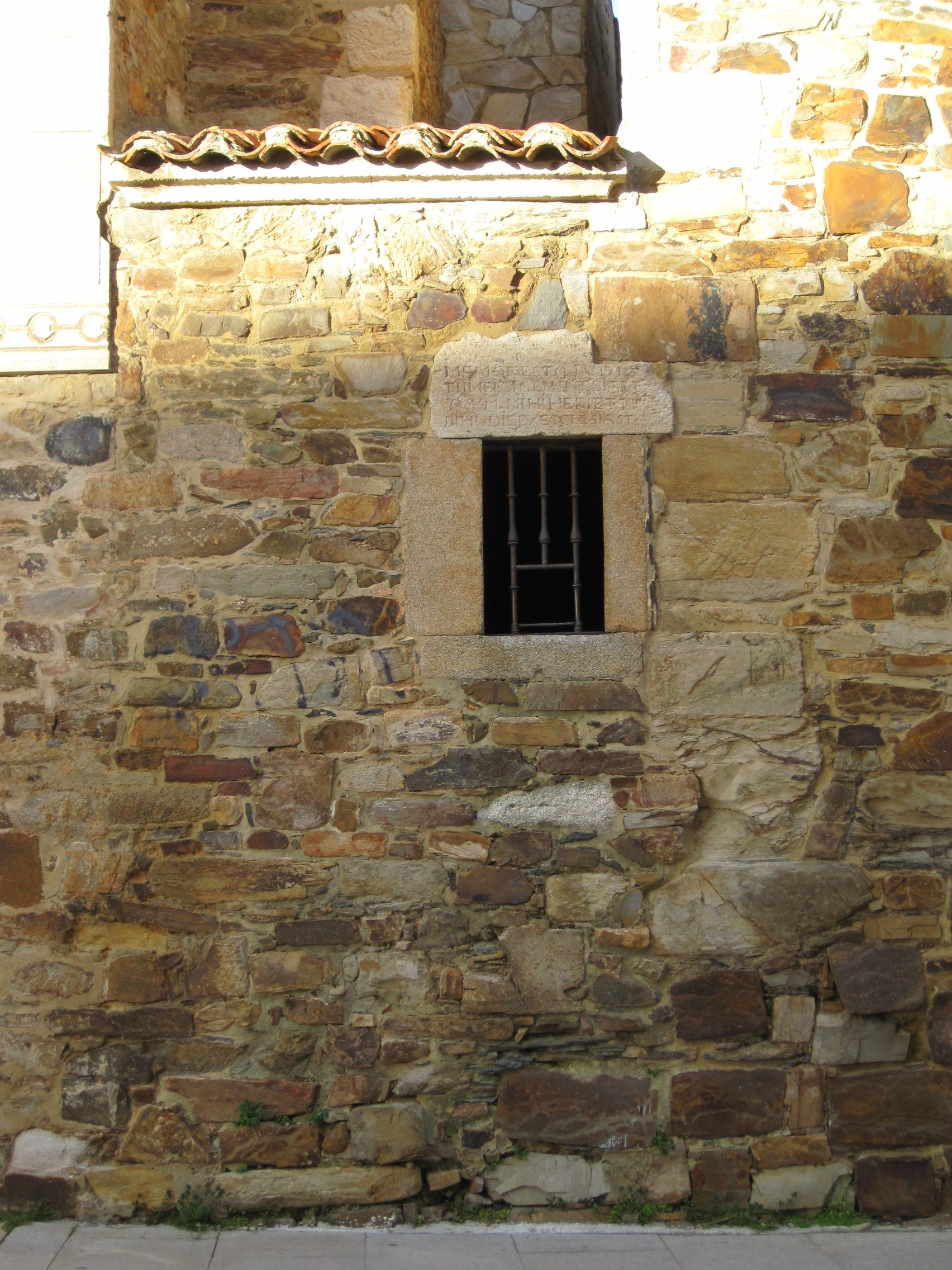
Celda de las emparedadas
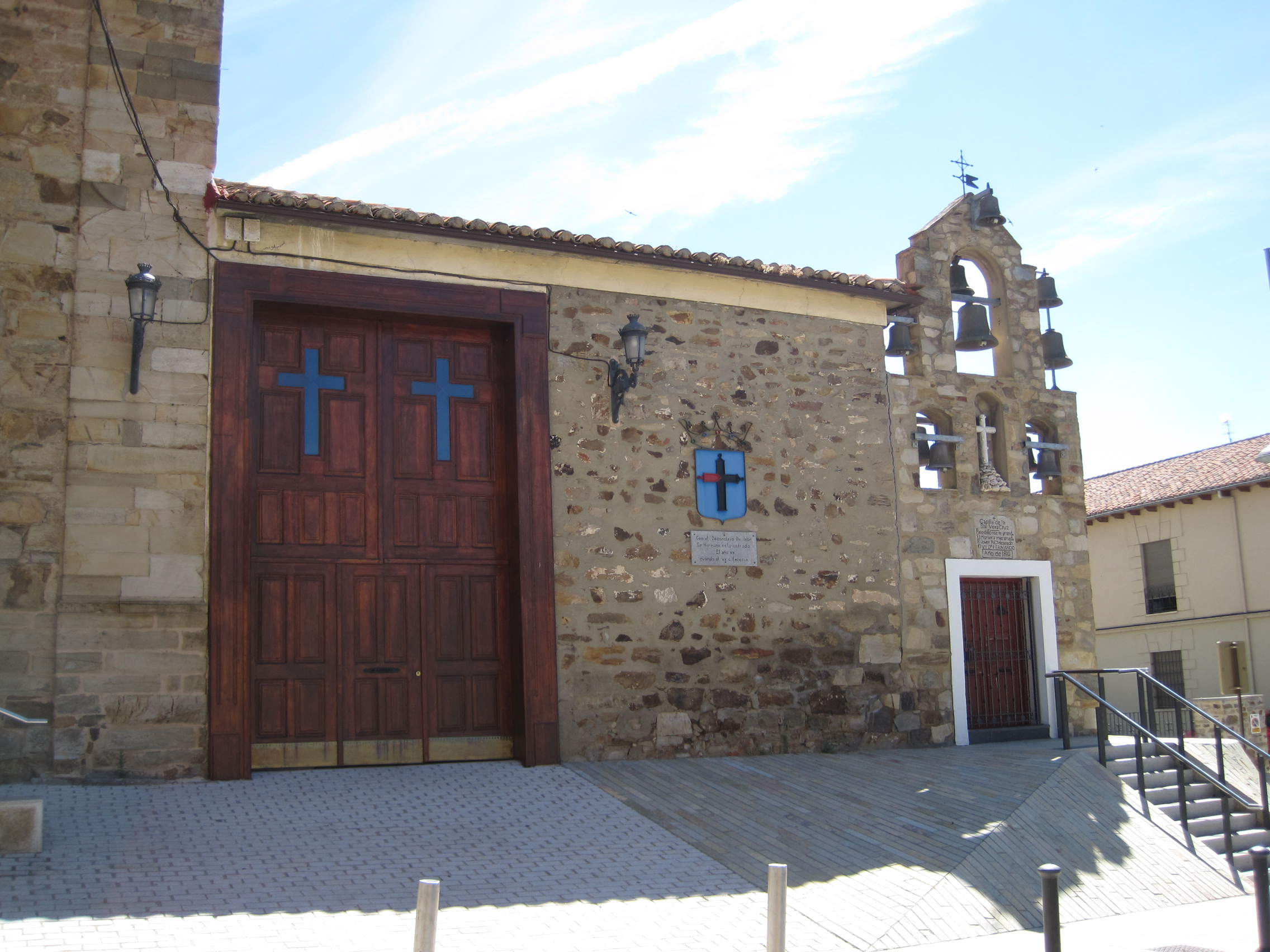
Capilla de la Vera Cruz

Otras construcciones de interés son el Hospital de las Cinco Llagas, que fue uno de los hospitales de peregrinos más importantes de la ciudad —sus orígenes se remontan al siglo XI— y sobre el cual se construyó un edificio en el siglo XVIII, del que tan solo se conserva la portada, y la Celda de las Emparedadas, pequeño espacio entre la capilla de San Esteban y la iglesia de Santa Marta que utilizaron en la Edad Media las mujeres que se emparedaban toda su vida por penitencia; cuenta con una ventana enrejada que permitía la caridad y sobre ella se lee la inscripción «acuérdate de mi condición, pues esta será la tuya. yo ayer, tu hoy».

#### Inmatriculaciones
Durante el periodo comprendido entre 1998 y 2015 la Iglesia católica en España inmatriculó diferentes inmuebles, un proceso sujeto a cierta polémica según determinados autores, entre ellos el secretario de Estado de Relaciones con las Cortes y Asuntos Constitucionales, José Antonio Montilla Martos, quien afirmó que «los artículos 206 de la Ley Hipotecaria y 304 del Reglamento Hipotecario, que permitieron las inmatriculaciones a nombre de la iglesia católica, son a todas luces inconstitucionales en cuanto vulneran los artículos 14 y 16 de la Constitución española».
Entre los bienes inmatriculados se encuentra una serie de ellos localizados en el término municipal de Astorga, tal y como figura en «Listado Bienes Iglesia Católica - Definitivo, Página 244 de 931 (Pg. 926) del «Estudio sobre la inmatriculación de bienes inmuebles de la iglesia católica» publicado por el Ministerio de la Presidencia, Relaciones con las Cortes y Memoria Democrática del Gobierno de España el 16 de febrero de 2021.
El resumen de los bienes inmatriculados en el término municipal de Astorga, según este estudio, es el que sigue:
| Tipo     | Solares | Iglesias | Seminarios | Santuarios | Casas | Iglesia catedral | Palacio episcopal | Fincas rústicas |
| Cantidad | 1       | 4        | 1          | 1          | 1     | 1                | 1                 | 5               |

#### Patrimonio perdido

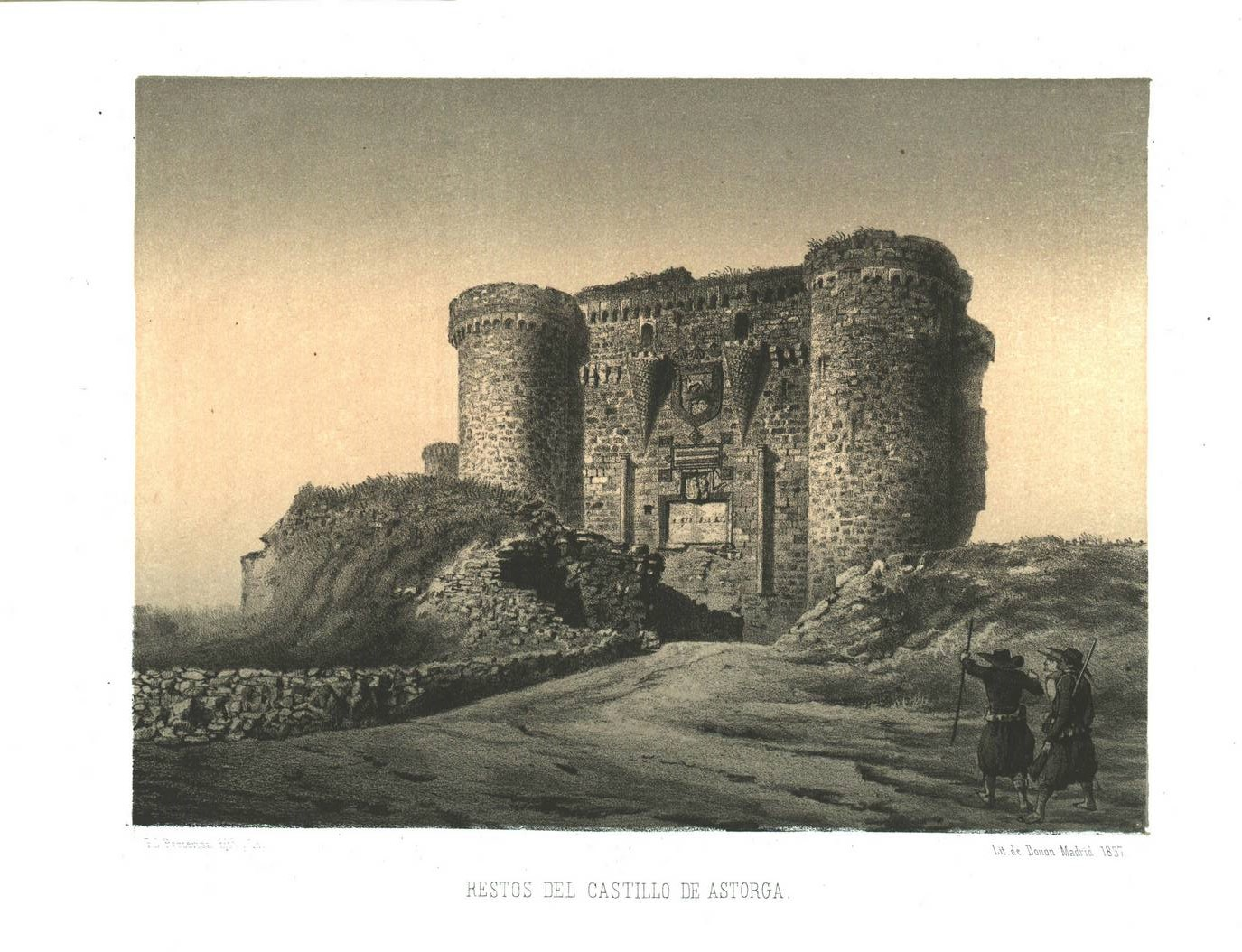
El castillo de los marqueses en 1857

Hubo en Astorga, tanto en el interior de la ciudad como en las afueras, un gran número de conventos y de hospitales o albergues para peregrinos debido a la importancia que tuvo no solo como lugar de paso hacia Santiago de Compostela, sino como encrucijada de caminos. La mayoría de estos edificios ha desaparecido no quedando ni el recuerdo de un vestigio, tan solo la seguridad de que existieron gracias a las descripciones y documentos que hablan de ellos. En 1872 también desapareció el castillo —morada de los marqueses de Astorga—, dejando únicamente el rastro del nombre de una calle: calle del Castillo.
La documentación histórica con que los estudiosos han podido tener noticia del patrimonio desaparecido se debe a las crónicas escritas por viajeros e historiadores de uno u otro campo que desde el siglo XVI al XX se ocuparon de perpetuar hechos y curiosidades sobre la ciudad. Ofrecen además fuentes fidedignas los archivos que conservan las cofradías y algunos conventos incluso de otras poblaciones, así como el archivo de la catedral de León, con abundantes legajos informativos. Los datos no apoyan, sin embargo, las posibles referencias que habrían proporcionado los archivos municipal y catedralicio, destruidos o desaparecidos durante la guerra de la Independencia española, las desamortizaciones y la guerra civil española, y que también forman parte del patrimonio perdido.

#### Escultura urbana

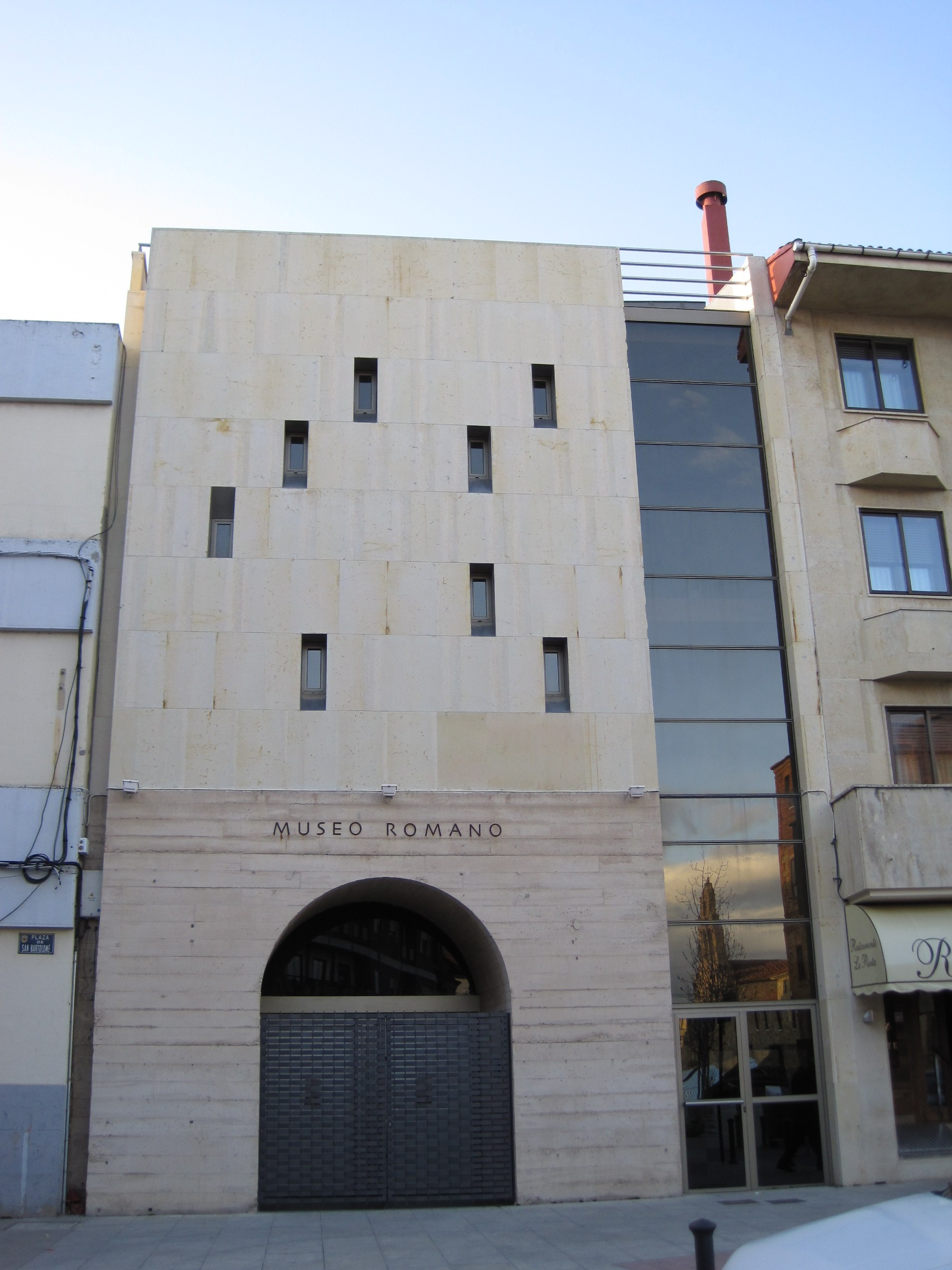
Fachada del Museo Romano, erigido sobre la llamada Ergástula romana

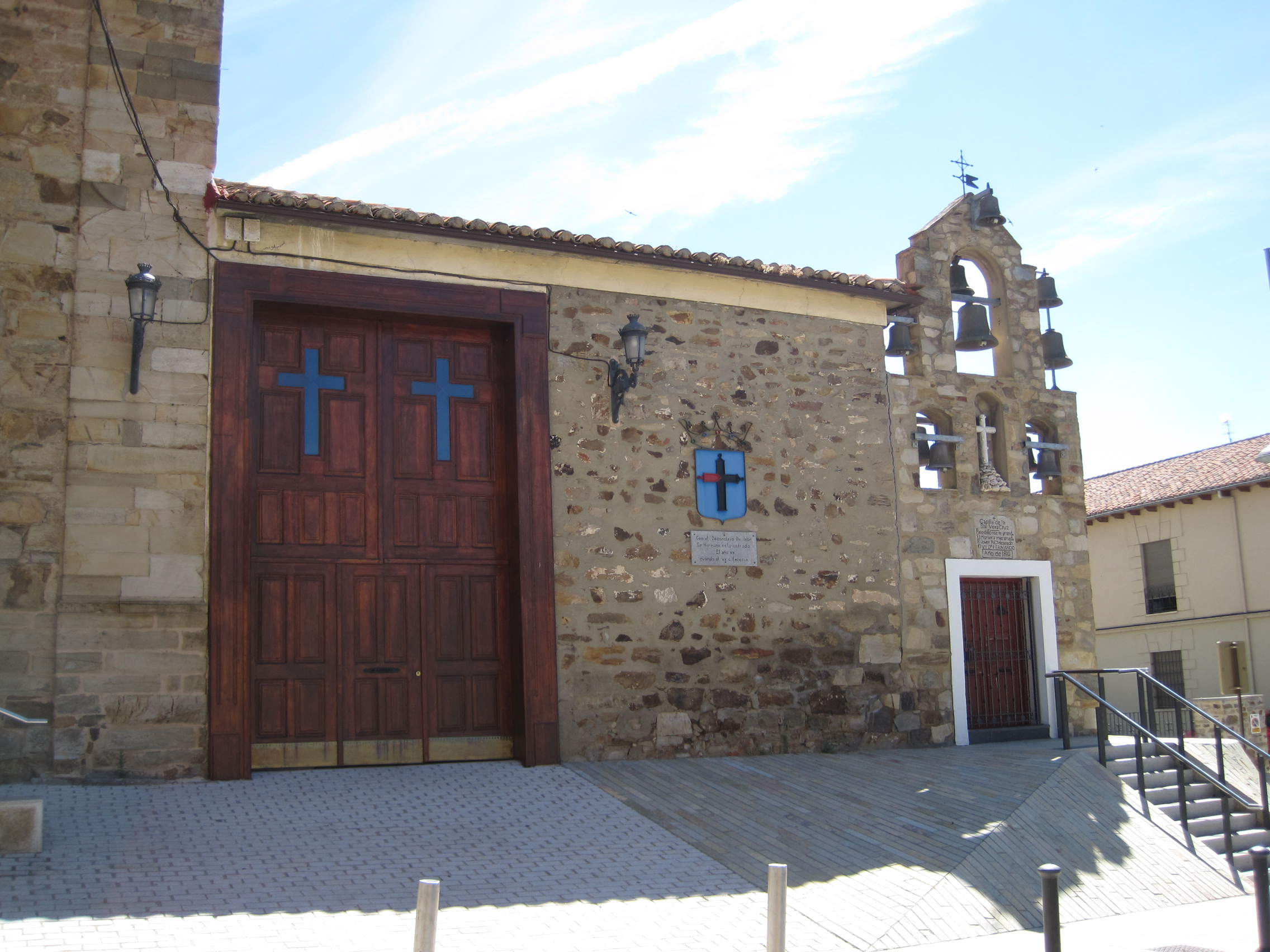
Sede de la cofradía de la Santa Vera Cruz y Confalón, lugar donde se encuentra el Museo de la Semana Santa

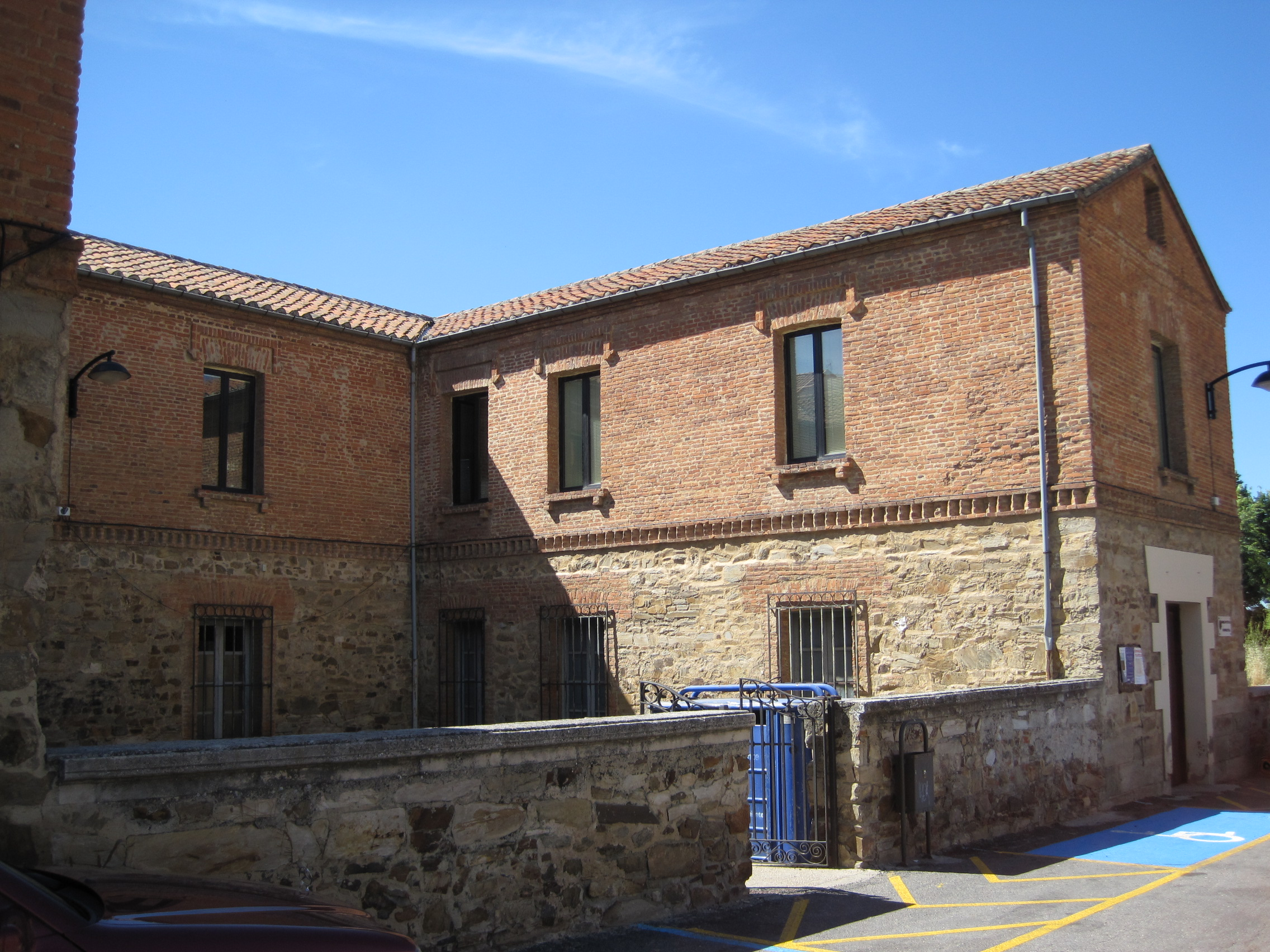
Vista exterior de la biblioteca municipal

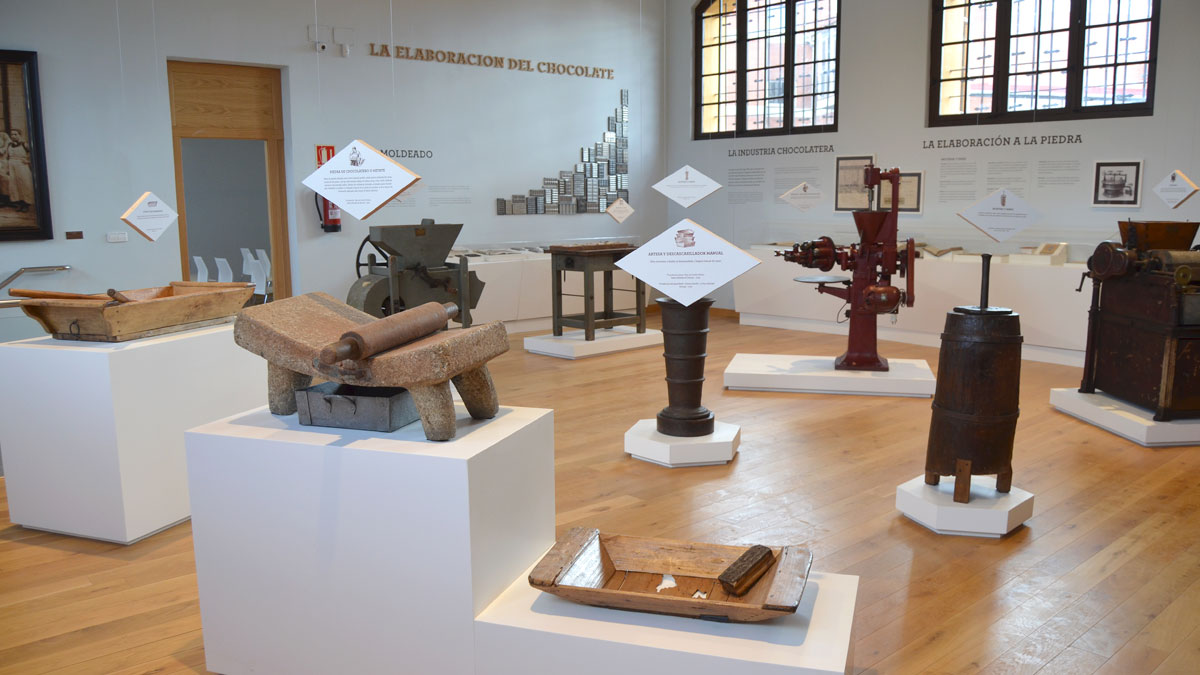
Interior del Museo del Chocolate

| Nombre                      | Año  | Autor                 | Imagen | Nombre                              | Año  | Autor                   | Imagen |
| --------------------------- | ---- | --------------------- | ------ | ----------------------------------- | ---- | ----------------------- | ------ |
| Monumento a los Sitios      | 1910 | Enrique Marín Higuero |        | El Cofrade                          | 2008 | Castorina               |        |
| Monumento a Leopoldo Panero |      | Marino Amaya          |        | Once lados, once siglos, una corona | 2011 | José Luis de la Iglesia |        |
| Monumento a Manuel Gullón   |      |                       |        | Quo Vadis                           | 2011 | Sendo García            |        |
| Inmaculada Concepción       | 1954 | Marino Amaya          |        | Maternidad                          | 2013 | Castorina               |        |
| Monumento al Bimilenario    | 1986 | Castorina             |        |                                     |      |                         |        |

### Museos, archivos y biblioteca
Las artes plásticas están presentes en el Museo Catedralicio, el Museo de los Caminos y el Museo de la Semana Santa. El primero, proyectado desde 1889 por el obispo Grau, fue inaugurado en abril de 1954 con dos salas, siendo obispo Jesús Mérida Pérez. Entre sus primeros visitantes estuvo el futuro papa Juan XXIII y en 1989 estuvo en él Juan Pablo II, Camino de Santiago de Compostela. Con la reforma de 1982 se triplicó el espacio expositivo con la incorporación de la antigua Escuela de la Catedral y la Sala Capitular. En total ocupa diez salas de exposición, en dos plantas, abarcando mil cuatrocientos metros cuadrados de superficie. En él se custodian obras litúrgicas y religiosas de la catedral.
El Museo de los Caminos está instalado en el Palacio Episcopal tras su reorganización como tal en 1962 por el obispo Mérida Pérez, sin romper la distribución espacial interior. Recoge piezas de toda la diócesis, relacionadas en mayor o menor medida con el Camino de Santiago, que, por abandono o conservación, necesitaban un lugar apropiado para su instalación. En las distintas dependencias diseñadas por Gaudí, entre las que se hallan el comedor, el despacho oficial, el salón del trono, el dormitorio, la capilla y el gran vestíbulo, se encuentran repartidas piezas de gran valor artístico, como tallas románicas u orfebrería medieval. Además, en el sótano se muestra una colección de arqueología romana y medieval y numismática, y la planta superior, obra ya de García Guereta, se adaptó en 1975 para exposición de obras de artistas leoneses contemporáneos.
Si bien toda la imaginería de Semana Santa se guarda de manera independiente en cada una de las parroquias de la ciudad, así como en el Palacio Episcopal, la cofradía de la Santa Vera Cruz y Confalón organiza en sus dependencias durante los meses estivales una muestra de su patrimonio, del que cabe destacar el Cristo Yacente, de principios del siglo XVII y obra de Gregorio Español; la Cruz Dorada, portadora del Lignum Crucis, el Jesús Atado a la Columna y el Crucificado, del siglo XVI; y una serie de tallas procedentes de talleres levantinos. Como museo histórico está el Museo Romano, instalado sobre la construcción romana conocida como Ergástula romana. Tras la adquisición total del inmueble por el Ayuntamiento en 1996 se procedió a la rehabilitación del edificio, sobre el que se construyeron dos plantas, y que se abrió como espacio museístico en 1999. En el mismo se exponen objetos hallados en las excavaciones de la ciudad, que muestran el modo de vida y de las gentes de la antigua Asturica Augusta, desde sus orígenes hasta la época tardorromana, conformando una destacada colección tanto desde el punto de vista cuantitativo como cualitativo.
Dedicado a su industria chocolatera, la ciudad cuenta con el Museo del Chocolate, fundado en 1994 por iniciativa particular de José Luis López García y de titularidad municipal desde 2005. En él se muestran objetos correspondientes a la fase industrializadora de la ciudad en el siglo XIX, cuando el auge de la arriería originó una incipiente industria chocolatera en la comarca. Su colección, única en España, contiene antigua maquinaria, piedras litográficas, planchas de grabado y colecciones de cromos-regalo, entre otras piezas. Desde 2015 cuenta con una nueva sede, el palacete modernista del chocolatero Magín Rubio y construido por el arquitecto Eduardo Sánchez Eznarriaga. Por último, y dedicada a la llamada «Escuela de Astorga», en agosto de 2011 se inauguró la Casa Panero, hogar de la familia Panero y lugar frecuentado por miembros de la generación del 27 como Gerardo Diego o Luis Rosales, que alberga los fondos de los escritores pertenecientes a la Escuela, además del legado del arqueólogo José María Luengo.
Astorga también cuenta con una biblioteca municipal, creada en 1931 y reorganizada en 1944, cuya sede se encuentra en el antiguo Hospicio, edificio del siglo XIX rehabilitado en 1983 para uso cultural. Además, en la ciudad se encuentran el archivo histórico municipal, cuyo documento más antiguo se remonta a 1253 y entre cuyos fondos se guarda una de las dos actas concejiles más antiguas de España, fechada el 27 de diciembre de 1427, y el Archivo Diocesano, creado en 1973 y que alberga la documentación generada por la diócesis desde el año 898 hasta la actualidad.

### Artes escénicas y tauromaquia

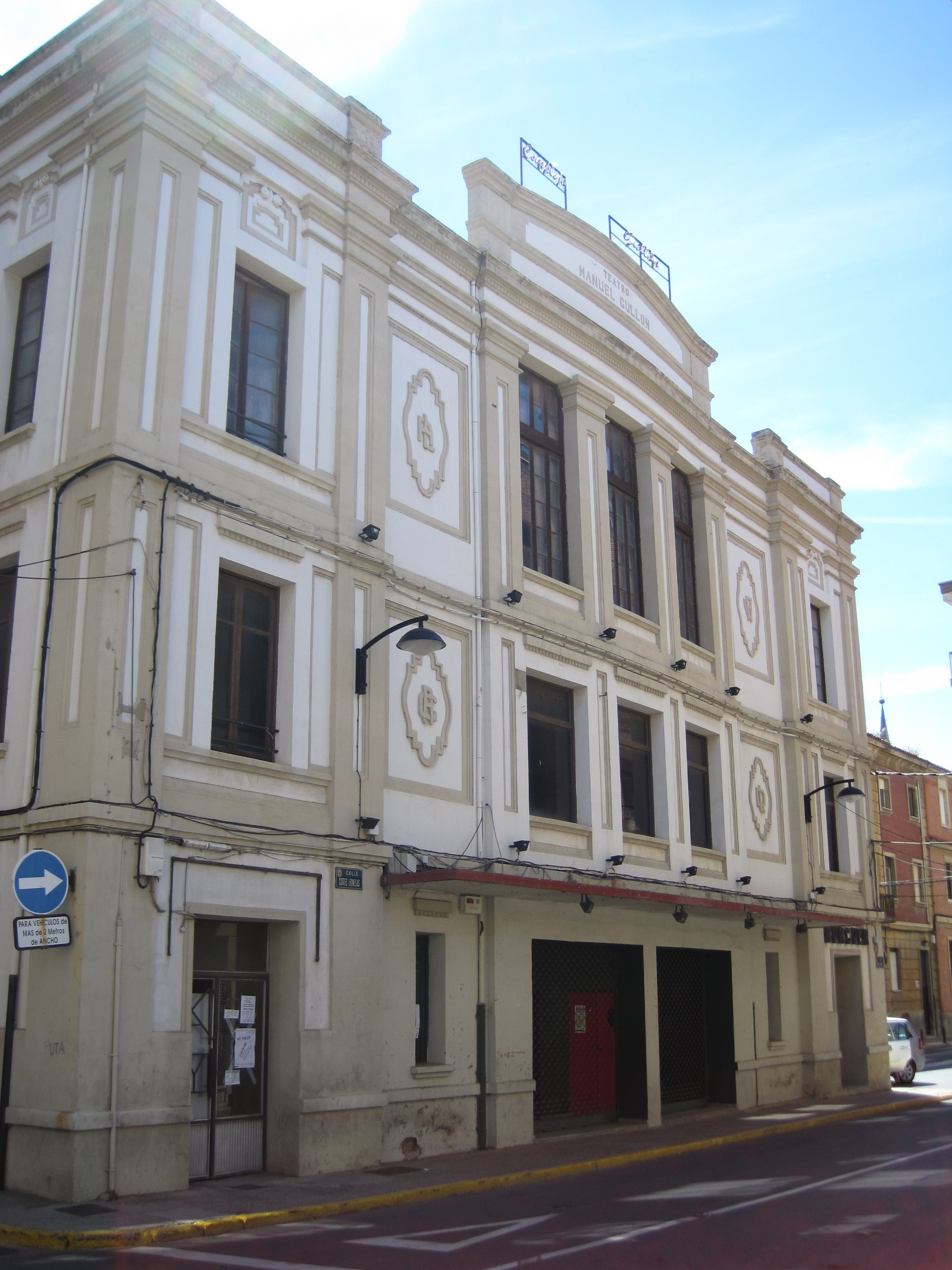
Fachada del teatro Gullón

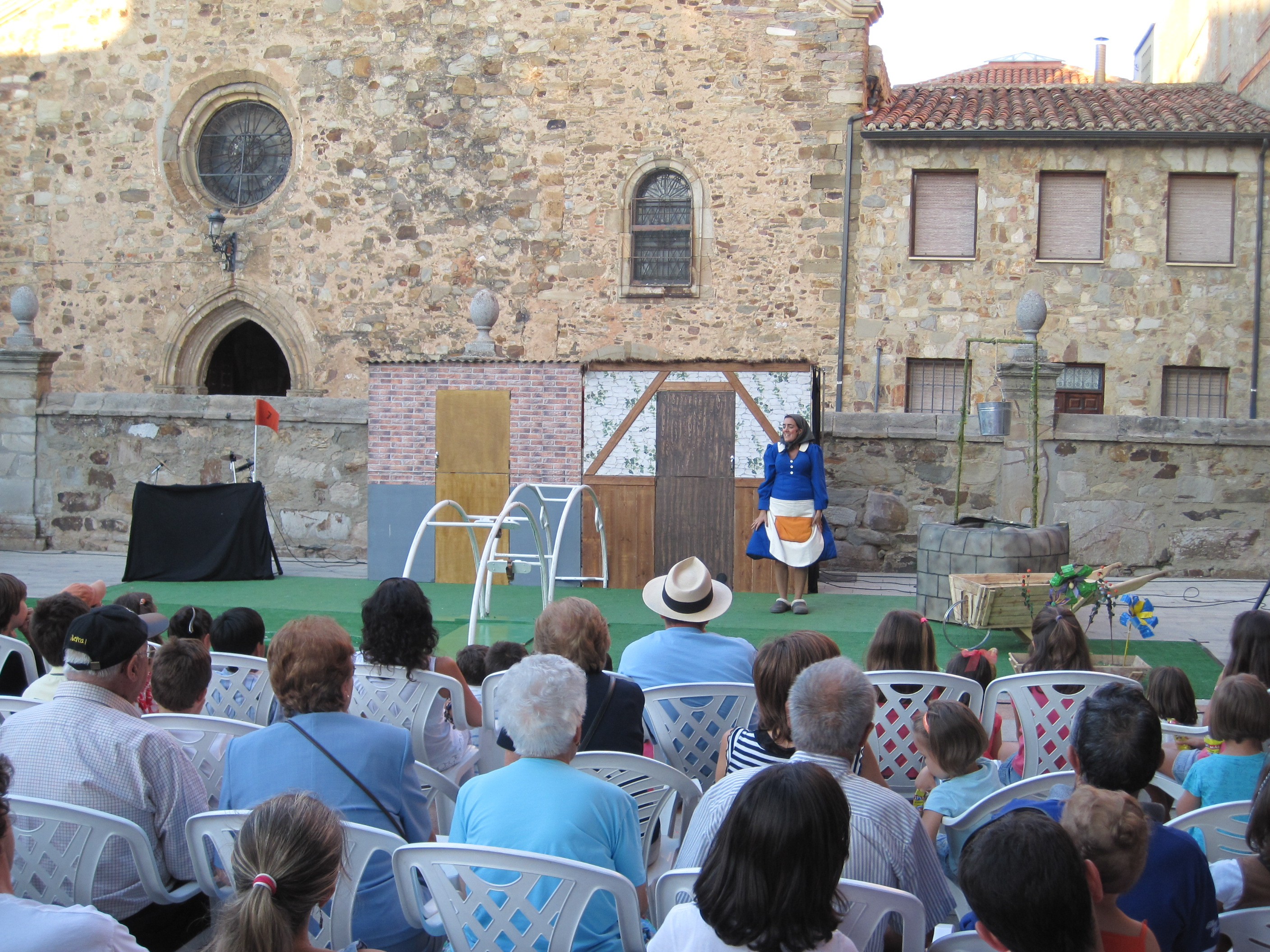
Durante las fiestas patronales de Santa Marta la ciudad disfruta de diversos eventos como teatro de calle

Astorga cuenta, entre otros espacios, con el teatro Gullón, inaugurado en 1923; tras su posterior cierre estuvo abandonado hasta que en los años noventa fue transformado en una discoteca. En 2006, el Ayuntamiento compró el inmueble y en 2011 comenzó su rehabilitación; tras varios años de obras, en 2017 abrió de nuevo. Asimismo, la ciudad cuenta con una sala de cine cuyos orígenes se remontan a 1911 como teatro y desde los años treinta como proyector de películas.
En la ciudad tienen lugar varios acontecimientos relacionados con el mundo de la interpretación y las artes escénicas. Durante la celebración del carnaval, se organiza un festival de magia, que desde 2004 reúne a magos tanto españoles como extranjeros. En agosto, durante las fiestas patronales de Santa Marta, tiene lugar el certamen de teatro de calle Ars Via, en el que a lo largo de varios días diversas compañías representan sus espectáculos en distintos puntos de la ciudad. En septiembre, y desde 1998, se celebra el Festival de Cine de Astorga, en el que además del concurso nacional de cortometrajes tienen lugar distintas actividades como ciclos de cine, exposiciones y conferencias. Durante las fiestas de Navidad, y desde 2002, se realiza la representación, por distintas calles del casco histórico, de un cuento adaptado al teatro de calle.
La tauromaquia no está muy arraigada y el número de aficionados es bajo, pero es habitual la programación de una corrida durante las fiestas de Santa Marta. La ciudad cuenta con una plaza de toros construida a principios del siglo XX, en parte con materiales procedentes del derribo del castillo de los Marqueses; hasta entonces los festejos taurinos tenían lugar en la plaza Mayor. La figura más destacada que ha dado la ciudad en este campo es el torero Julio Norte, que tomó la alternativa en la plaza de toros de Íscar en 1989.

### Música
La música es un elemento destacado en la vida cultural de la ciudad, la cual ha contado entre sus músicos a Juan de Oliver, autor de Sonatas de Palacio, Evaristo Fernández Blanco, precursor del serialismo y autor de Obertura Dramática, Venancio Blanco, que recopiló Las mil y una canciones populares de la región leonesa, Antonio Celada o autores de música sacra como José María Álvarez, Manuel Ansola o González Barrón. Desde finales del siglo XX, destaca el organista Roberto Fresco.
La ciudad cuenta con distintas agrupaciones musicales, entre las que destaca la banda municipal de música fundada en 1894, aunque sus orígenes se remontan, como mínimo, a 1841. El resto de formaciones representan estilos musicales muy variados como coral, instrumental, celta o rock, así como las distintas bandas de música de Semana Santa.
En el mes de julio tiene lugar el Curso Internacional de Música, celebrado anualmente desde 1993, que se considera referente en educación musical en Castilla y León por ser el único que ofrece todas las especialidades de orquesta y banda. También en verano se celebra el ciclo de Música en la Catedral, que consta de distintos conciertos de música sacra. Otro acontecimiento musical es el certamen de bandas de música, que ofrecen un variado repertorio de marchas procesionales cada año en los días previos a la celebración de la Semana Santa.

### Festividades y eventos

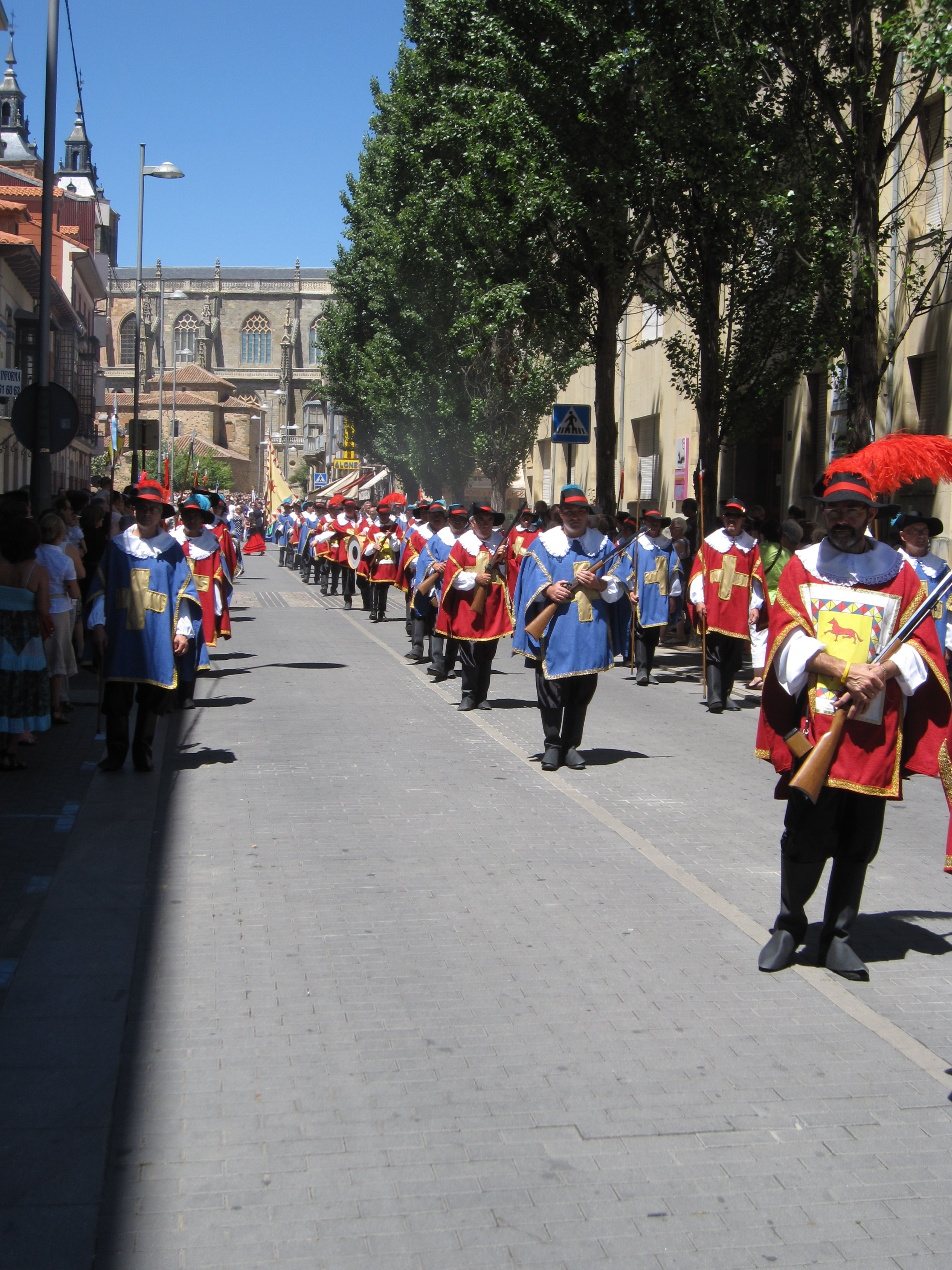
Desfile de la Zuiza

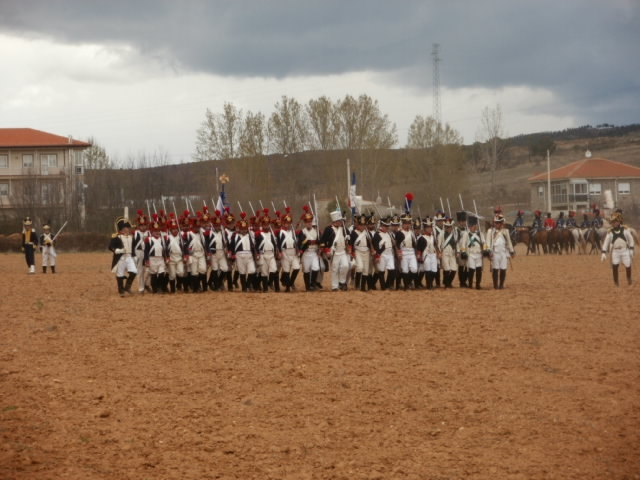
En abril de 2012 se conmemoró el bicentenario de la reconquista de Astorga por parte de las tropas españolas en el marco de la guerra de la Independencia española

A lo largo del año son varios los eventos culturales y festivos que tienen lugar en la ciudad. Cronológicamente, a mediados del mes de enero la parroquia de Puerta de Rey celebra la festividad de san Antón con las tradicionales procesión y bendición de las mascotas. En febrero, la parroquia de San Pedro de Rectivía venera a la Virgen de las Candelas con una procesión por el barrio. El mismo mes, en fecha variable, comienzan los festejos del carnaval el Sábado de Piñata, el primero después del Miércoles de Ceniza, con un desfile con más de un centenar de grupos, charangas y carrozas; cierra el fin de semana la quema de la Piñata el domingo por la noche.
A mediados de abril se celebra la festividad del patrón santo Toribio, que desde principios del siglo XXI se complementa con la feria del Comercio y un concurso de tapas entre los restaurantes de la ciudad. En fecha variable, en años de sequía es tradicional hacer rogativas durante nueve días en la catedral a la Virgen de Castrotierra, traída desde su santuario, a diecisiete kilómetros, en una procesión en la que participan los habitantes de las comarcas cercanas junto con los pendones de cada localidad, siendo decidido su traslado mediante el voto de los Procuradores de la Tierra.
En fecha variable se celebra la procesión del Corpus Christi. En junio, y cada tres años, tiene lugar la fiesta de la Zuiza, antigua conmemoración de la victoria cristiana en la batalla de Clavijo recuperada en 1994, en la que se procesiona el Pendón de Clavijo —guardado en el Ayuntamiento— que recibe honores de capitán general y es escoltado por cincuenta zuizones. A finales del mismo mes, se festejan las fiestas de los barrios de San Andrés y San Pedro de Rectivía con juegos populares y verbenas, entre otros actos.
A finales de julio se celebran las fiestas de Astures y Romanos, cuyos orígenes están en 1986 y que fueron declaradas de Interés Turístico Regional en 2011; en ellas se rememora el pasado más antiguo de la ciudad con actos como el circo romano, el mercado romano o la instalación del campamento romano y del poblado astur en el parque del Melgar. A finales de agosto tienen lugar las fiestas patronales de la ciudad en honor a Santa Marta, en las cuales se celebran verbenas y conciertos, teatro de calle, desfiles de gigantes y cabezudos, competiciones deportivas, la feria de Artesanía o la tradicional «Noche Larga», punto culminante de los actos festivos con música ininterrumpida hasta el amanecer.
Por último, y en fechas variables —la primera edición fue en 2004—, tienen lugar las Jornadas Napoleónicas, que rememoran los acontecimientos acaecidos durante la guerra de la Independencia, cuando la ciudad sufrió dos asedios por parte de las tropas francesas. La edición de 2012 conmemoró el bicentenario de la reconquista de la ciudad por el general Santocildes.

### Semana Santa

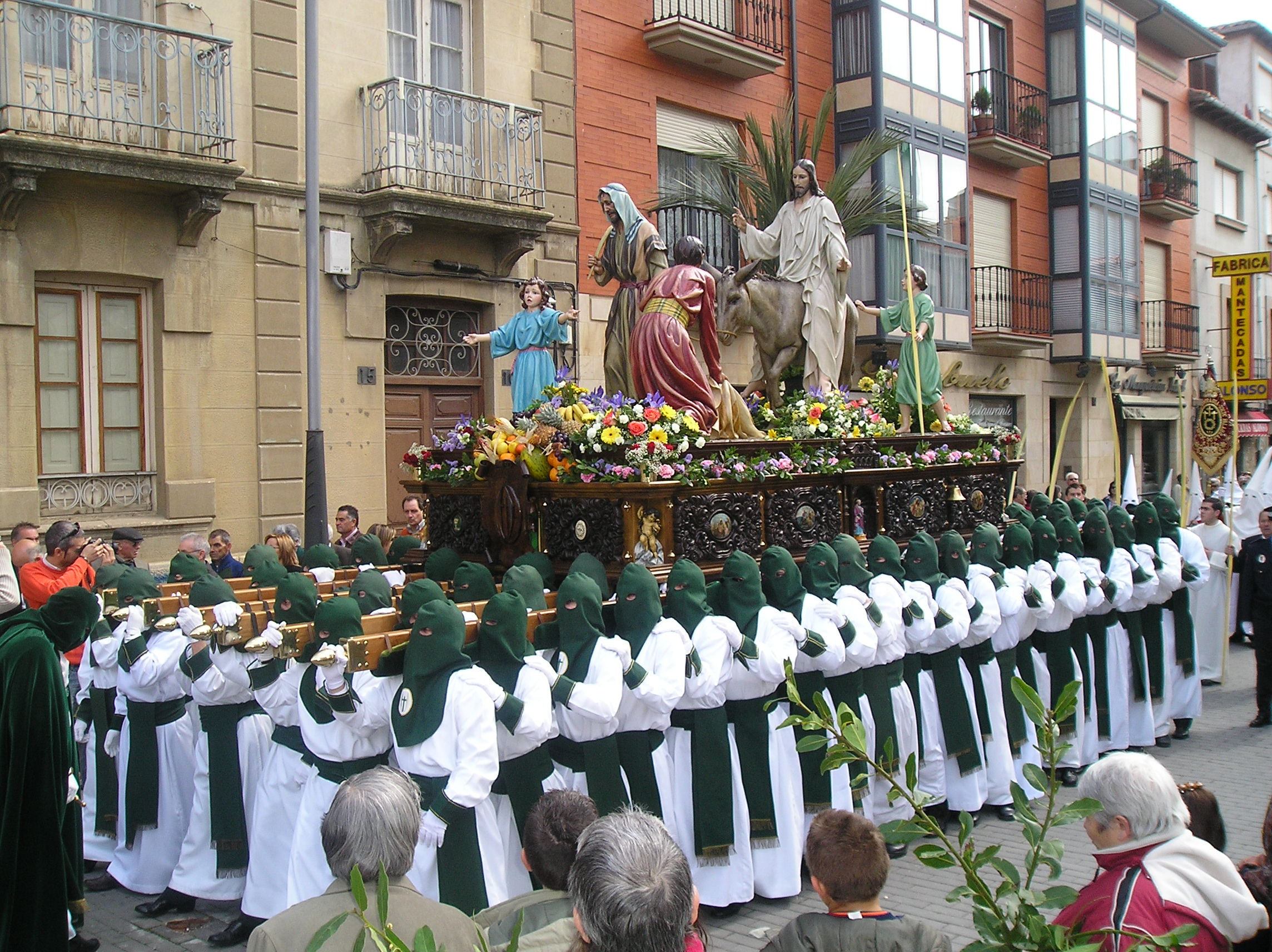
Paso de La Borriquilla, procesionado en la mañana del Domingo de Ramos

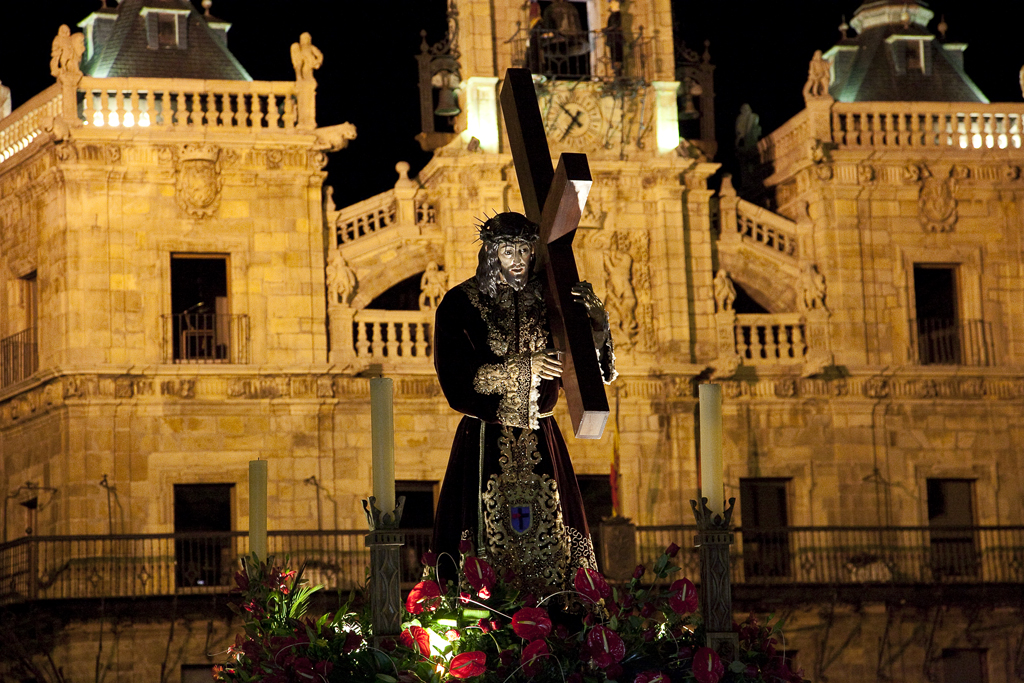
Imagen de Jesús Nazareno en la noche del Jueves Santo, durante la procesión organizada por la Hermandad de Caballeros del Silencio

La Semana Santa en Astorga está declarada de Interés Turístico Nacional y de Interés Turístico Regional, y durante la misma salen a la calle ocho cofradías y hermandades, junto a la Junta Profomento de la Semana Santa, portando un total de cuarenta pasos. El conjunto de esas ocho lo componen la Cofradía de la Santa Vera Cruz y Confalón, una de las más antiguas a nivel nacional, pues el documento más viejo es de 1475, la Real Cofradía de Nuestro Padre Jesús Nazareno y María Santísima de la Soledad, de 1674, la Archicofradía de Nuestra Señora de los Dolores, de 1911, la Hermandad de Caballeros del Silencio de Nuestro Padre Jesús Nazareno, de 1926, la Cofradía del Bendito Cristo de los Afligidos, de 1943, la Cofradía de la Entrada de Jesús en Jerusalén, de 1953, la Hermandad de la Santa Cena, de 1969, y la Cofradía de las Damas de la Virgen de la Piedad, de 1992.
Entre los actos más destacados están el Viacrucis, que organiza la Junta Profomento, y en el que participan todas las cofradías; algunos de los actos que tienen lugar el Viernes Santo, como la procesión del Encuentro —con la tradicional carrera de San Juanín—, el Desenclavo en la plaza Mayor o la procesión de la Soledad; y la procesión del Resucitado el Domingo de Resurrección. Entre la imaginería religiosa sobresalen las tallas del Cristo Crucificado, de 1560, el Bendito Cristo de los Afligidos, de finales del siglo XVII, la Virgen de la Soledad, también de finales del siglo XVII, la Virgen de los Dolores, obra de 1706 de José de Rozas, el Jesús Nazareno, de 1783 o la Cruz Dorada, de 1789. Junto a lo religioso, durante la Semana Santa se mantienen diversas costumbres que acompañan a la celebración, como «matar judíos» o comer la bolla —hecha de harina, miel y leche— acompañada de vino moscatel.

### Vida cultural
Desde el siglo XIX, Astorga ha destacado como un importante centro cultural. Entre sus primeros autores relevantes destacan el obispo Sampiro, que entre los siglos X y XI escribió la Crónica de su nombre, y Juan Lorenzo de Astorga, autor, entre los siglos XIII y XIV, del manuscrito O del Libro de Alexandre.
La Iglesia y sus miembros tuvieron un destacado papel en la producción literaria; así, aparecieron figuras como Alfonso de la Madre de Dios, con su obra Chronica de la reforma de su religión, de 1618, Pedro Aingo de Ezpeleta, que publicó en 1634 Fundación de la Santa, Cathedral Iglesia de la ciudad de Astorga, o Pedro Junco, que en 1639 publicó Fundación, armas y nombres de Astorga. A ellos habría que añadir la amplia producción documental que generaba la |diócesis. En el siglo XIX tuvieron relevancia un elenco de autores, destacando, entre otros, a Marcelo Macías y a Francisco Blanco García, autor de La literatura española en el siglo XIX, procedentes ambos del ámbito eclesiástico, a los jurisconsultos Alfonso de Villadiego, Mateo Martínez Moreda, Manuel García Prieto y Manuel Prieto de Castro, y al bibliógrafo Andrés Martínez Salazar.

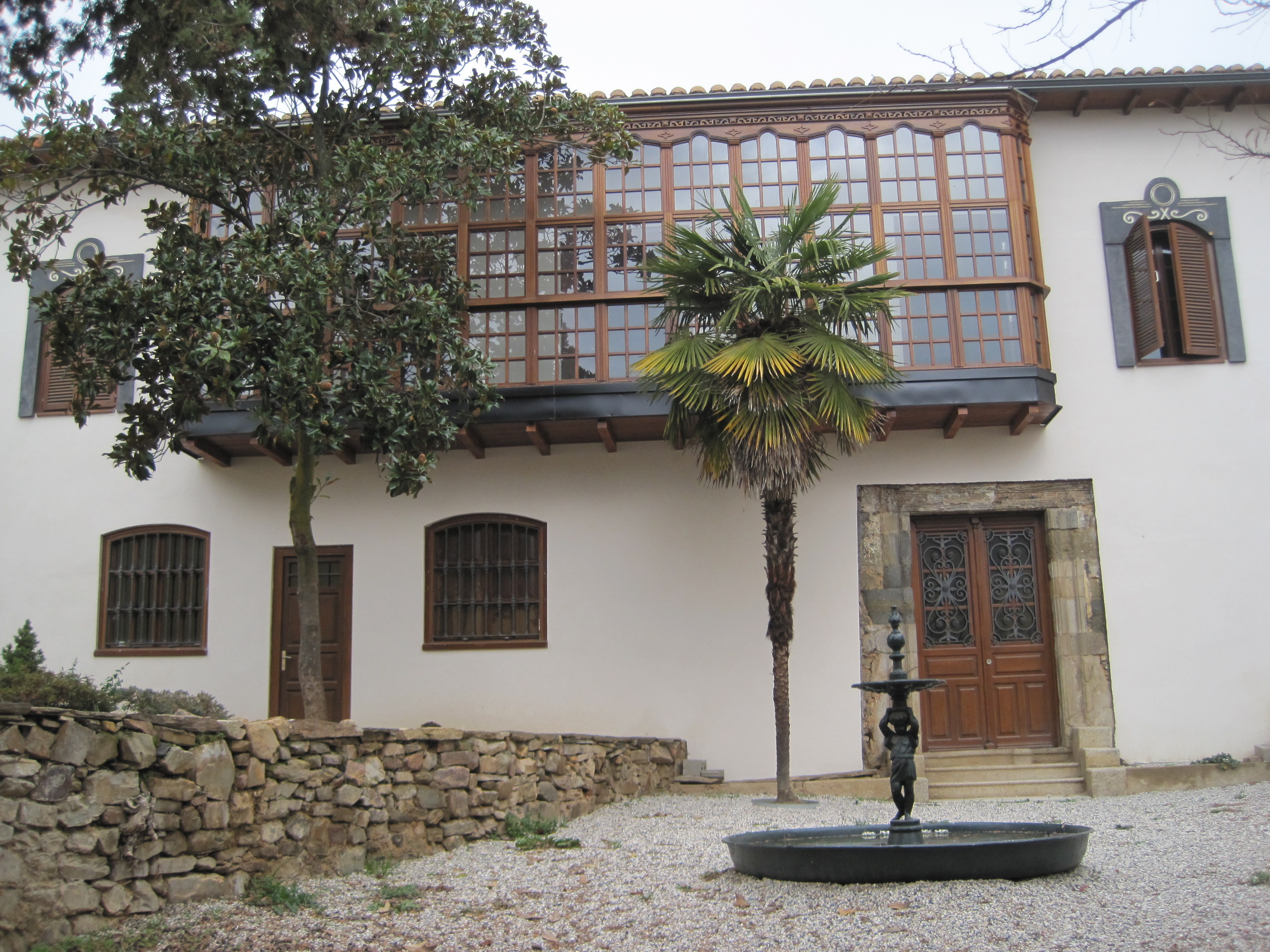
La Casa Panero recuerda a la llamada Escuela de Astorga

A principios del siglo XX los beneficios generados por la industria chocolatera habían favorecido el surgimiento de una burguesía adinerada, entre cuyos hijos nació un auténtico «parnaso cultural», con poetas como Juan Panero y Leopoldo Panero, críticos literarios como Ricardo Gullón y escritores como Luis Alonso Luengo, todos ellos integrantes de la llamada «Escuela de Astorga». En los años siguientes, a ese esplendor cultural contribuyeron otros poetas como Eugenio de Nora o Esteban Carro Celada, novelistas como José María Goy, intelectuales como Julio Carro o estudiosos como Augusto Quintana Prieto, Eduardo Aragón y José María Luengo, así como las tertulias o debates que tenían lugar en distintos lugares de la ciudad como el Café Moderno, el Café Iris o el Gran Café Universal. Además, se crearon distintas sociedades teatrales adscritas al Casino, al Círculo Católico, al centro cultural Segura, a La Unión y a la Sociedad de La Amistad.
Desde las últimas décadas del siglo XX, la vida cultural de la ciudad está protagonizada no solo por los diferentes actos que se celebran en ella, sino, especialmente, por las más de cincuenta asociaciones que existen, las cuales, a lo largo del año, organizan multitud de actividades y eventos culturales. Entre ellas las hay sociales, culturales, deportivas, de padres y madres y de vecinos.

### Lengua

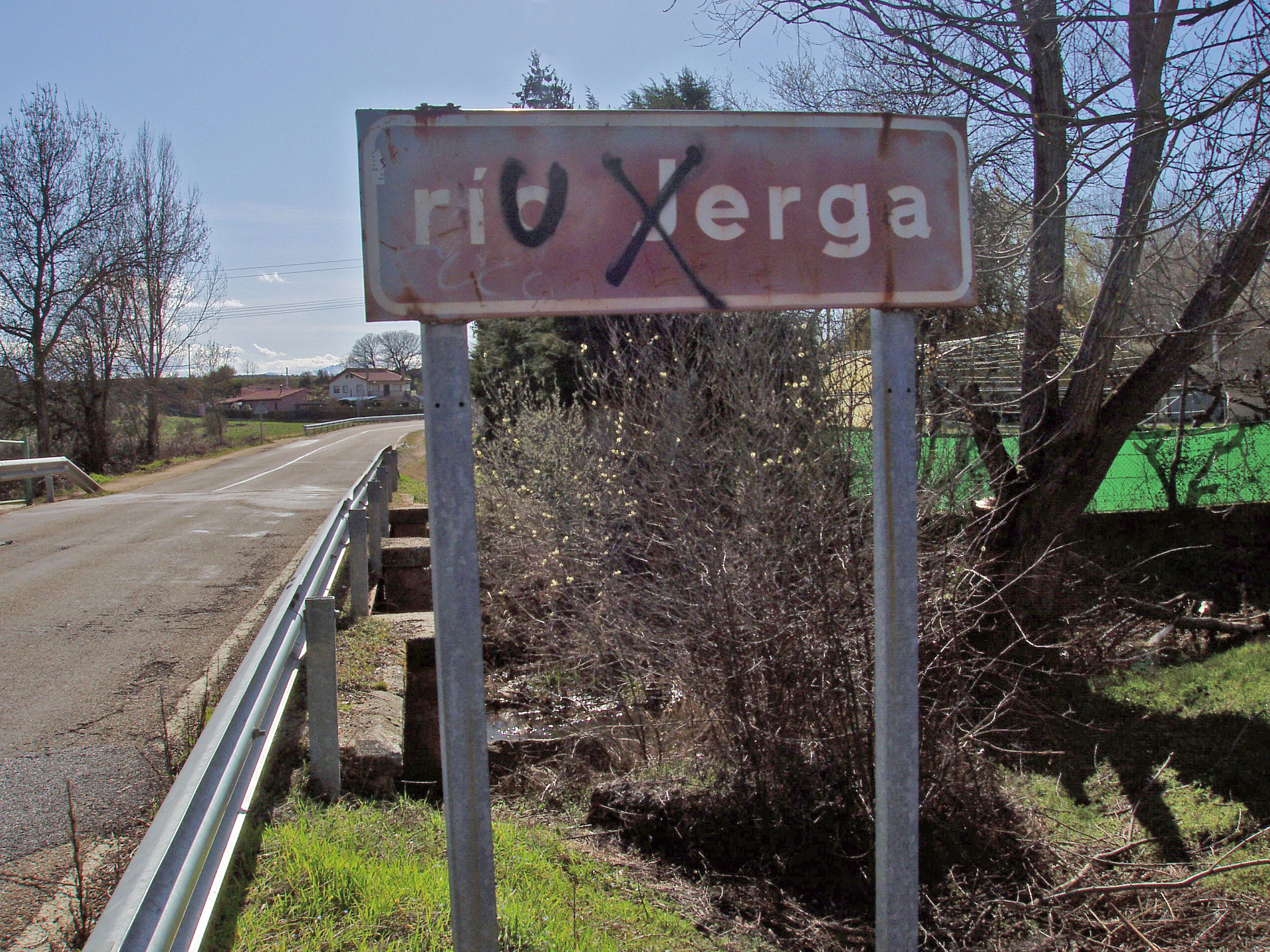
Pintada reivindicativa sobre el uso de la toponimia tradicional en los carteles de señalización

El idioma hablado en el municipio es el español o castellano, pero hasta el siglo XX pervivían en el habla cotidiana, tanto de Astorga y su entorno como de Maragatería, numerosas formas provenientes del leonés que pertenecían a la variante occidental del asturleonés. Fonéticamente, algunos de los principales rasgos eran la diptongación de /o/ y /e/, la conservación de los diptongos decrecientes, la inflexión de la vocal tónica, la sustitución de la /o/ final por la /u/ o la conservación de la /f-/ inicial latina. En aspectos morfológicos, destacaba la escasez de prefijos y, por el contrario, la abundancia de sufijos, especialmente los diminutivos, y en cuanto a su |sistema verbal, la carencia de tiempos compuestos y la colocación de los pronombres personales detrás del verbo.
En los últimos años diversos colectivos como La Caleya y Faceira han llevado a cabo labores de defensa y promoción del patrimonio lingüístico leonés mediante distintas actividades, como la organización de cursos de lengua leonesa, charlas divulgativas o certámenes literarios. En colaboración con la Consejería de Cultura de la Junta de Castilla y León, la Diputación de León —a través del Instituto Leonés de Cultura— y el Ayuntamiento de Astorga, se realizaron varios concursos de cuentos tradicionales leoneses, en los que participaron escolares de hasta 14 años de la provincia de León; los cuentos, redactados en las modalidades lingüísticas de León —leonés, gallego y castellano— fueron plasmados en el libro Cuentos populares leoneses (escritos por niños). Asimismo, fruto de la colaboración entre las asociaciones culturales Facendera pola Llengua y La Caleya, en 2009 se editó El Prencipicu, versión en dialecto cabreirés de la obra del escritor francés Antoine de Saint-Exupéry, El Principito. El libro surgió como consecuencia de la labor pedagógica realizada con siete alumnos cabreireses de la residencia de estudiantes del IES Astorga dentro de la llamada Aula de Cultura Cabreiresa.

### Indumentaria tradicional

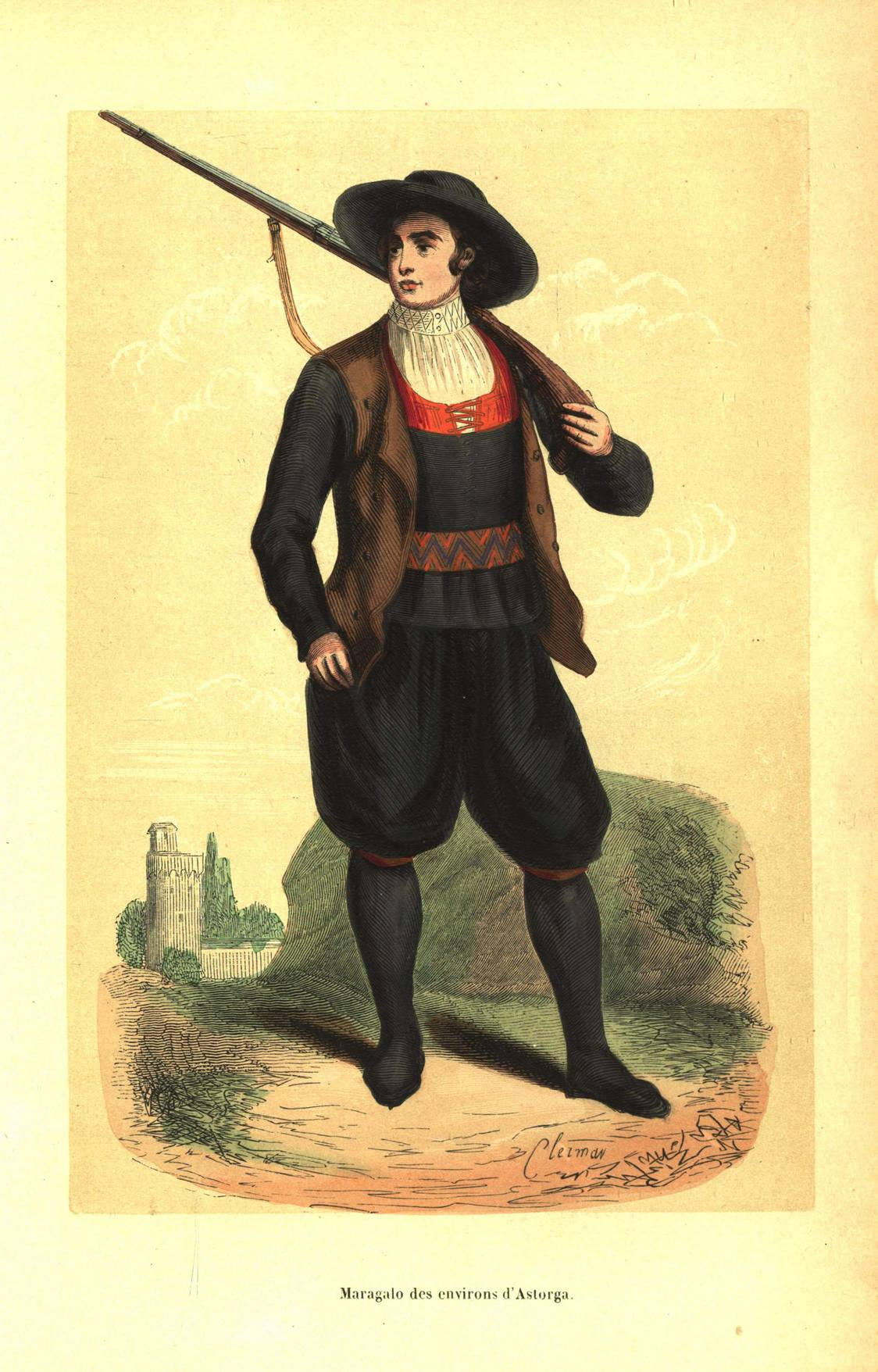
Ilustración de un maragato a mediados del

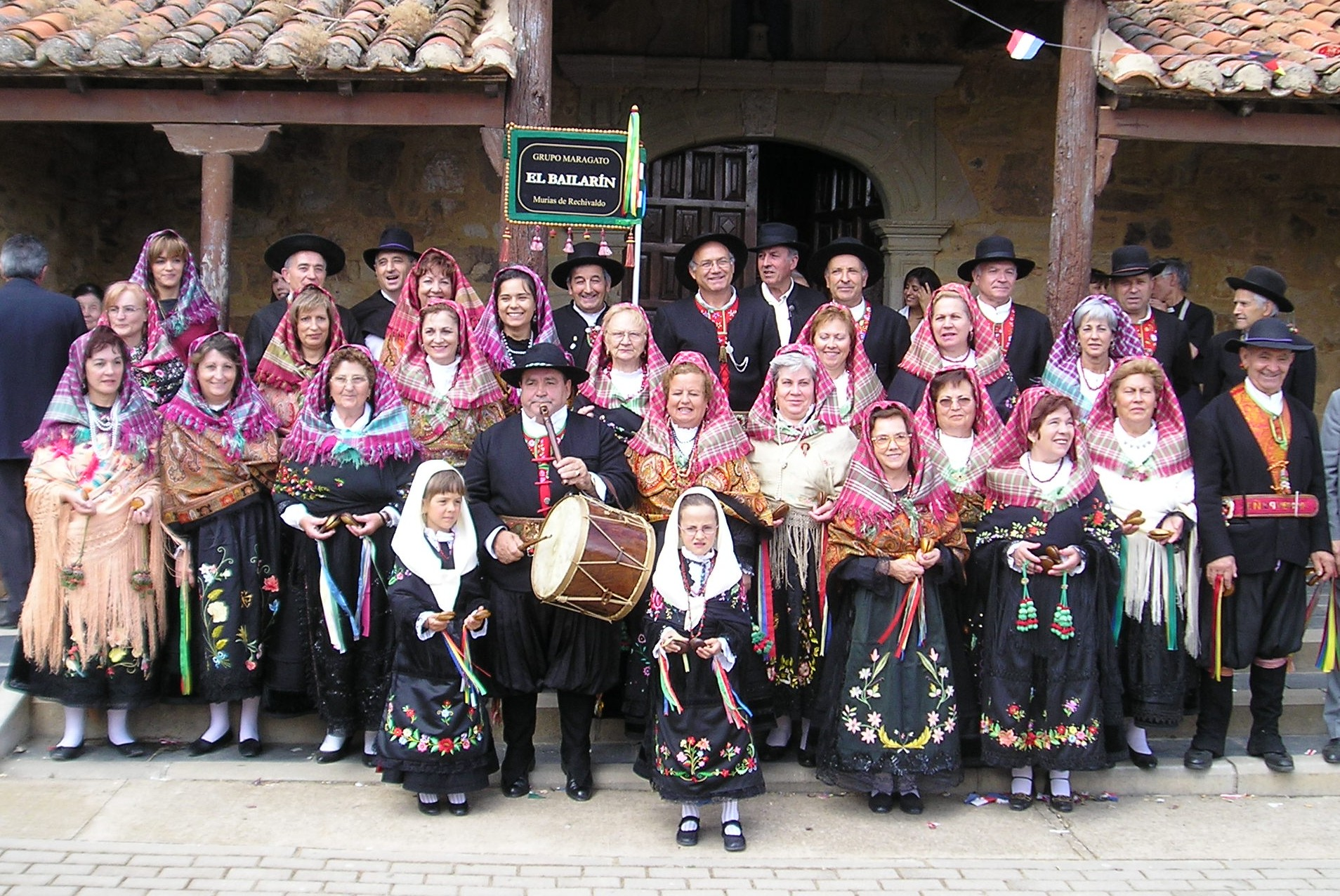
Grupo de maragatos de Murias de Rechivaldo

Una parte importante del folclore maragato es su indumentaria tradicional. El traje típico de arriero, en uso durante los siglos XVIII, XIX y principios del XX, es notable entre el vestuario tradicional por mantenerse su uso diario hasta una fecha tardía; se categoriza entre los trajes de oficio, pues es el que vestían al viajar, y se caracteriza por ser muy funcional, con materiales y formas que protegían de la intemperie y facilitaban la actividad arriera, y por evolucionar muy poco con el paso del tiempo, resultando totalmente diferente a los trajes del resto de comarcas leonesas, al contrario que el femenino, que progresivamente ha perdido variedad y singularidad.
El traje masculino estaba formado por camisa, chaleco, almilla, bragas o calzones, cinto —para días festivos y el baile, bordado según la categoría social—, polainas, zapatos, sombrero y capa. Algunas de estas prendas, como la almilla o las bragas parecen remontarse al siglo XVI o XVII, según distintos autores; estas últimas presentan cierta singularidad respecto a las usadas en otras comarcas de España por ser del tipo calzón ancho o bombacho, encontrando únicamente parecido en el traje típico de Mallorca.
El traje femenino es una evolución del traje antiguo, influenciado por la indumentaria de zonas limítrofes y carente de la originalidad del vestuario masculino, pero que conserva una gran riqueza en cuanto a prendas y complementos se refiere. Lo forman la falda blanca, el zagalejo (en paño de varios colores, según la categoría social de la persona), la faltriquera —bolsillo interior—, el manteo, el mandil —bordado en seda o felpilla, según la categoría social—, el jubón y el pañuelo del cuello, el pañuelo de la cabeza —distinto el de soltera del de casada—, la mantilla y manto para ceremonias religiosas, las cintas y puntas blancas, los zapatos y las joyas —arracadas o gargantillas, pendientes y anillos-. Una excepción a esta tipología es el traje de las mayas, jóvenes danzantes, más vistoso y colorista que el tradicional de maragata, destacando el rojo, verde y blanco.

### Encrucijada de caminos

Mapa con las principales calzadas romanas de Hispania

Debido a su situación y devenir histórico, Astorga es desde época antigua un enclave de encuentro y partida de caminos, de trasiego de pueblos y culturas. Durante la época romana estuvo conectada con las principales ciudades del momento a través de varias vías de comunicación. Ya en las llamadas tablas de Astorga, del siglo III, aparecen citadas diversas rutas en las que se menciona Asturica. También en el siglo III, el Itinerario de Antonino señala el entramado de comunicaciones que unían la ciudad con Bracara Augusta (Braga) por la ruta XVIII, o pasando por Lucus Augusti (Lugo) en la ruta XIX, a Augusta Emerita (Mérida), a Tarragona pasando por Caesaraugusta (Zaragoza) por la ruta XXXII o Ab Asturica Terracone, o con Burdeos, por la ruta XXXIV o Ab Asturica Burdigalam: prácticamente hacia los cuatro puntos cardinales de la provincia Tarraconense, y por el cual transitaban las tropas, los viajeros y se transportaban los productos, principalmente el oro de Las Médulas.
Desde el sur, la llamada vía de la Plata unía Mérida con Astorga (Iter ab Emeritam Asturica) y siglos después, coincidiría en algunos puntos con la Cañada Real de la Vizana, por la cual se desplazaban los rebaños trashumantes en su viaje desde Extremadura hacia las montañas leonesas. En época contemporánea forma parte de una de las principales vías de comunicación que vertebran el occidente español, entre Gijón y Sevilla, a través de la N-630 y la autovía Ruta de la Plata / autopista Ruta de la Plata; diversas instituciones fomentan este eje como ruta turística con la denominación de Ruta de la Plata, lo que ha generado disensiones, puesto que la evidencia histórica define su recorrido exclusivamente entre Mérida y Astorga, y la Asociación de Pueblos de la Vía de la Plata, presidida por la alcaldía de Astorga, lleva a cabo desde 2006 acciones de protesta contra la extensión artificial de la Vía.
Hacia el este, la calzada que unió Asturica con Legio, y que luego continuaba hacia Caesaraugusta, fue utilizada como Camino de Santiago, y pasó a ser la base de la actual N-120. Por su parte, hacia el oeste, la calzada hacia Lucus Augusti y Gallaecia también se convertiría, siglos después, en un tramo del Camino de Santiago que, saliendo de Astorga, atraviesa Foncebadón, Ponferrada y Villafranca del Bierzo, entre otros lugares. Alrededor de estas rutas principales se fueron tejiendo otros caminos como los de la arriería o los de las razzias, utilizados tanto por los musulmanes Tarik, Muza o Almanzor como por las tropas francesas durante la guerra de la Independencia española. Todos ellos tuvieron siempre una circulación que les dio vida y que contribuyó al intercambio de gentes y culturas, así como a la introducción de los diferentes estilos artísticos. Actualmente, Astorga recoge la historia de alguna de estas vías de comunicación en el Museo de los Caminos, creado en 1962.
Camino de Santiago

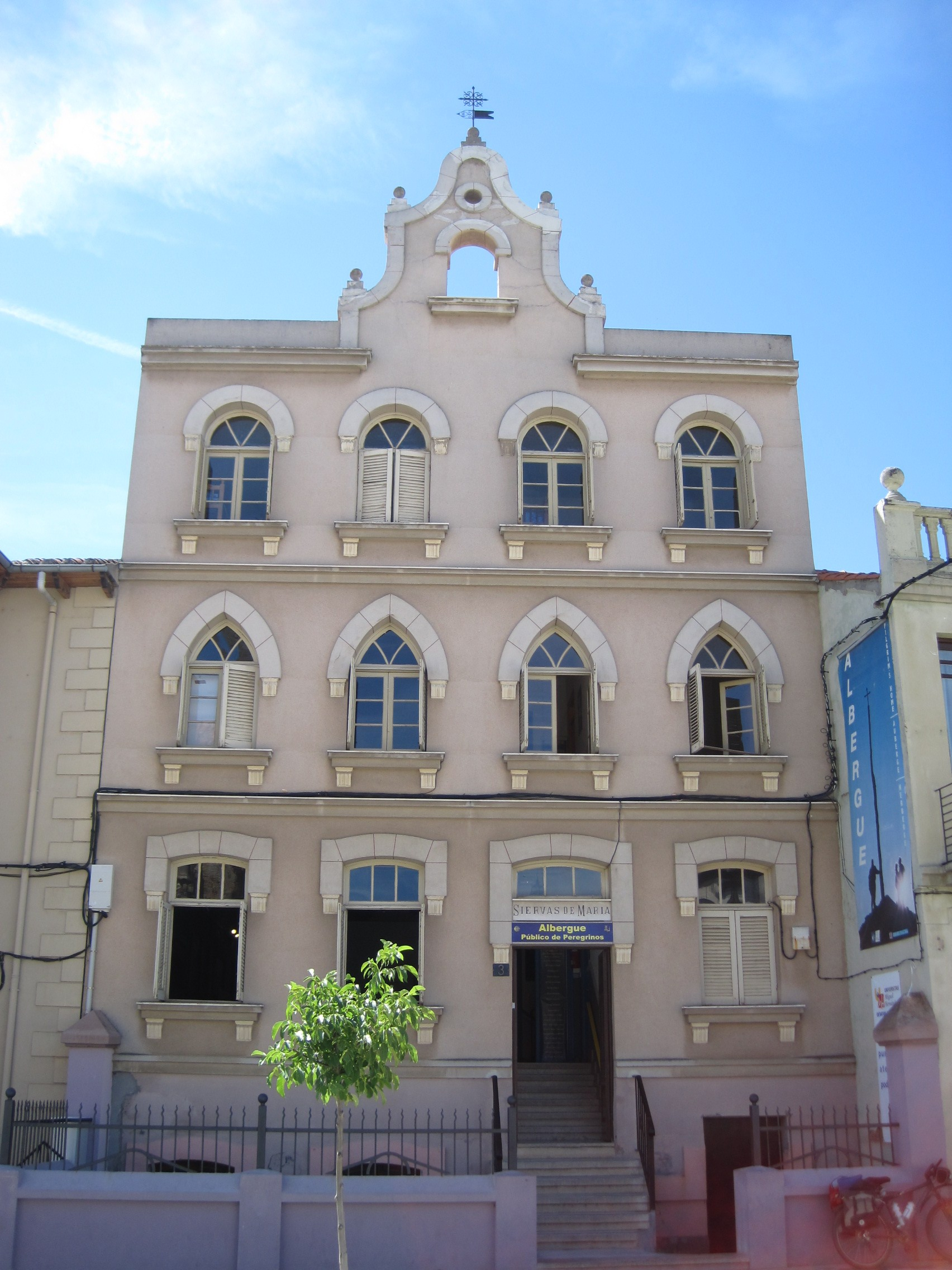
Vista exterior del albergue Siervas de María

De las distintas rutas de peregrinación a Santiago de Compostela, la más utilizada y conocida desde la Edad Media es el Camino Francés, que tiene su origen en la calzada romana Ab Asturica Burdigalam. Su recorrido llega a Astorga desde la localidad de San Justo de la Vega, entrando en la ciudad por la antigua puerta del Sol, hoy desaparecida. El caminante sigue por San Francisco (antigua calle de las Tiendas), plaza Mayor, Pío Gullón (antes Rúa Nueva), Santiago Crespo, Santiago (antiguamente Caleya Yerma), y desemboca frente al Palacio Episcopal, la iglesia de Santa Marta y la catedral. Desde allí, el peregrino continúa por Leopoldo Panero, San Pedro, para llegar a la iglesia de San Pedro, de construcción moderna y ya en el arrabal de Rectivía. Cruzando la N-6, el camino sigue hacia el puerto de Foncebadón.
Durante la Edad Media, la ciudad contaba con un buen número de albergues u hospitales para los peregrinos. Alguno, como el Hospital de San Juan Bautista, en el que según la tradición pasó unos días de convalecencia san Francisco, dio lugar a una institución moderna benéfico-asistencial, pero la mayoría de ellos fueron desapareciendo a lo largo de los siglos, no quedando más que su recuerdo y alguna descripción del inmueble y su historia en la documentación conservada. Hasta finales de los años ochenta, los peregrinos encontraban refugio y hospedería gracias a la congregación de los Hermanos de Nuestra Señora de Lourdes, pero desde entonces dichos servicios son atendidos, por un lado, por la Asociación de Amigos del Camino de Santiago de Astorga, que después de ofrecer su asistencia en varias sedes mantiene desde 2006 el albergue Siervas de María, con un total de 164 plazas, y por otro lado por el albergue San Javier, abierto en 2003 y gestionado por la Asociación Cultural Vía de la Plata, que ofrece 110 plazas, y por el albergue Só Por Hoje, abierto en 2019 y que ofrece 10 plazas. La Asociación de Amigos recibió en 2007, de manos de la Junta de Galicia, el premio Elías Valiña, que reconoce la labor promocional de las rutas jacobeas.

### Gastronomía

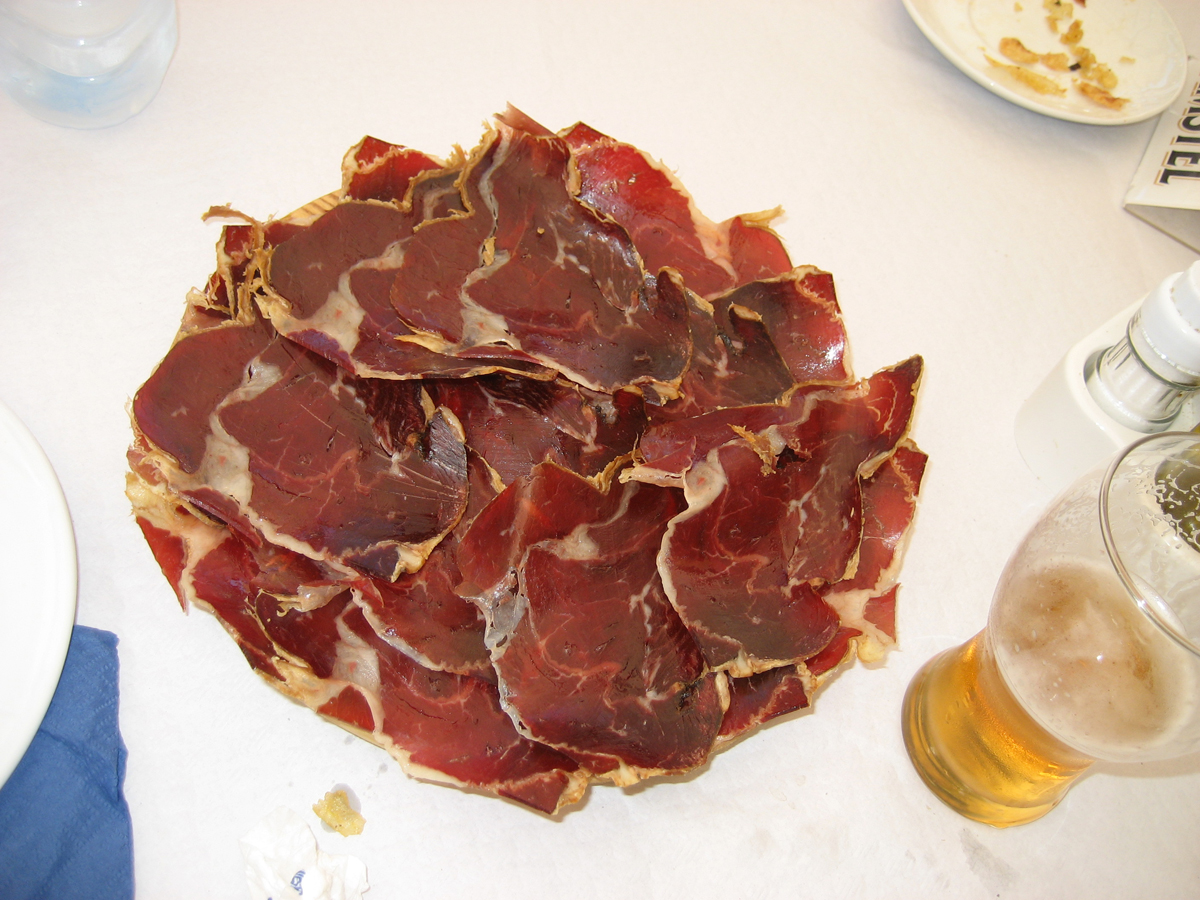
Plato de cecina de León

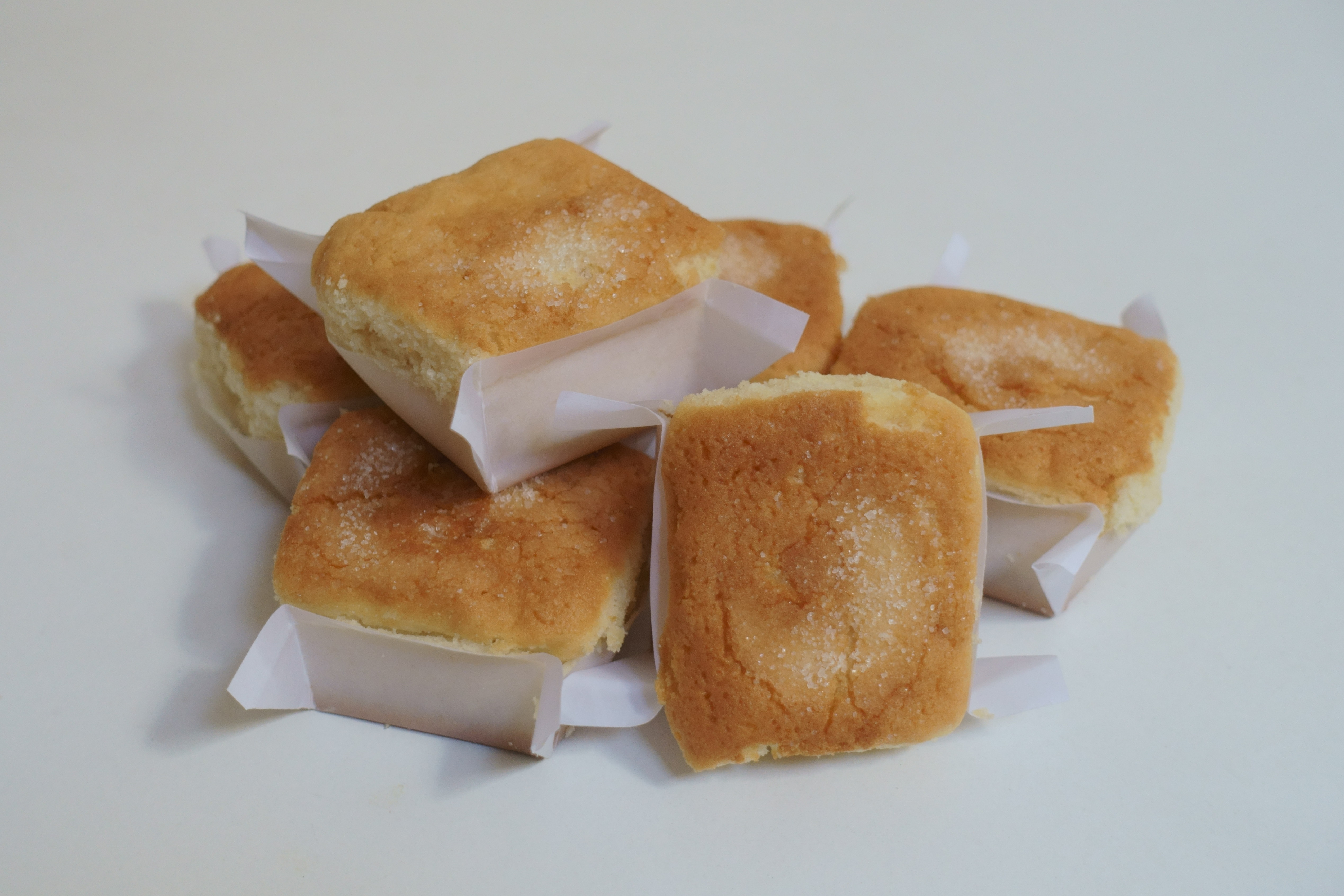
Mantecadas de Astorga

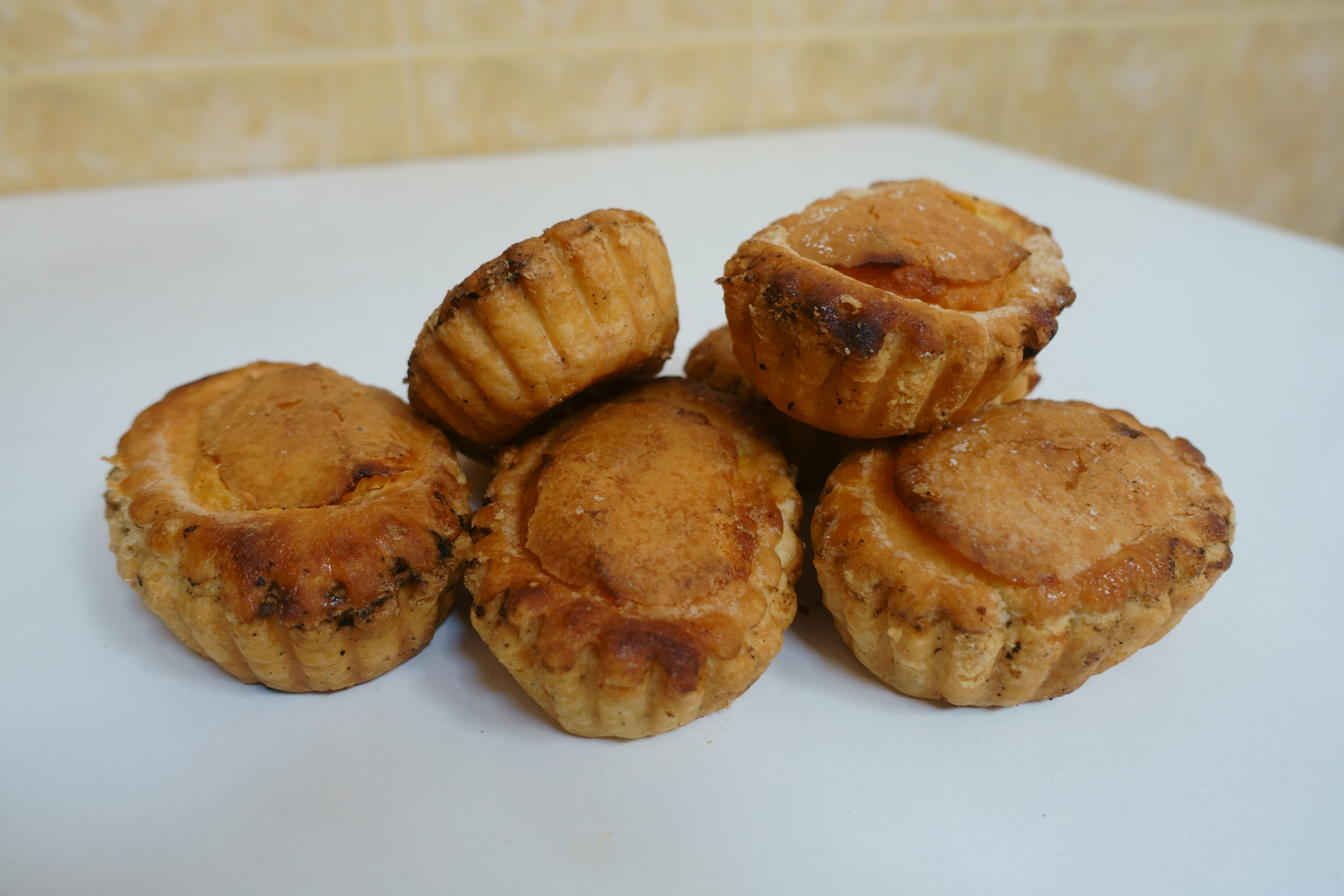
Merles de Astorga

La gastronomía en Astorga está ligada al campo y a la ganadería de la zona. El plato más conocido es el cocido maragato, cuya principal característica es que se sirve al revés, comenzando por las carnes —cuya variedad puede alcanzar los doce tipos—, siguiendo los garbanzos, las patatas y la verdura, y la sopa, para acabar con el postre, que suele consistir en natillas. La razón de este cambio en el orden de los platos no se conoce de manera segura, pero la costumbre parece proceder de los arrieros, que preferían comer antes la carne fría para luego, una vez llegados a una población, calentar la sopa.
Otros platos destacados son las sopa de ajo, el congrio al ajoarriero, las mollejas en salsa, las berzas con bacalao y la cecina de León, fiambre de vacuno que desde 1994 goza del beneficio de una Indicación Geográfica Protegida cuyo Consejo Regulador está en Astorga. Todas estas posibilidades culinarias, que fueron básicas para la gente de esta zona, son conservadas y difundidas por la Asociación Gastronómica y Cultural «El Borrallo», cuyas jornadas de cocina culminan con la matanza del cerdo, de la cual se obtienen diferentes productos.
En cuanto a repostería, los dulces ocupan un lugar destacado en la cocina astorgana. La mayor fama la proporcionan las mantecadas, que cuentan con Indicación Geográfica Protegida. La primera mención escrita a ellas data de 1805, y en 1850 comenzó su comercialización; su origen es poco seguro, aunque se cree que la receta surgió de una monja del convento de Sancti Spiritus, que abandonó los hábitos para casarse y la popularizó. Otro dulce, extendido también por el resto de la provincia, son los hojaldres, bañados en almíbar y surgidos a mediados del siglo XX. También son destacados los merles, una masa de hojaldre rellena de crema y cubierta de azúcar tostado, y el chocolate, presente ya en Astorga a mediados del siglo XIX, cuya industria contaba en 1916 con 41 fábricas en la ciudad, de las cuales solo quedan cuatro.

## Medios de comunicación
Medios escritos

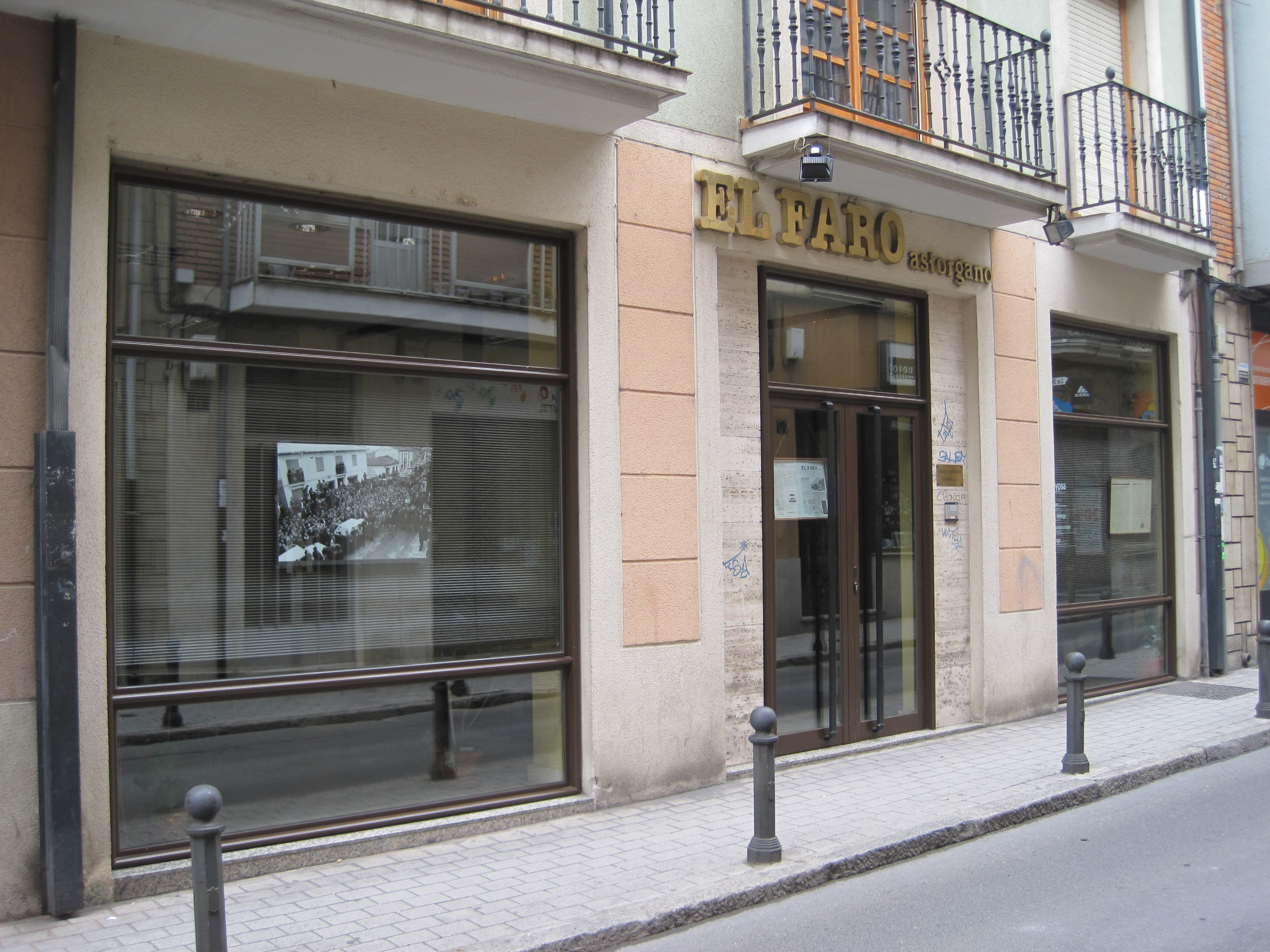
Sede del periódico El Faro Astorgano

La tradición periodística de Astorga se remonta a 1852, cuando salió a la luz la primera publicación periódica, el Boletín Eclesiástico del Obispado. Ya a finales de siglo, en 1885, apareció el semanario Pedro Mato, en 1892, el semanario católico La Luz de Astorga y en 1899, El Heraldo Astorgano. En 1903 salía tres veces por semana La Lid bajo el lema «libertad, progreso, moralidad y trabajo», y se fundó El Faro Astorgano, de carácter católico. Al año siguiente, se empezó a editar El Pensamiento Astorgano, en 1906, El Evangelio en Astorga, y en 1907, El Adalid. Años más tarde, en 1917, nacía el semanario El Fresco, y en 1928 comenzó a publicarse el semanario Humo bajo la tutela de Ricardo Gullón, Leopoldo Panero y Luis Alonso Luengo.
De todos ellos prevalece El Faro Astorgano, de alcance comarcal, provincial y autonómico, con ediciones tanto impresa como digital. A él se unen los Cuadernos Municipales, dedicado al patrimonio histórico artístico, la revista Catedral, de la asociación Amigos de la Catedral, la revista Argutorio, de la asociación cultural Monte Irago, así como las publicaciones de varias de las cofradías de Semana Santa. Del mismo modo pueden adquirirse los periódicos nacionales de mayor difusión así como los provinciales Diario de León y La Nueva Crónica.
Medios electrónicos
En Astorga se pueden sintonizar alguna de las principales cadenas de radio que operan a nivel nacional y regional, así como aquellas que en la ciudad disponen de emisoras locales que emiten espacios dedicados a la actualidad local en sus desconexiones en diferentes tramos horarios, como COPE Astorga y Castilla y León Radio.
En cuanto a medios digitales, a nivel local y comarcal cabe señalar los dos sitios web del Ayuntamiento donde se ofrece a los ciudadanos la información institucional y turística más significativa, la versión digital de El Faro Astorgano, el periódico digital Astorga Redacción, fundado en 2013, el periódico digital Diario de Astorga, fundado en 2014, y el portal Astorga.com.

## Deportes
Entidades deportivas

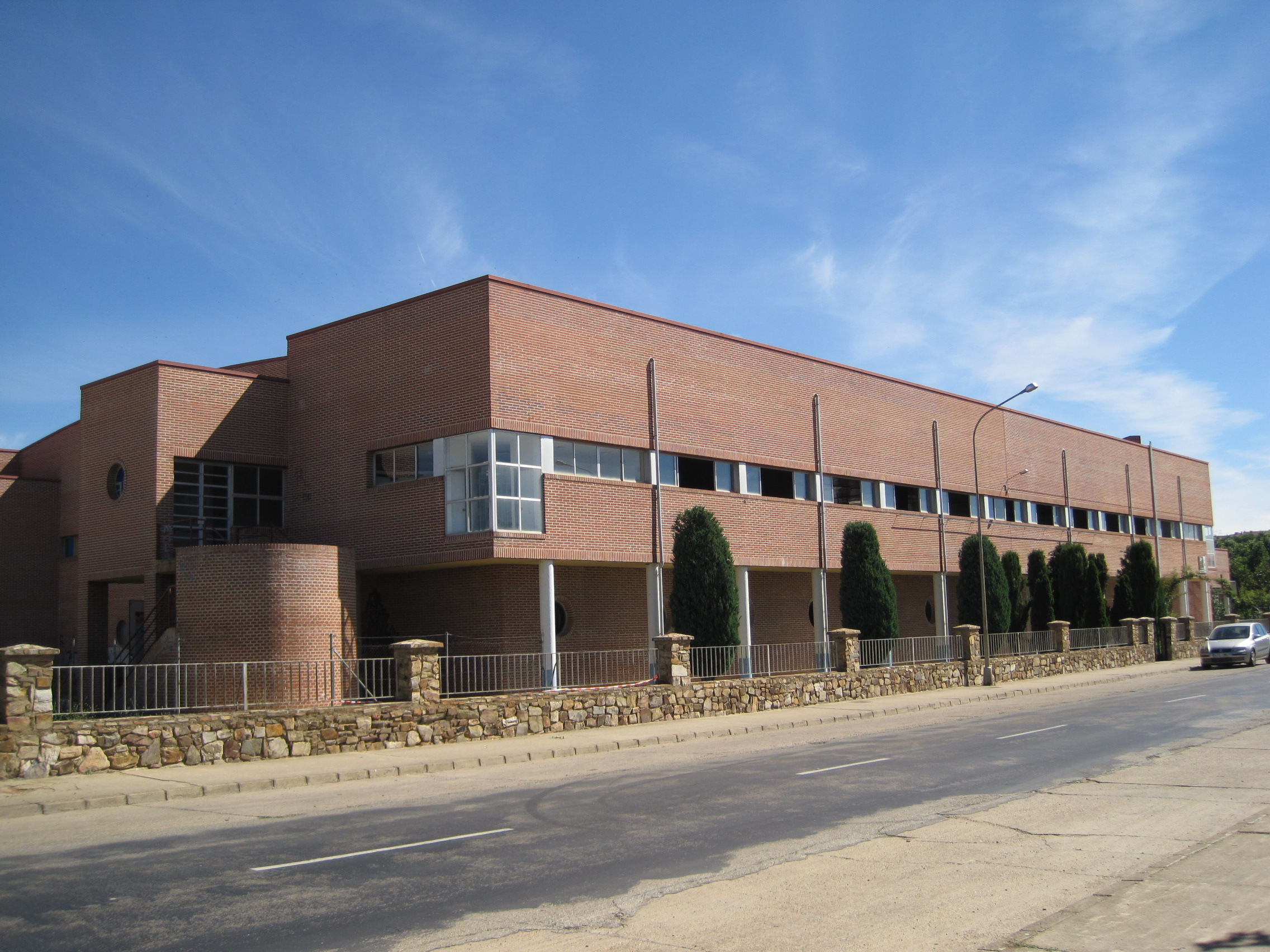
Pabellón polideportivo Felipe Miñambres

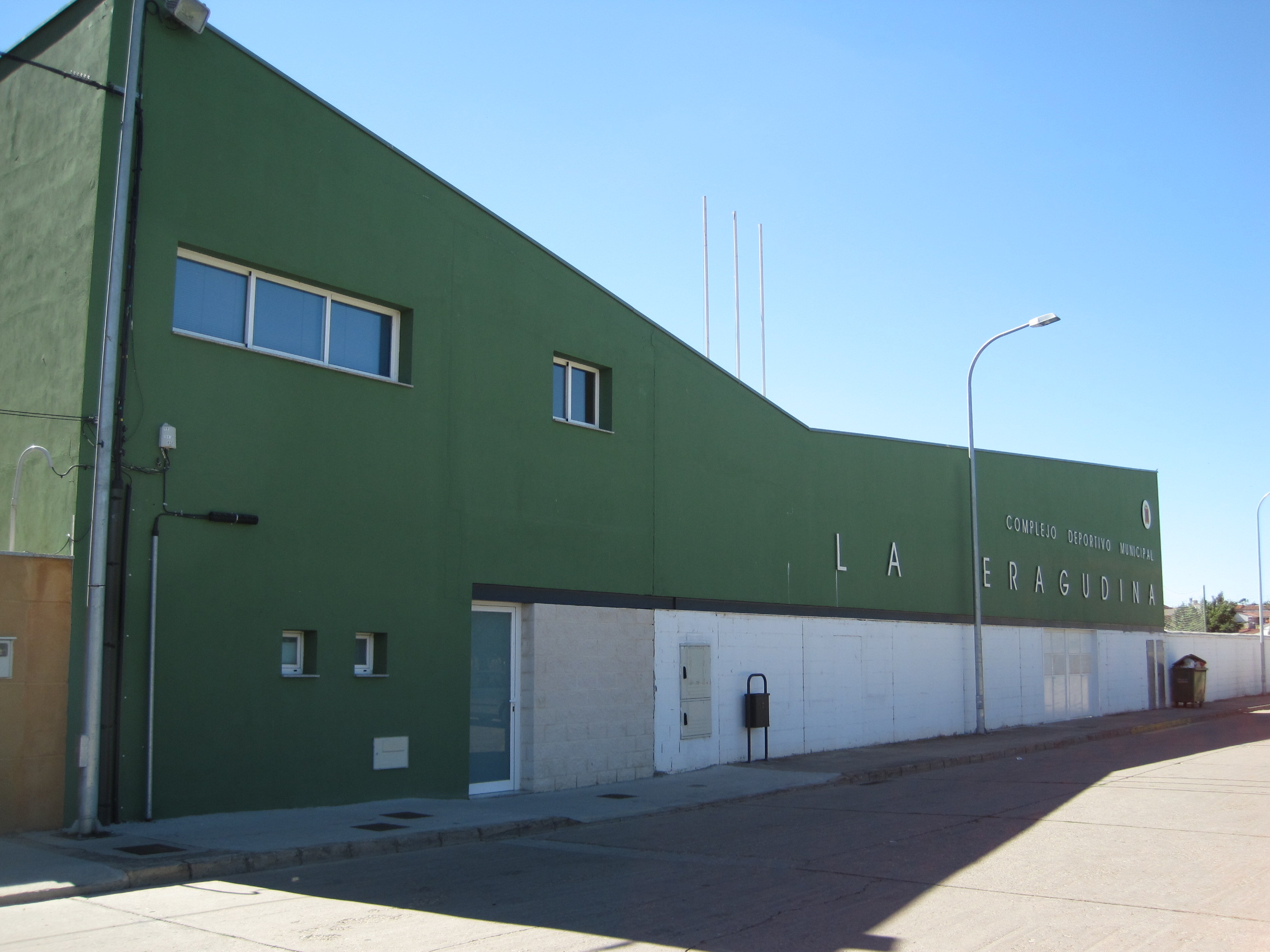
Fachada del complejo deportivo La Eragudina, donde juega sus partidos el Atlético Astorga

La entidad deportiva más importante de la ciudad es el Atlético Astorga Club de Fútbol, que milita en la tercera división de España. El fútbol sala tiene gran tradición en la ciudad, que hasta 2001 contó con el equipo Astorga Fútbol Sala, el cual jugó en la primera división de la Liga Nacional de Fútbol Sala desde la fundación de la misma en 1989 hasta 2001, año en el que el club desapareció debido a las dificultades económicas.
Otras disciplinas o actividades practicadas en Astorga son el ciclismo, con el Club Deportivo Cicloturista de Astorga, el slot, con el Slot Club Astorga, los deportes de motor con el club deportivo Moto-Quad Senderos Maragatos o el Moto club deportivo Astorga, el senderismo con el club polideportivo La Salle, o el kung-fu, en la escuela dirigida por la familia Jiménez, conocida por sus exhibiciones de fuerza y resistencia. Asimismo, el Ayuntamiento cuenta con diversas escuelas municipales de deporte como atletismo, baloncesto, fútbol sala, lucha leonesa y natación.
Eventos deportivos
Entre los principales eventos deportivos que se organizan en la ciudad destacan, por un lado, la Marcha Cicloturista Contra la Droga, que cada año reúne a varios cientos de participantes en una ruta por los alrededores de Astorga, y por otro lado, los torneos locales de varias disciplinas como fútbol, billar o tenis durante la celebración de las fiestas patronales de Santa Marta, a finales del mes de agosto.
En 1947, 1967 y 2011, Astorga fue meta o salida de etapa de la Vuelta a España, siendo asimismo varias las veces en que la misma, la Vuelta a Castilla y León y la Vuelta Ciclista a León han pasado por la ciudad.
Instalaciones
Para la práctica del deporte existen diversas instalaciones ubicadas principalmente en la zona de La Eragudina: el campo de fútbol «La Eragudina», en el cual juega sus partidos el Atlético Astorga, el pabellón municipal de deportes Felipe Miñambres, las piscinas municipales, un gimnasio, varias canchas de tenis y dos pistas de pádel. Asimismo, Astorga cuenta con un circuito de motocross, ubicado en el paraje de El Sierro.

## Ciudades hermanadas
La ciudad de Astorga participa en la iniciativa de hermanamiento de ciudades promovida, entre otras instituciones, por la Unión Europea. A partir de esta iniciativa se han establecido lazos con las siguientes localidades:
| País                                      | Ciudad  | Fecha de hermanamiento |
| ----------------------------------------- | ------- | ---------------------- |
| España                                    | Reus    | 1988                   |
| Campos de Refugiados de la RASD en Tinduf | Aargub  | 1993                   |
| Francia                                   | Moissac | 1996                   |
| España                                    | Clavijo | 25 de marzo de 2007    |
| España                                    | Mérida  | 2012                   |

## Personas notables

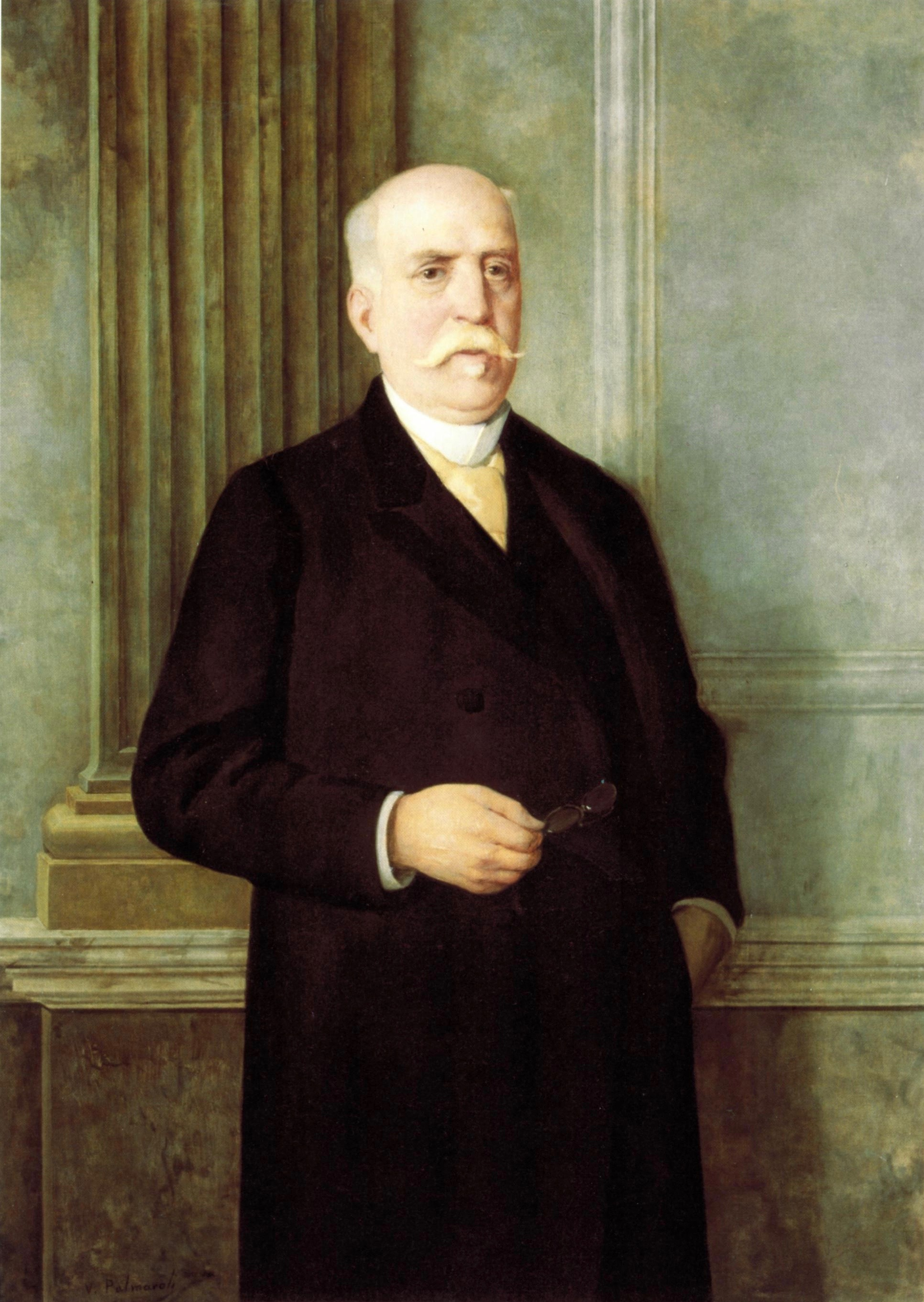
El ministro Pío Gullón